# Michelbach (Usa)
Der Michelbach ist ein gut 8 km langer linker und nördlicher Zufluss der Usa im hessischen Taunus, der ihr zeit- und abschnittsweise Wasser führend durch Wiesen und Wälder zufließt. Er beginnt im Hochtaunuskreis, wechselt für 2 km in den Wetteraukreis, bildet auf ½ km die Grenze beider Kreise und endet zurück im Hochtaunuskreis. Ab dem ersten Grenzübertritt, und damit überwiegend, befindet er sich, zusammen mit sechs Zuflüssen, im etwa 60 ha großen FFH-Gebiet Nummer 5617-303, Usa zwischen Wernborn und Ober-Mörlen. Gespeist wird er von zwei Kläranlagen, drei Regenüberläufen (RÜ) (jeweils direkt bzw. indirekt über einen Vorfluter) sowie noch fast zehn weiteren natürlichen Zuflüssen.

## Geographie

### Verlauf

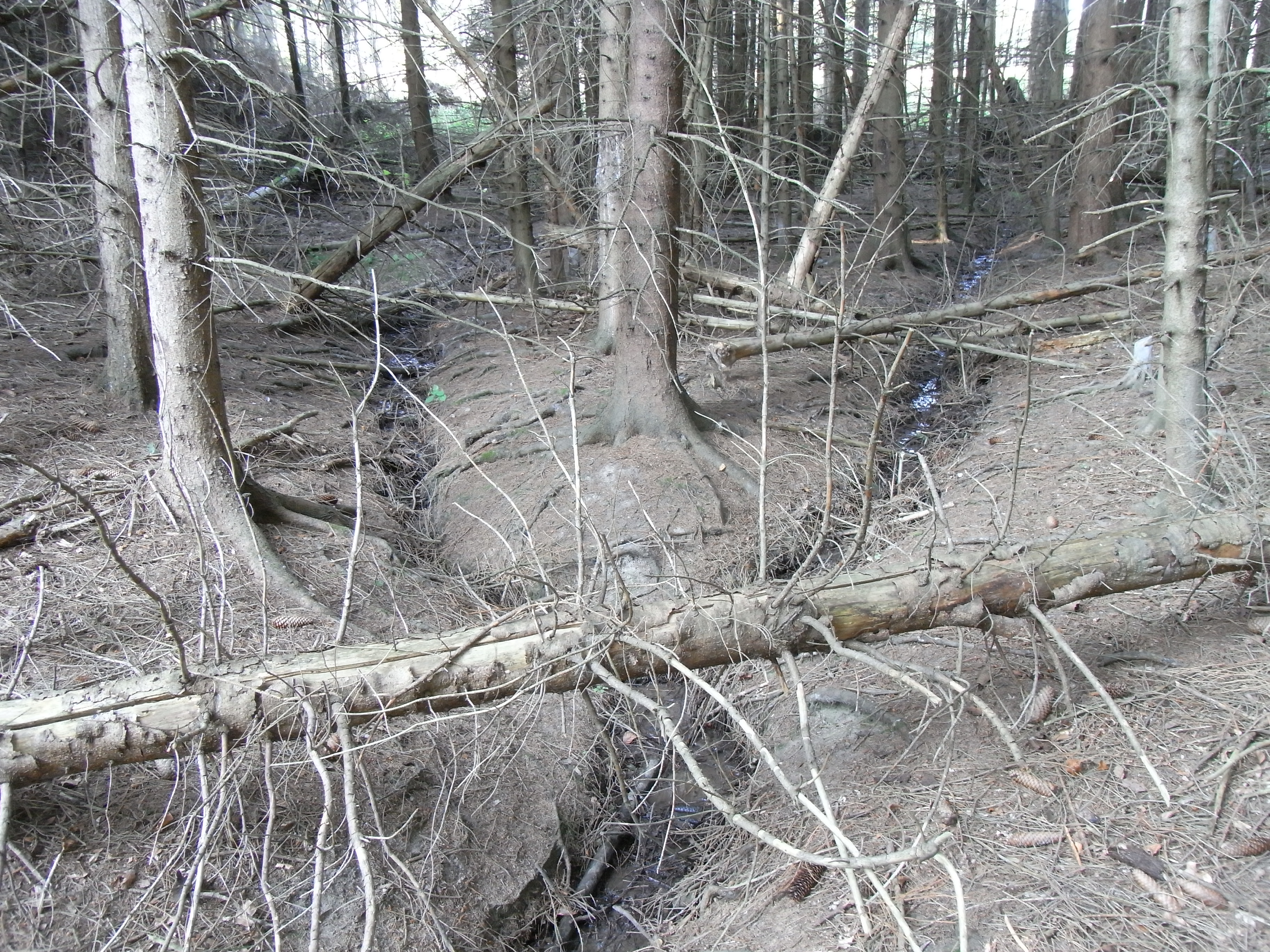
Entwässerungsgräben im Wald

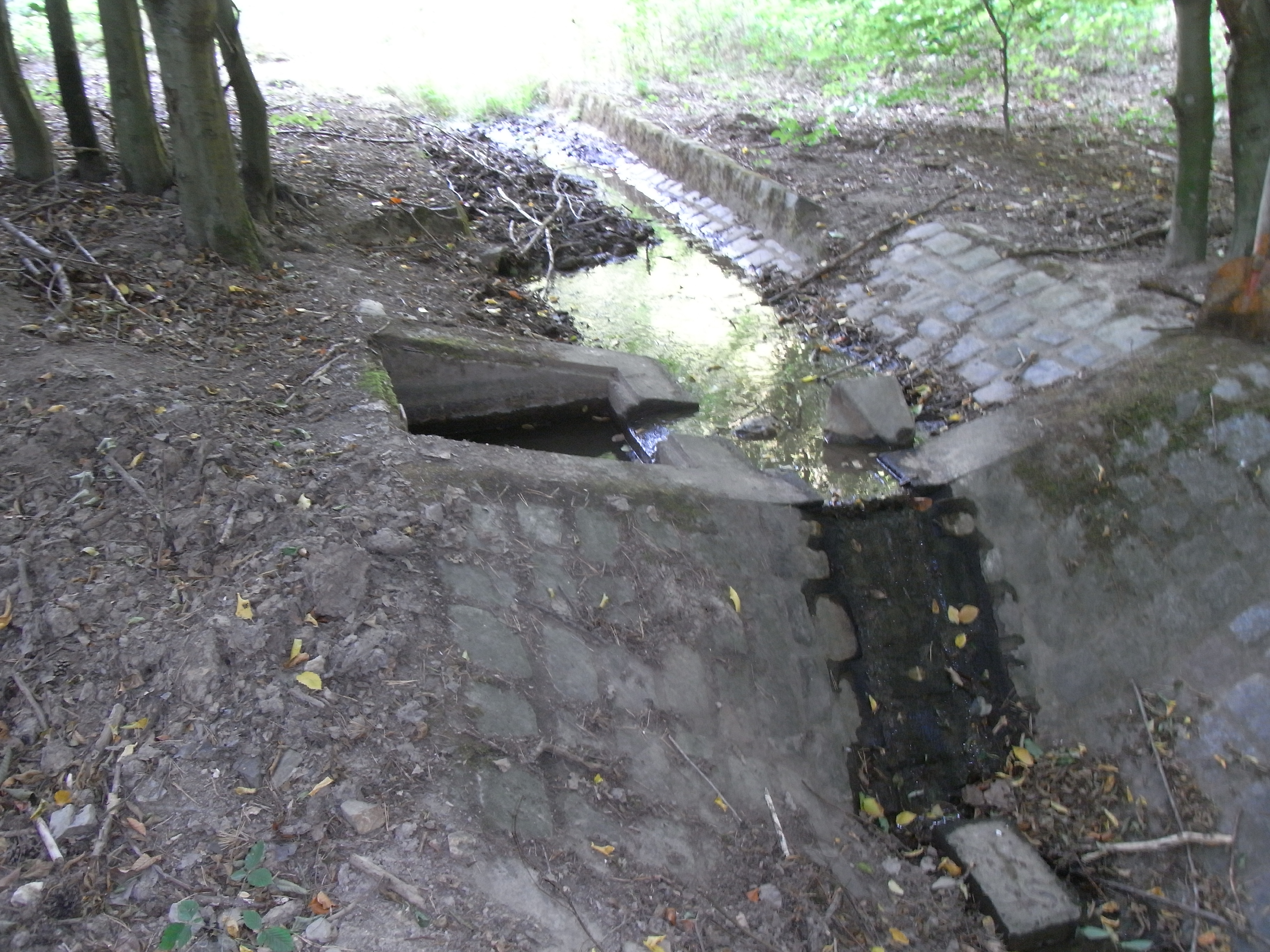
Rinne mit Anzapfung und Absturz

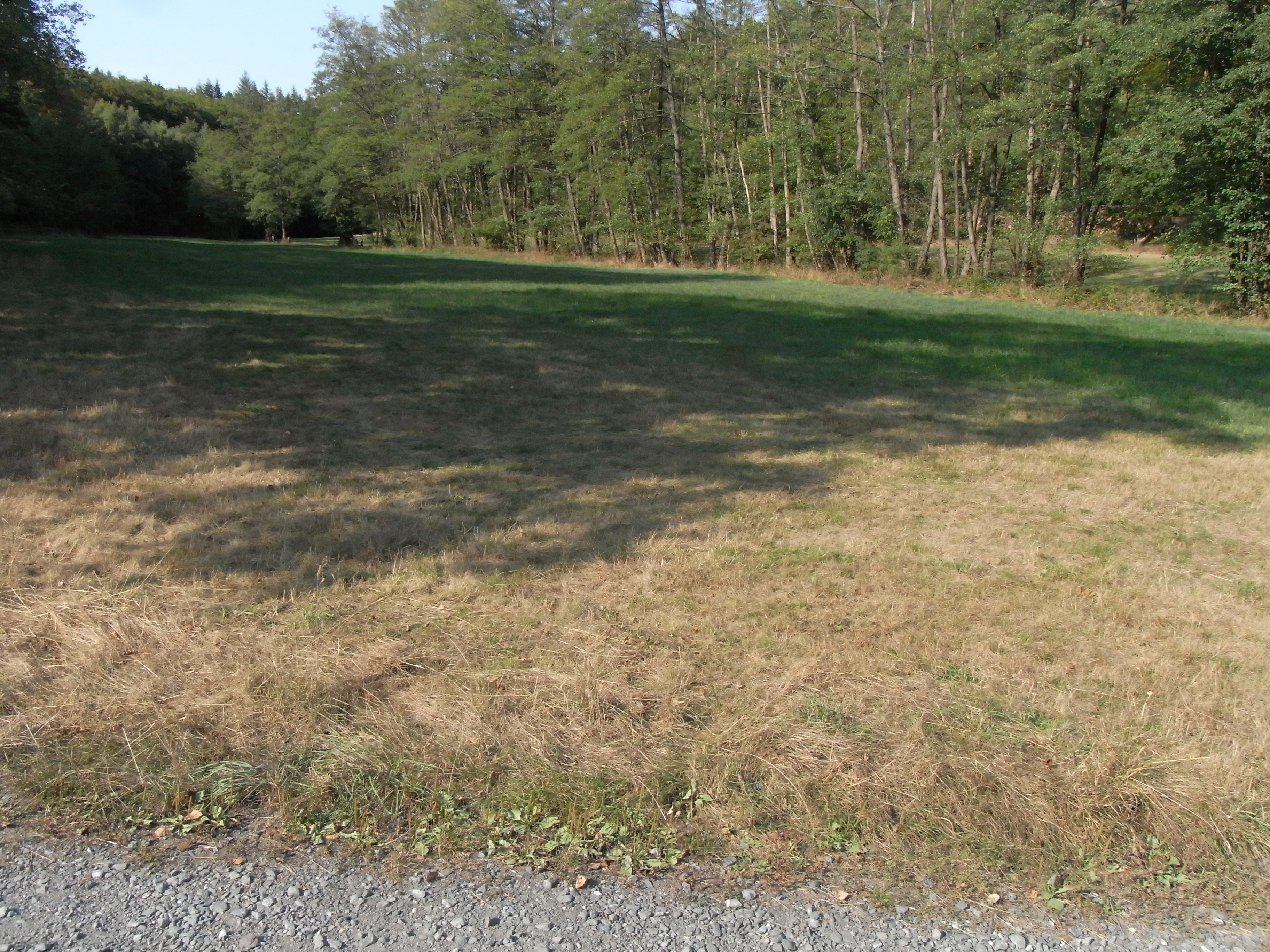
Erlensaum am Michelbach

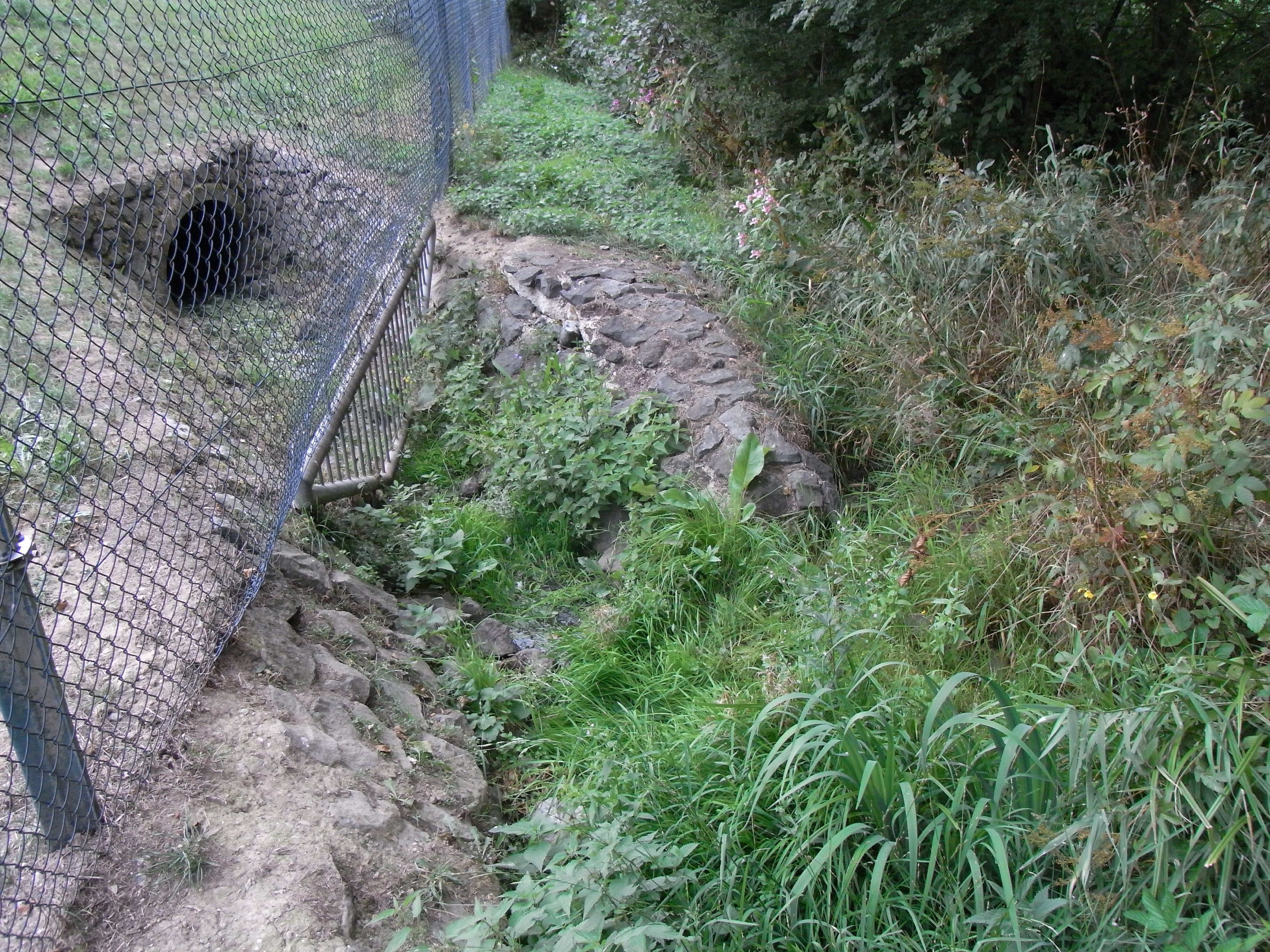
Auslass der Kläranlage

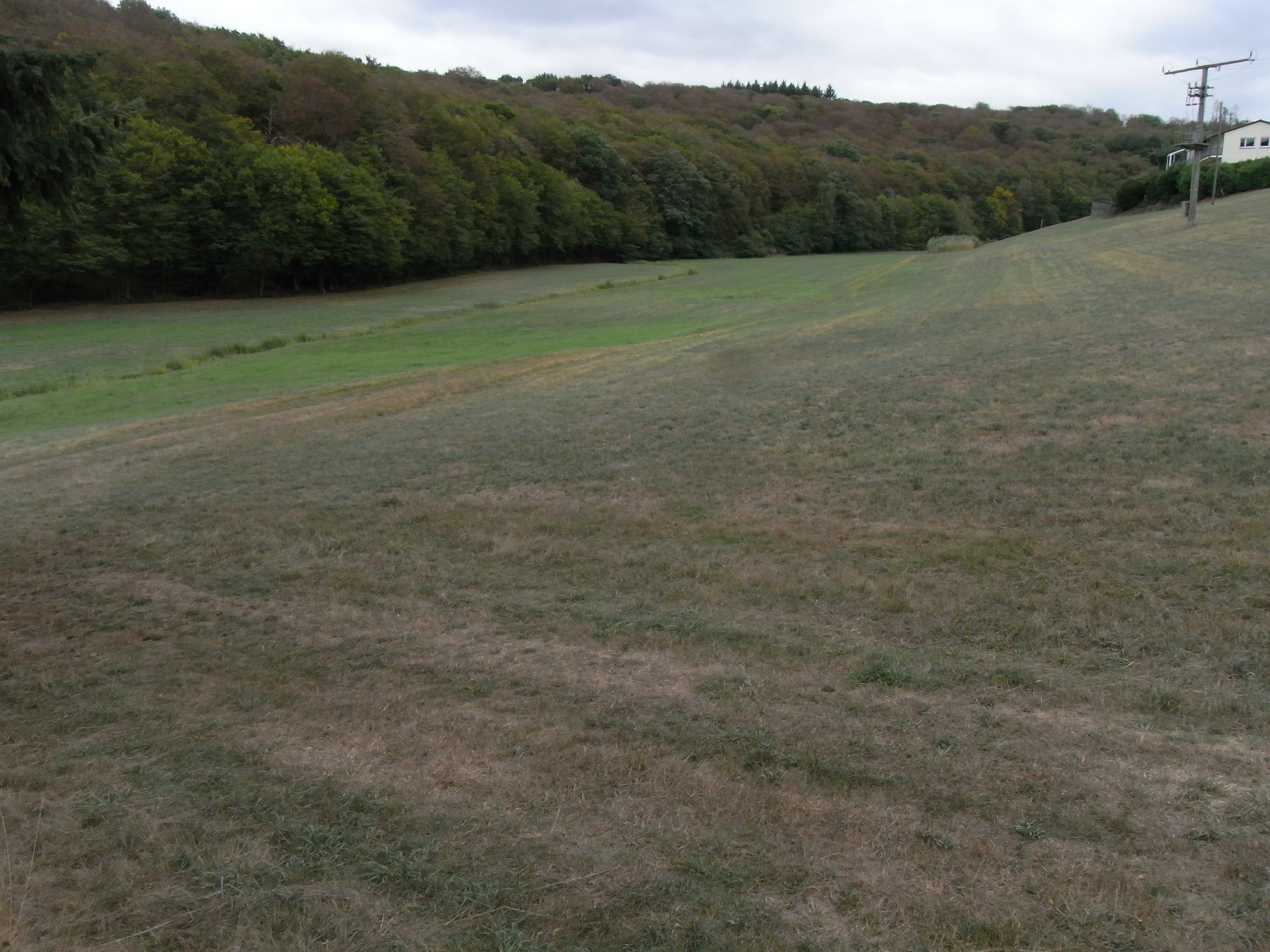
„In der Au“ unter Hof Waldfrieden

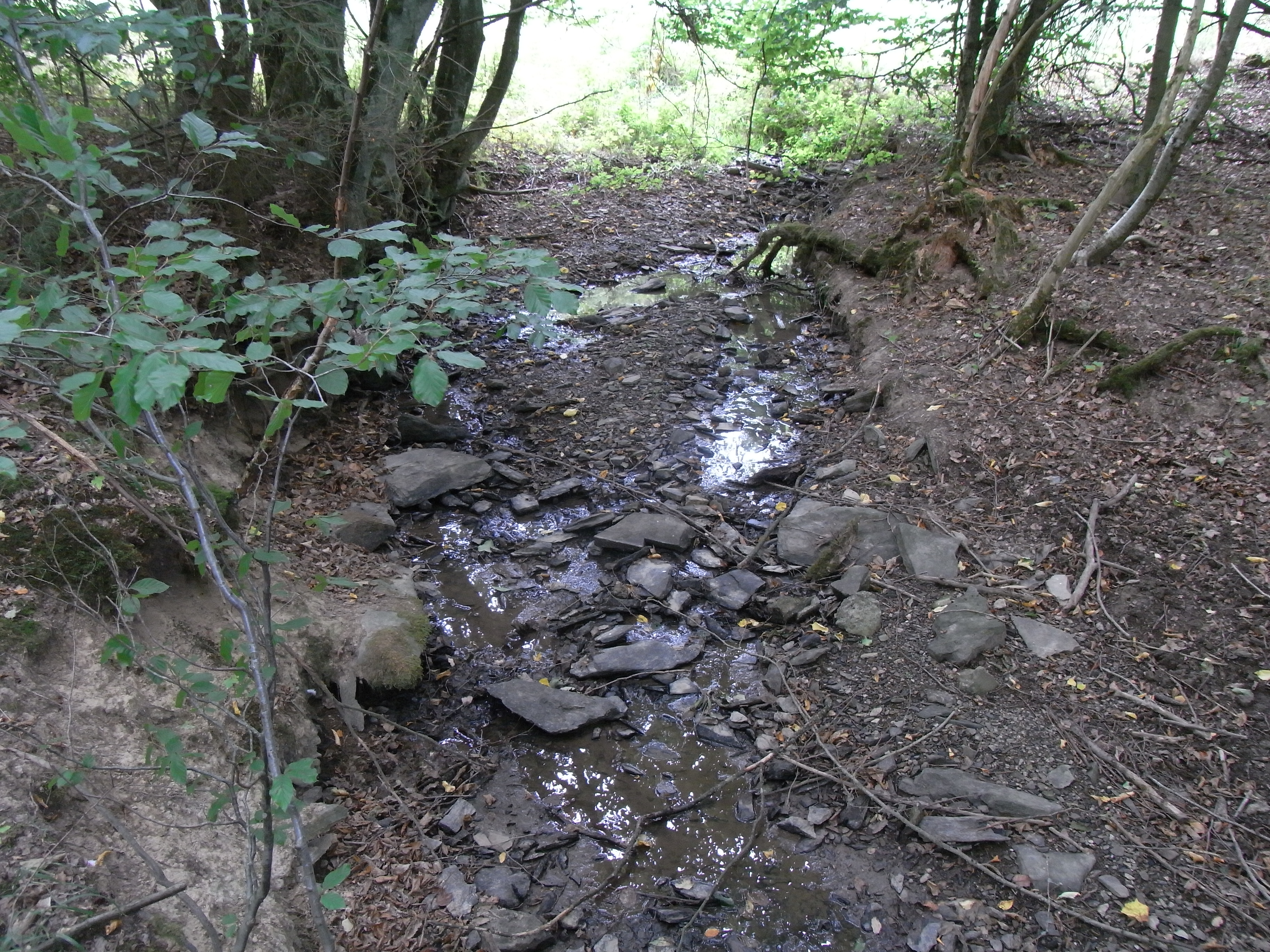
Der Beginn des FFH-Gebiets

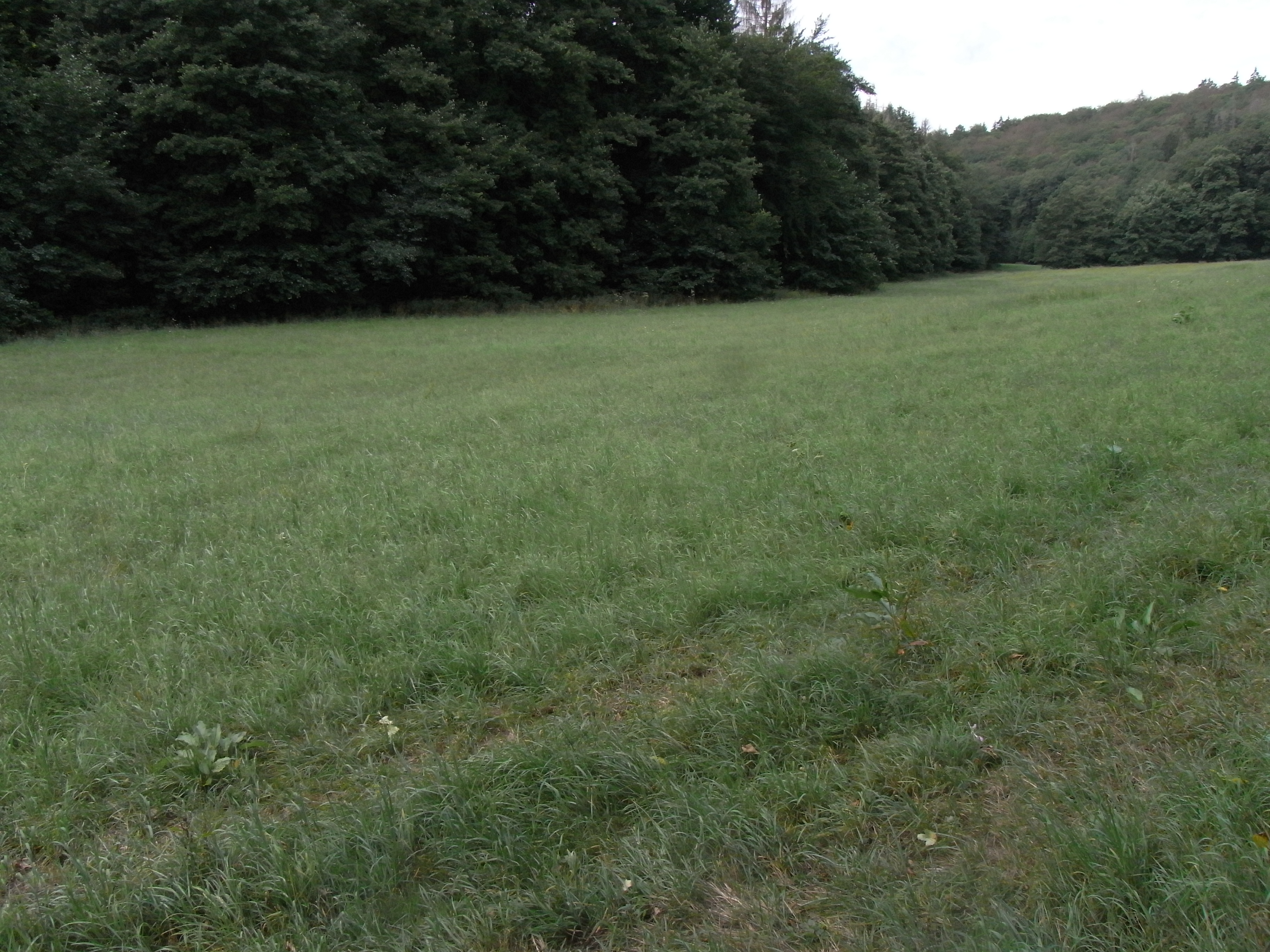
Aue in der Maibacher Schweiz

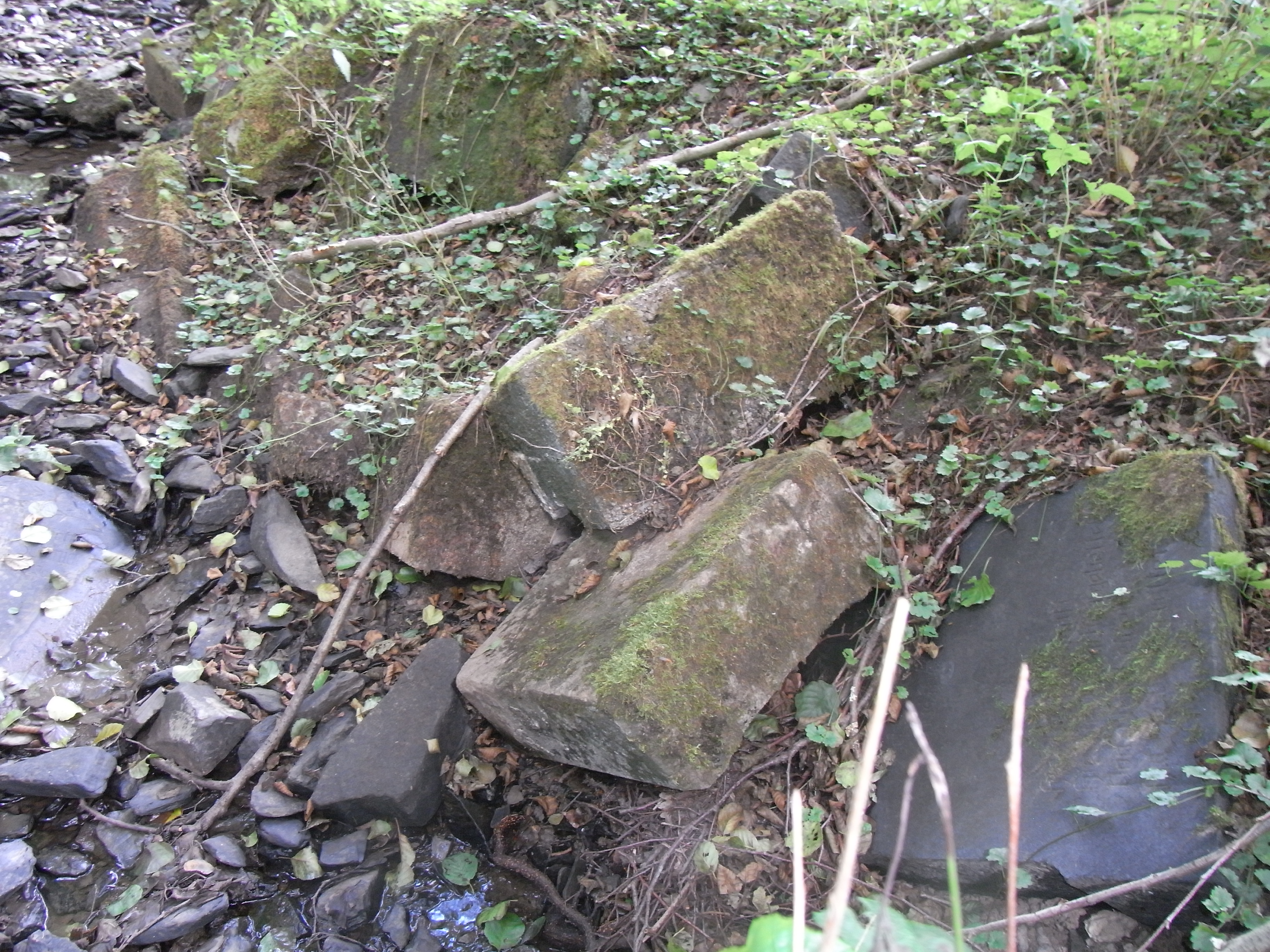
Uferbefestigung mit Grabsteinen

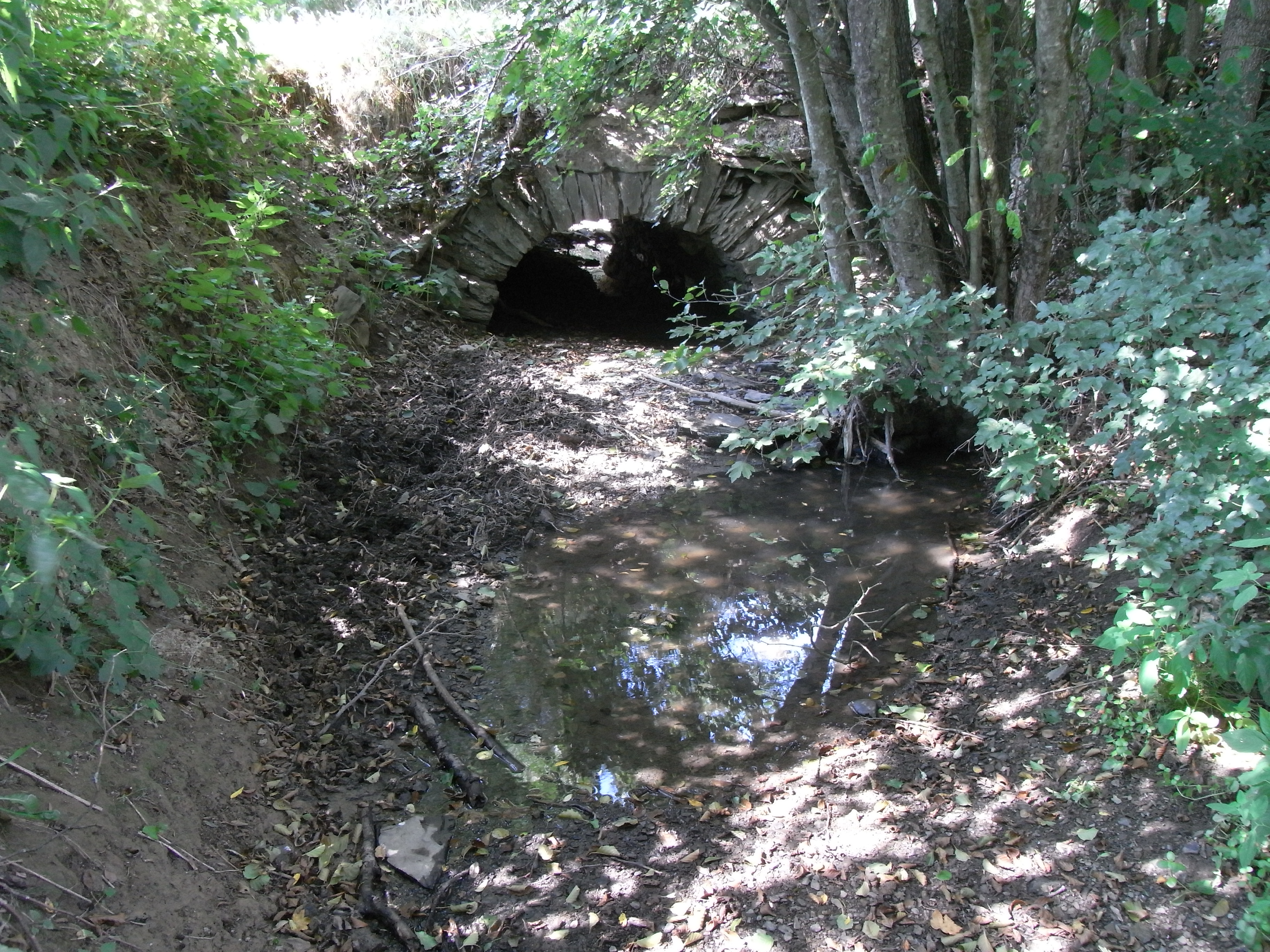
Alte steinerne Bogenbrücke für den Eschbacher Weg

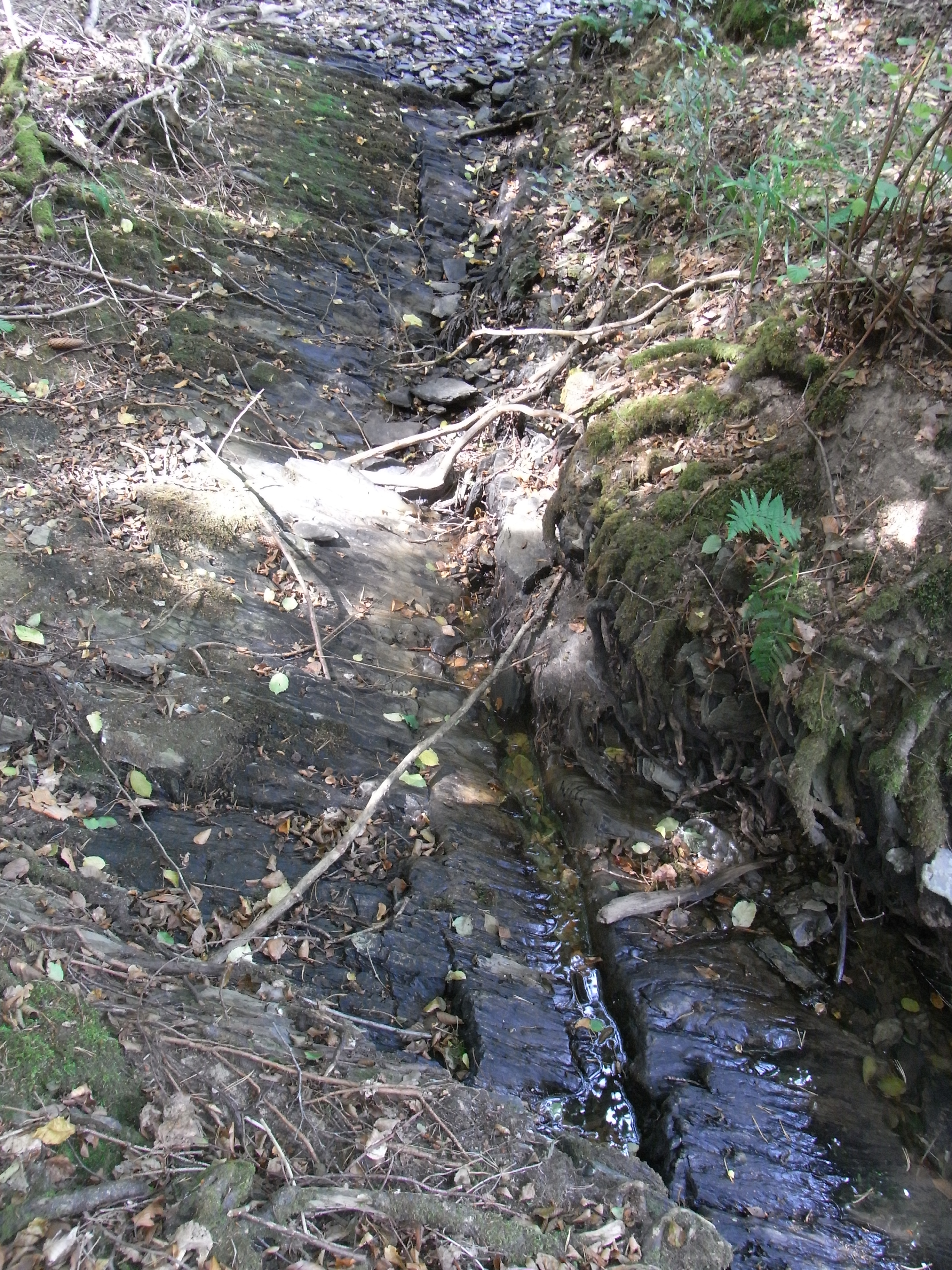
Bachbefestigung per Grundgebirge

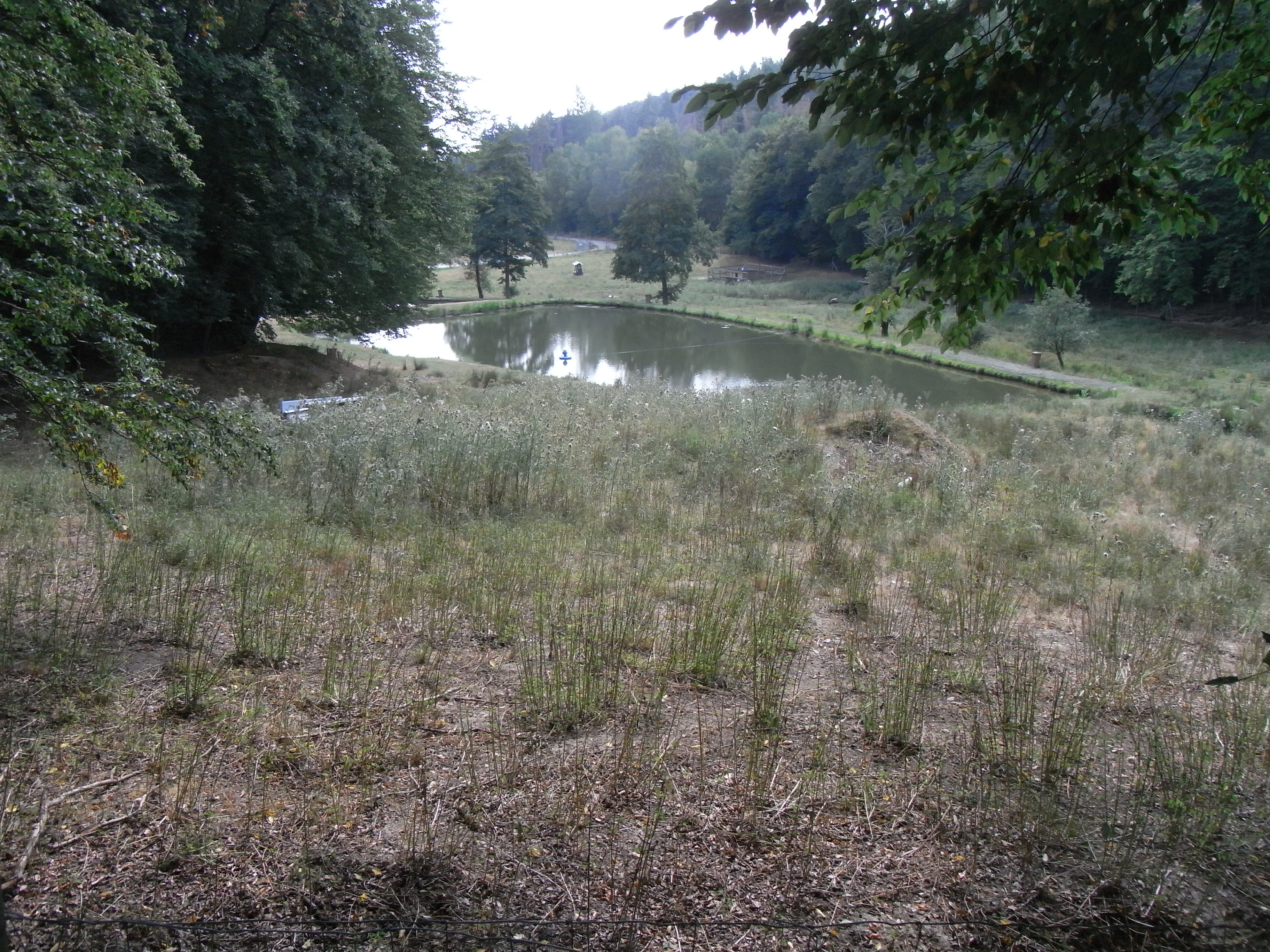
Weite Aue bei Naturefish-Teichen

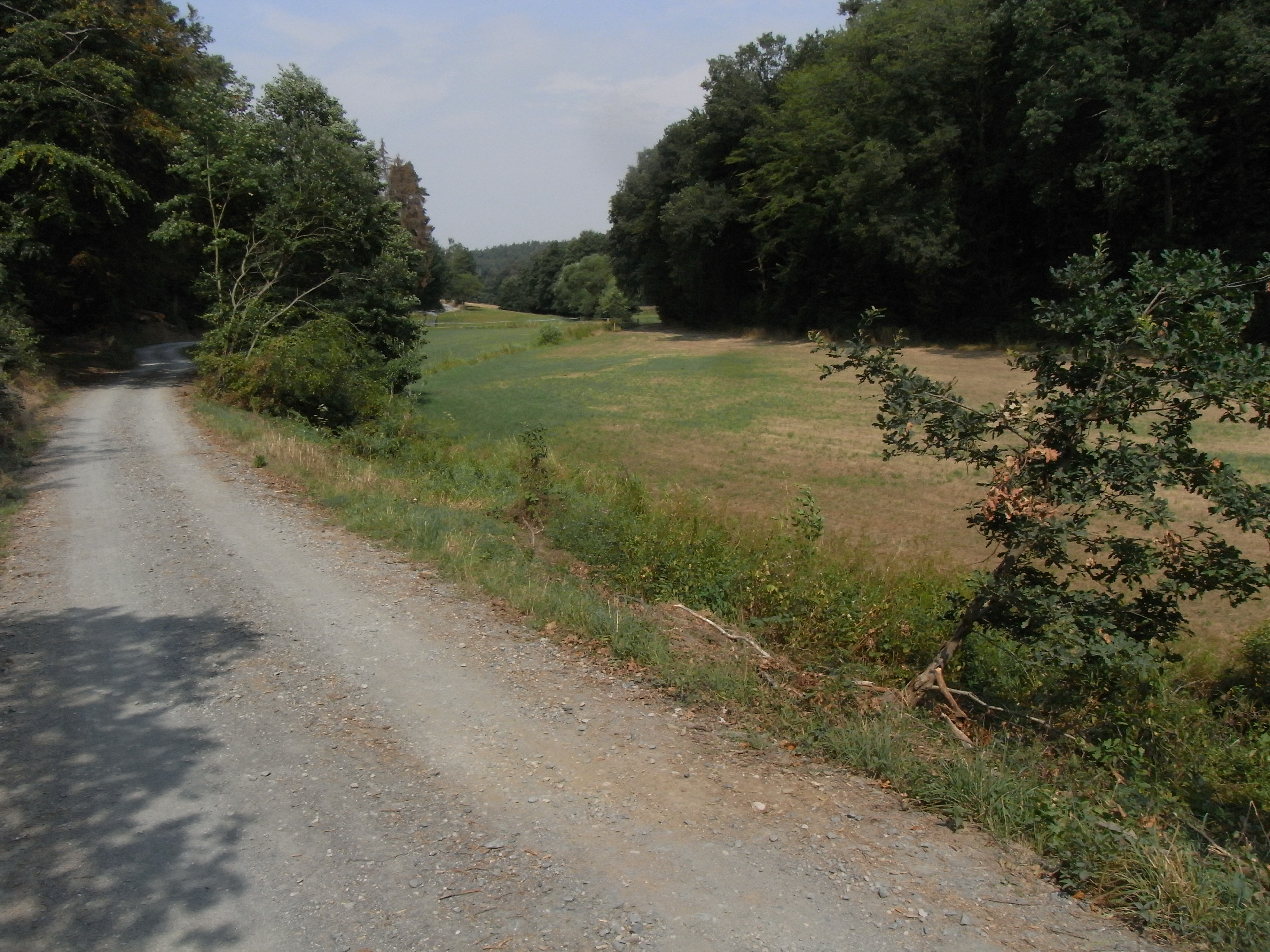
Schmale Aue vor der K 724

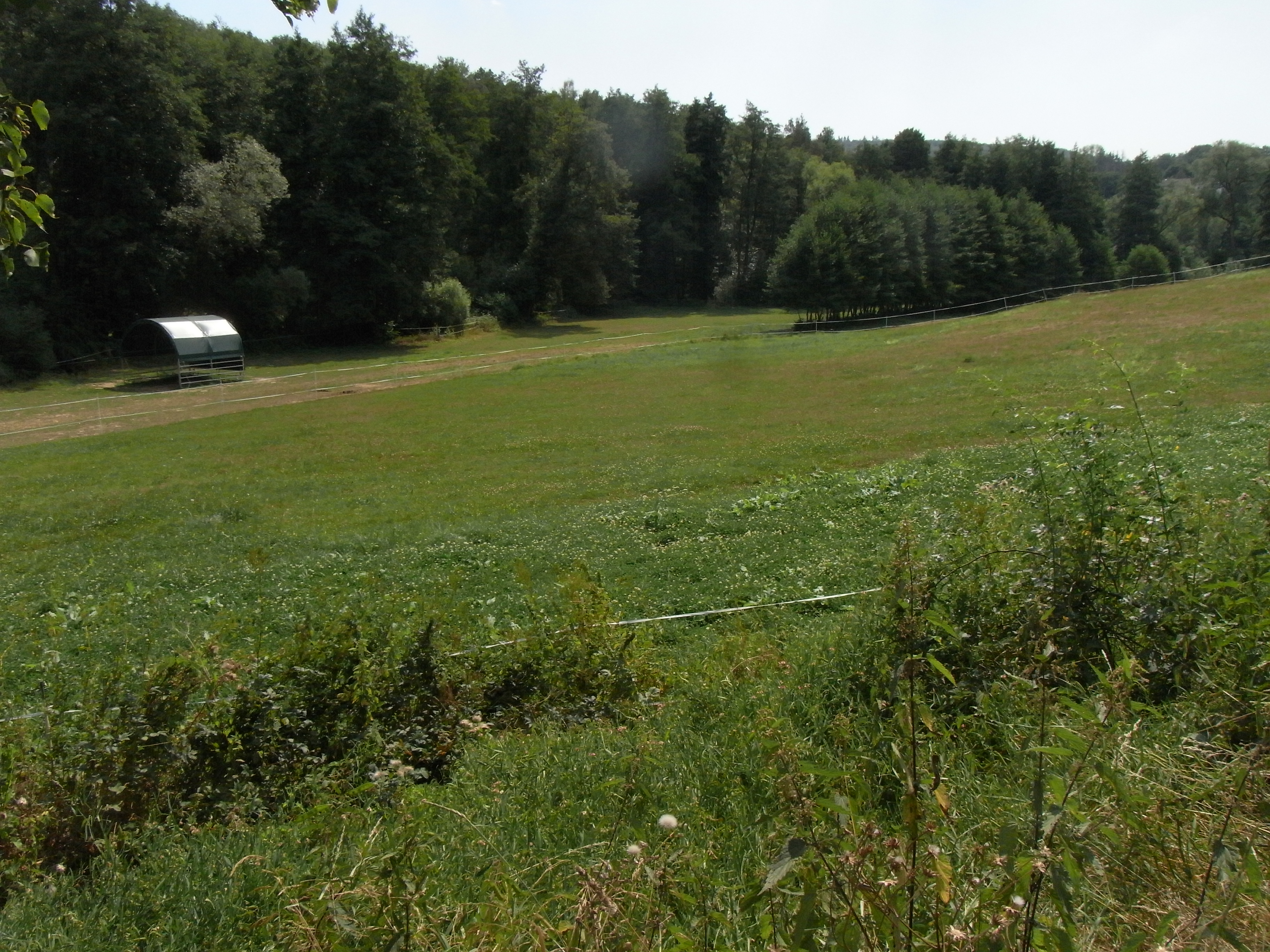
Aue zur K 724 rechts hinauf

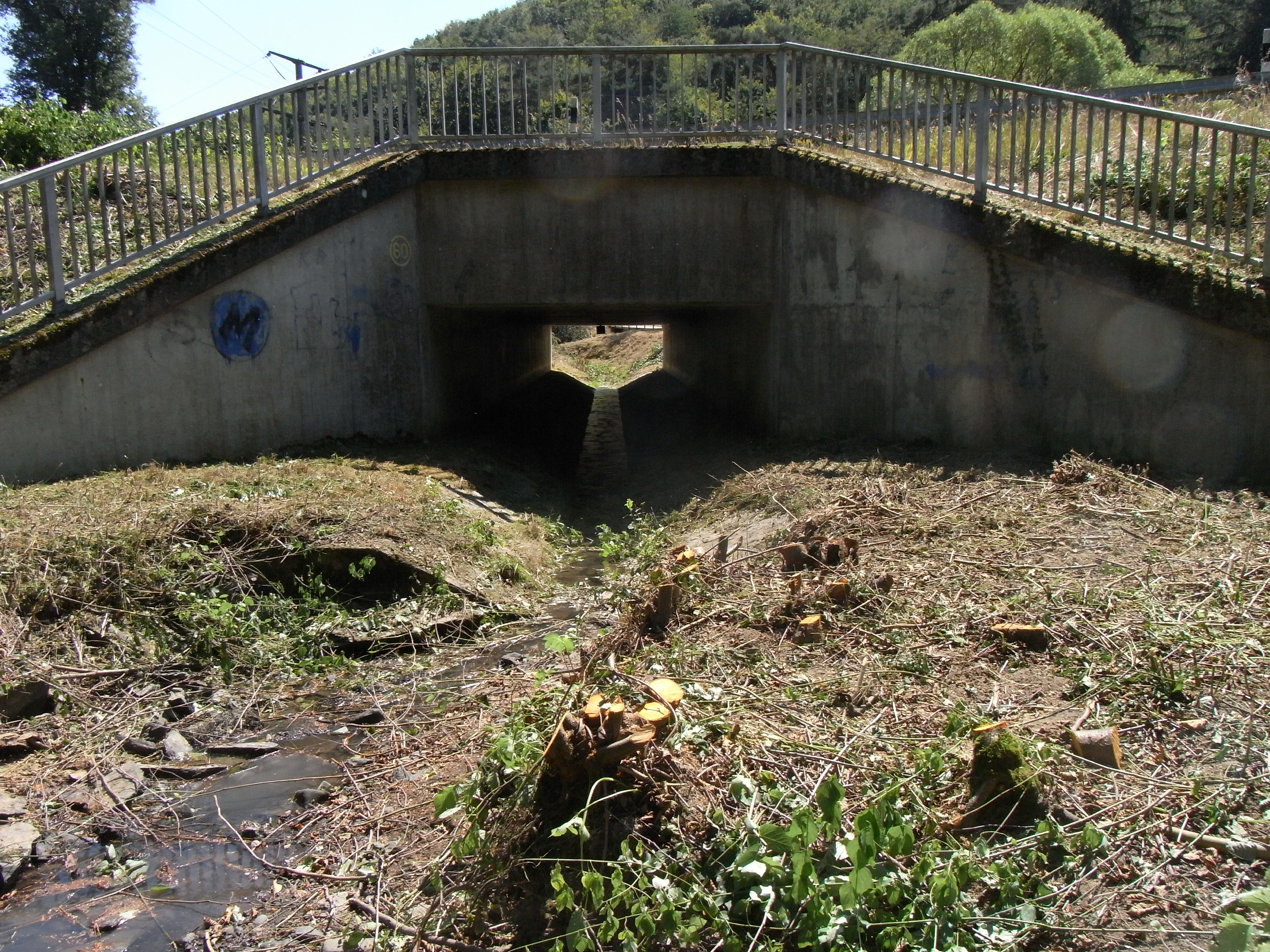
Der Michelbach taucht unter die B 275, um hernach in einer Linkskurve in die Usa zu münden

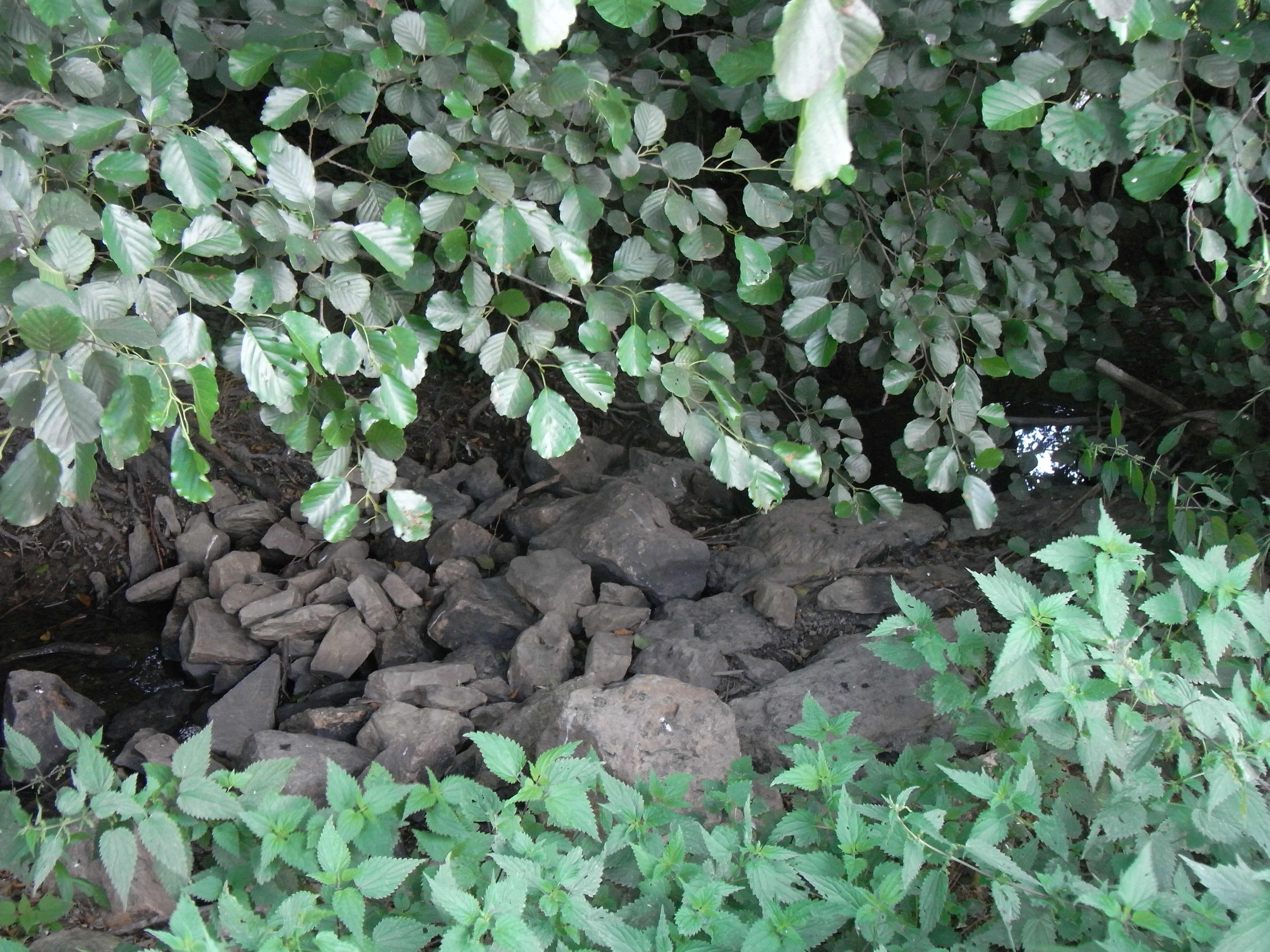
Sohlrampe im Bachlauf

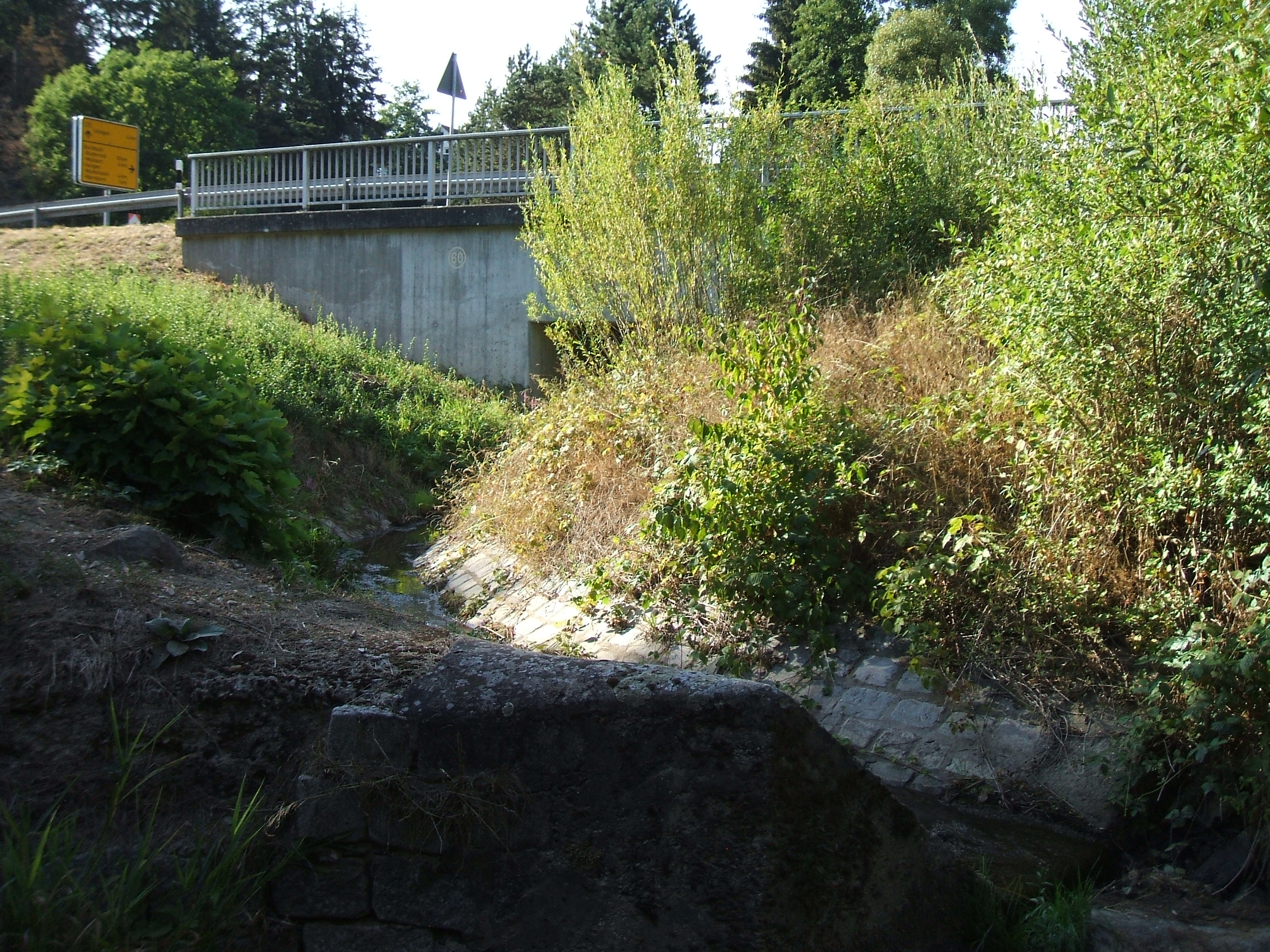
Von Norden unter der B 275 her und durch eine Rinne umgebogen mündet der Michelbach von links in die Usa (rechter Rand unten)

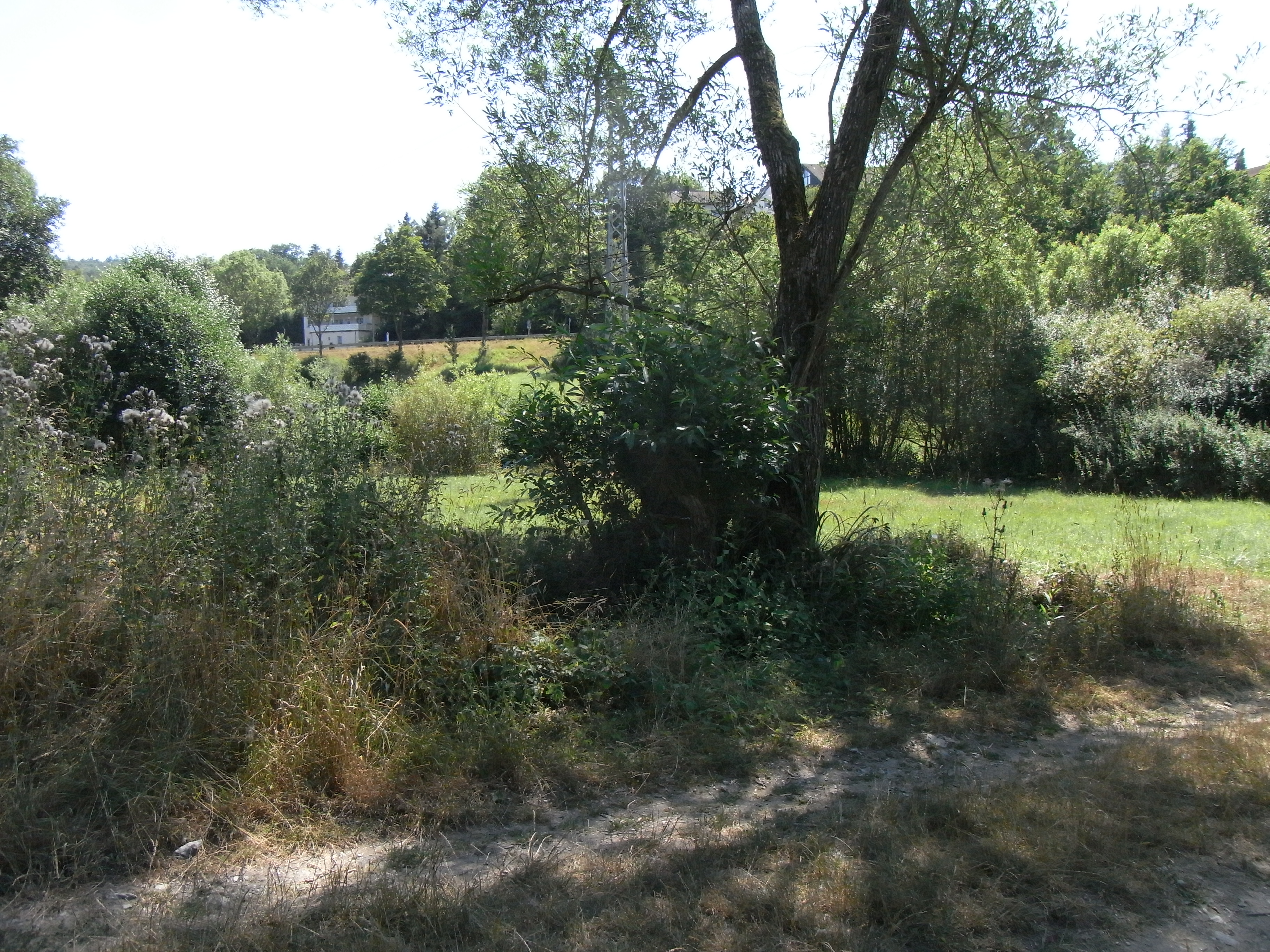
Michelbach-Aue im Querschnitt

Die Quelle des Michelbachs ⊙ liegt auf einer krautigen Wiese neben einem Granitstein zur Vermessung auf Eschbacher Grund, etwa 1½ km nordnordwestlich von Michelbach, beides Stadtteile von Usingen im hessischen Hochtaunuskreis, wenige dam westlich der Grenze zwischen beiden Ortsteilen, am nördlichen Ende eines lang gezogenen Tals zwischen Bannholz im Westen und Eichenhardt/Vorderer Köppel im Osten auf 460 m ü. NHN. Zu Beginn des 21. Jahrhunderts sind Entwässerungsgräben aus einem dichten Nadelwald vor einer steilen Höhenstufe im Hang zehn Meter höher zu einem Graben ⊙ zusammen und dieser zur ursprünglichen Quelle geführt.
Unterhalb der verkrauteten Wiese fließt der Michelbach durch einen 25 m breiten Nadelwaldriegel südostwärts dem Waldweg („Neuer Weg“) auf der Grenze zwischen Eschbach und Michelbach zu. Er begleitet ihn im Abstand weniger Meter im Ostrand einer Wiese und gelangt zu einer aufgelassenen Anlage mit drei von Laubbäumen gesäumten Teichen (900, 1.100 bzw. 1.800 m² groß). Am unteren südlichen Rand der Wiese nimmt eine verschlammte gemauerte Rinne den Michelbach auf und leitet ihn geradewegs der ebenfalls gemauerten Anzapfung zur Bewässerung der Teiche zu. Um die Teiche zu umfließen, wird das restliche Bachwasser über einen Absturz in eine zunächst gemauerten Rinne geleitet, die erst wieder in einer Rechtskurve am letzten Teich bei Fluss-km 7,8 befestigt ist. Zwischen der Teichanlage und dem Weg ist eine zweireihige Hecke aus Hainbuchen gepflanzt. Luftbilder von 1933 und von etwa 1960 zeigen unterhalb der Geländestufe am Beginn der Entwässerungsgräben statt der Teiche und der Bewaldung eine 600 m abwärts reichende und bis zu 60 m breite Wiese.

(Einfriedung aus) Hainbuchen
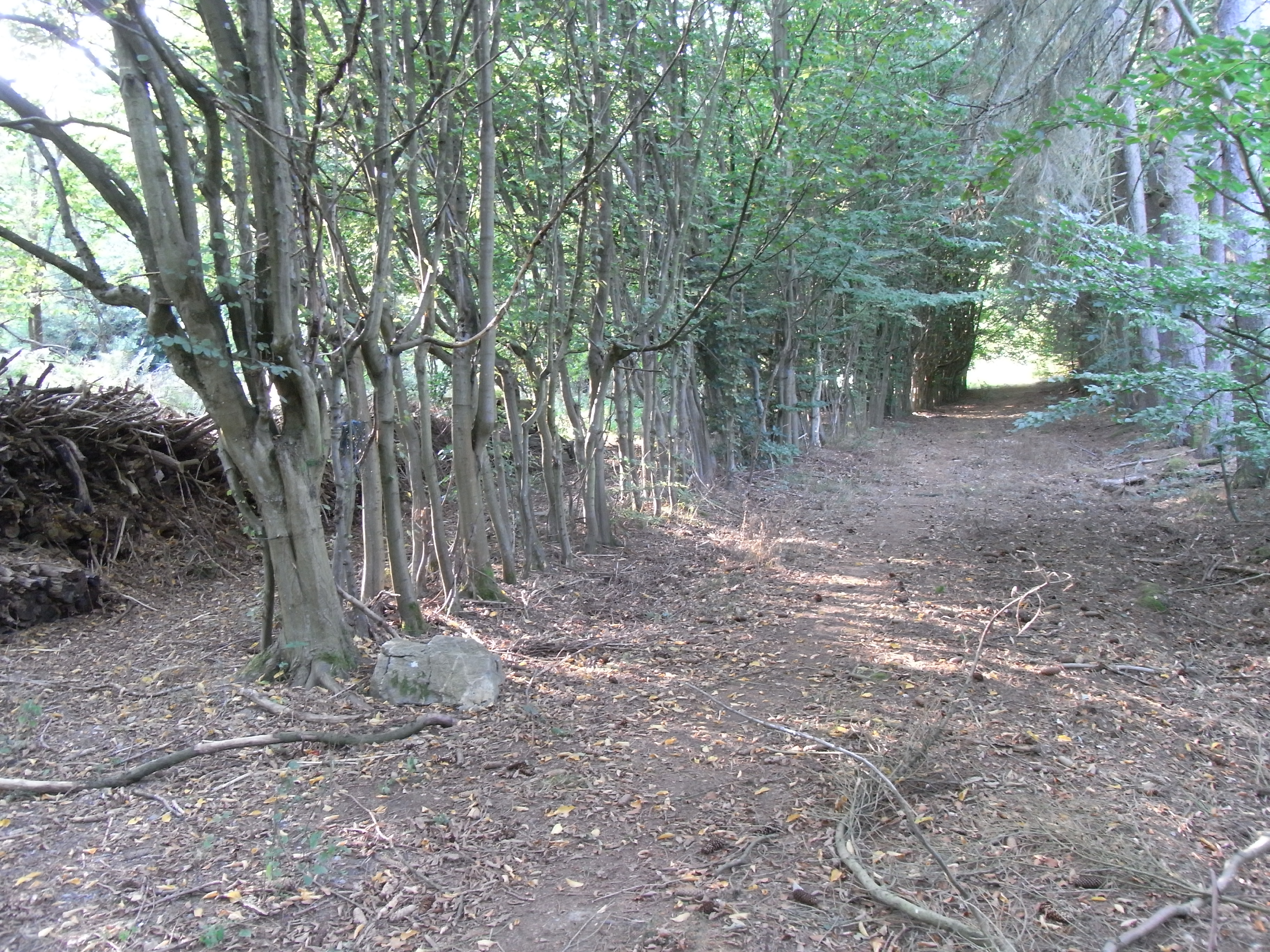
Oben
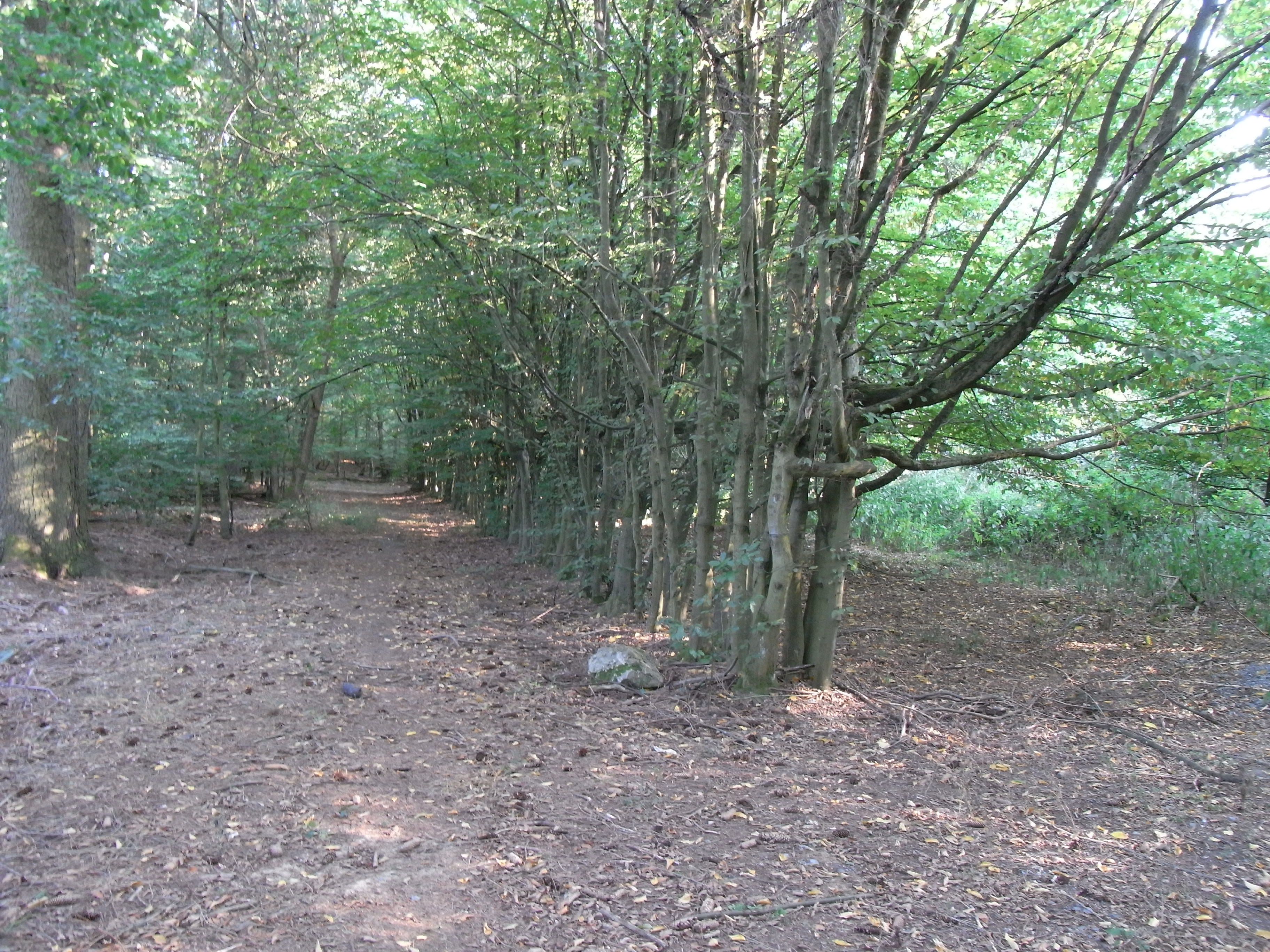
Mittig
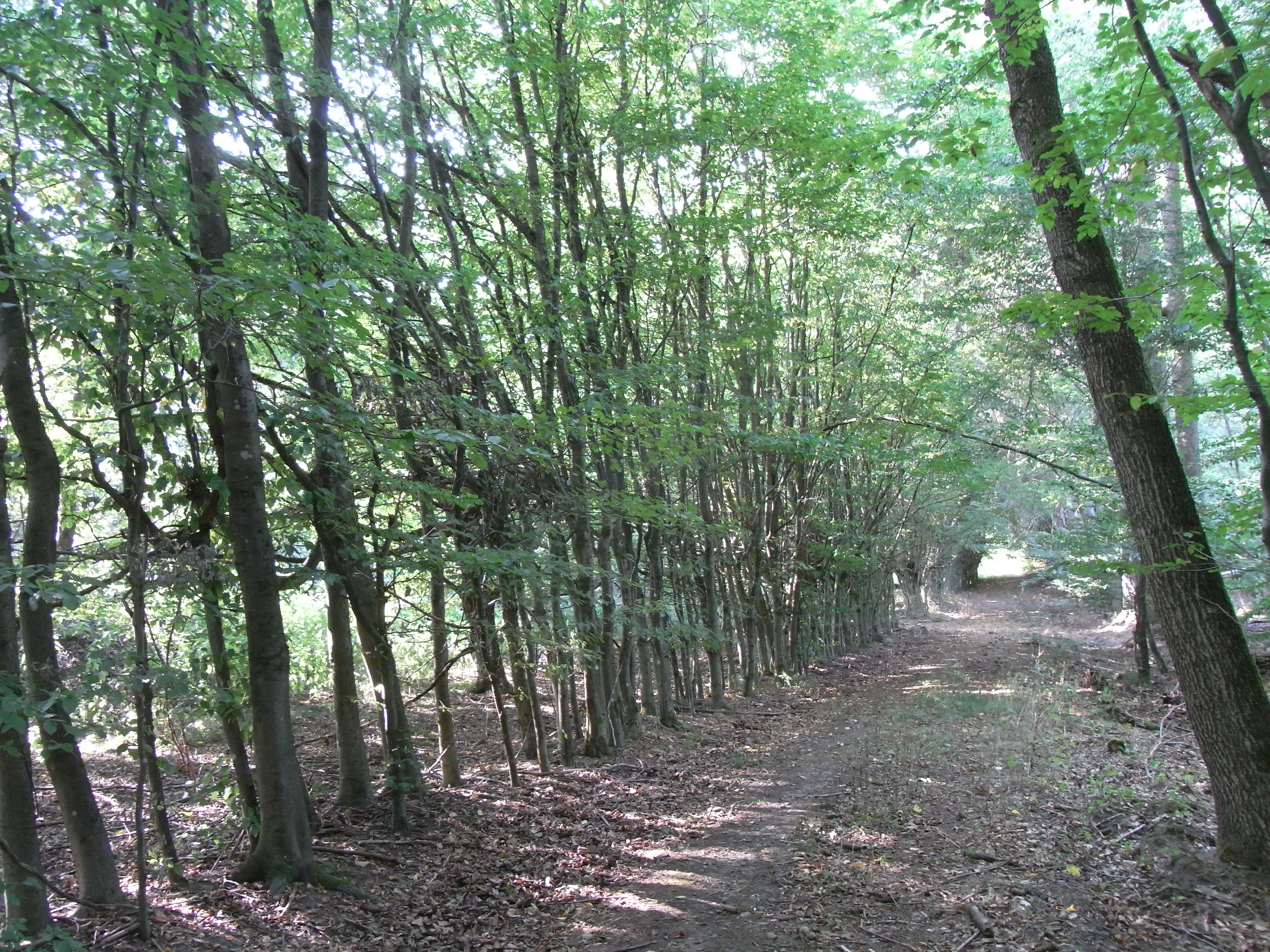
Unten
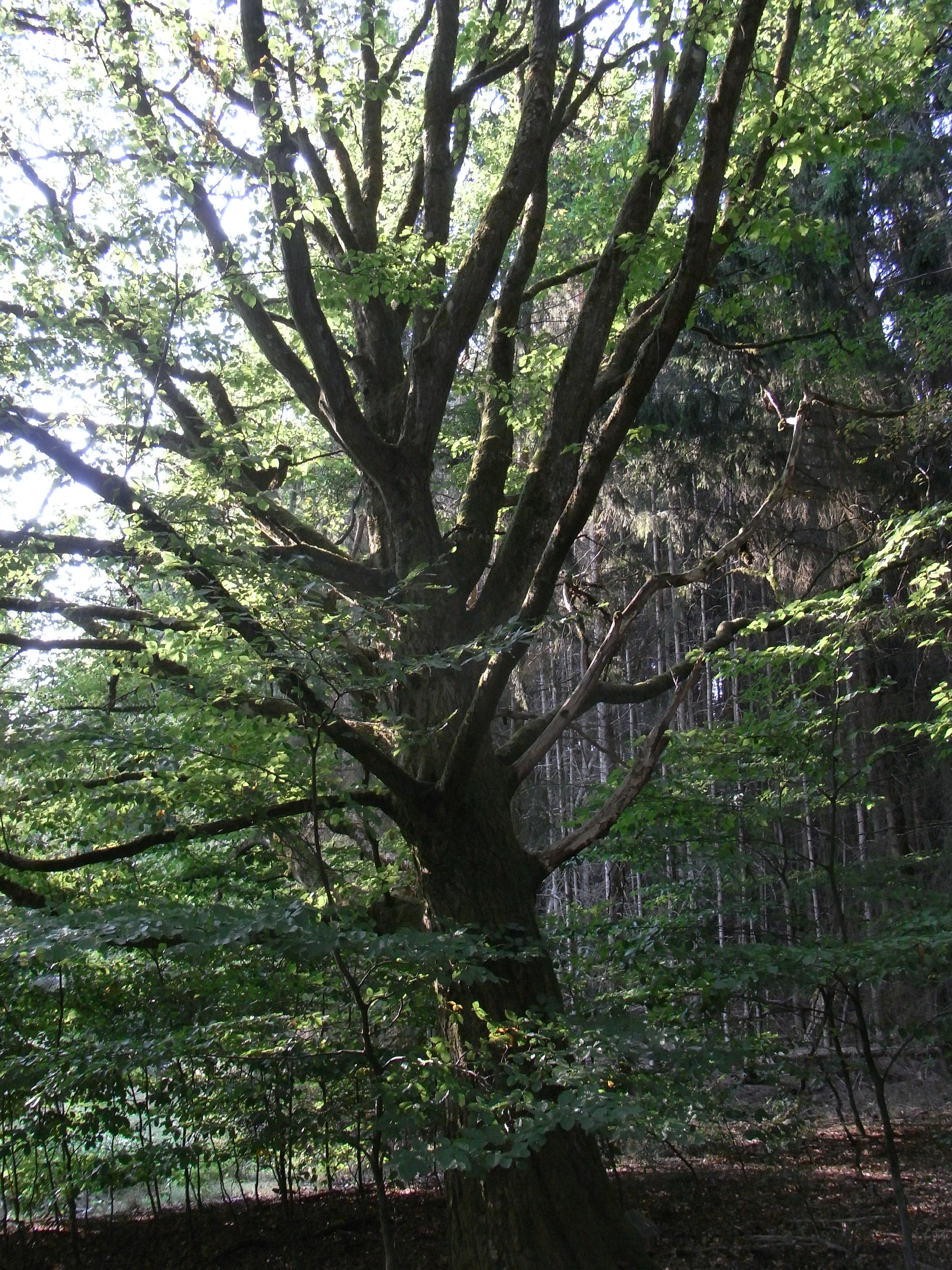
Alt

Unterhalb der Teichanlage fließt der Michelbach offenbar begradigt in einem steinigen Bachbett in einer flachen Runse durch den jungen Laubwald. Unterhalb eines ihn querenden Waldwegs ▼ scheint er auf 100 m Länge noch nicht begradigt zu sein. Bei etwa km 7,3 beginnt eine schmale Wiese, die auf der Westseite eine aufgelassene und eingezäunte Teichanlage enthält, in der einige Ziegen ihren Lebensabend sie pflegend verbringen. Darunter fließt der Michelbach am Fuß des Birkenbergs in einem Erlensaum der Grenze zwischen Eschbach und Michelbach (bei km 6,9) zu, nunmehr in der Mitte der Wiese. ¼ km darunter mündet am Ortsrand von Michelbach von rechts und Westen aus einer Wiese kommend ein erster etwa ¾ km langer Bach, der an einem Wasserwerk im Waldrand beginnt. Dessen Fließrichtung von West nach Ost annehmend umfließt der Bach den gleichnamigen Ort nördlich im Abstand im durchgehenden Grünland des nördlichen Ortsrands und gelangt zum Durchlass unter der Landesstraße 3270. Nach ¼ km löst er sich vom Ortsrand und gelangt zur biologischen Teichkläranlage für die Michelbacher Abwässer mit zwei Becken. Gemäß WRRL-Viewer gelangen deren Abwässer sowie die des örtlichen Regenüberlaufs in den Michelbach. Keine 100 m weiter mündet von rechts und Süden ein kurzes Rinnsal vom Fuß des Hasenberg-Westhangs aus Sickerquellen bei einer eingezäunten Weide südlich der Kläranlage.
Der nach Norden ragende Sporn des Hasenbergs zwingt den Michelbach in einer weiten Linkskurve parallel zu ihm nordwärts auszuweichen. Am Südende der Kreuzgewann, gewissermaßen als Abgrenzung zur ackerbaulichen Landnutzung im Norden, entwickelt sich seit Jahrzehnten (vergl.) ein ausgedehntes Gebüsch. Ab etwa km 5,3 bildet der Michelbach, jetzt am Waldrand fließend, für mehr als 100 m die Grenze zwischen Michelbach im Westen und Maibach, einem Stadtteil von Butzbach, im Osten. Sie ist damit auch die Grenze zwischen Hochtaunus- und Wetteraukreis. Zwischen Bach und Weg im Waldrand stehen noch einige Grenzsteine aus dem 19. Jahrhundert. Im westlichen Hang, am linken Ufer, thront der Hof Waldfrieden, ein ehemaliger Aussiedlerhof. In der Michelbach-Aue entwickelt sich eine krautige Flur mit Sickerquellen und Herbstzeitlosen, an den Bachufern wächst Igelkolben. Etwa bei km 4,9 mündet von links und Westen aus dem Gewann Im Engelseifen, einer 2020 vor allem mit jungen Laubbäumen bewachsenen Sukzessionsfläche, ein kleiner aus verschiedenen Sickerquellen gespeister Graben. Bei km 4,8 ist in die Gründlandau ein kleiner Teich von etwa 50 m² Fläche eingelassen, Lebensmittelpunkt für einige Libellen, etwa die Blutrote Heidelibelle. Wenige dam weiter nördlich beginnt ein krautiger Waldrand, in dem der Michelbach vom Hochtaunuskreis (Michelbach) in den Wetteraukreis (Maibach) wechselt. Er gelangt damit auch in das FFH-Gebiet Usa zwischen Wernborn und Ober-Mörlen, in dem er bis zur Mündung in die Usa, und damit für den überwiegenden Teil seines Laufs, verbleibt.
Im Wald wird sein Bett sogleich viel breiter. Er ist Spielplatz für Kinder. Etwa 150 m darunter, bei km 4,55, mündet von links und Westen ein namenloser Bach, der in einem Luftbild von 1933 noch als Schleichebach (vergl. die Namen der Usa-Zuflüsse Schleichenbach und Schlichenbach auf nahem Usinger Gebiet) identifiziert wird und das Gewann Rotlaub bei der Schleichenbach südlich begleitet. Der Michelbach biegt rechts nach Osten und weiter nach Süden um (Radius etwa ¼ km). Im Verlauf dieser Schleife münden von links noch der Markbach (km 4,35) und ein namenloses Gewässer mit der GWZ 24848292 (km 4,05) sowie ein Rinnsal. Der Michelbach hat damit einen Durchbruch im Quarzitschiefer geschaffen. Am zugänglichen rechten Ufer ragen Felsen aus dem Waldboden, im Hang des linken Ufers des Zuflusses 24848292 (tatsächlich auf dem Grund des Butzbacher Ortsteils Bodenrod) ragen noch dominantere Felsen empor. Dies, der Wald und die Wiesenaue des Michelbachs auf engem Raum brachten der Landschaft den Namen Maibacher Schweiz ein (siehe hier).
Bei Fluss-km 4,4 geht der Wald in Grünland über, so dass der Markbach und die andere Zuflüsse in einer Wiese in den Michelbach münden. Zum nördlichen Rand wird sie von einem unbefestigten Weg begrenzt, der zugleich die Grenze zwischen den Butzbacher Ortsteilen Bodenrod im Norden und Maibach im Süden darstellt (die Grenze setzt sich im Westen nordwärts den Markbach hoch fort, im Osten durch das Tal des Gewässers 24848292, hinauf und wieder hinab). Die Wiesenflur unter der Markbach-Mündung hat den Namen Ober der Ankenmühle, was den Schluss auf die frühere Existenz einer Mühle in der darunter liegenden Flur An der Ankenmühle oberhalb einer Brücke (km 3,75) über den Michelbach zulässt. An ihr wechselt der Michelbach von der rechten auf die linke Seite des durchgängig nahezu 50 m lichten Tals. Bei etwa km 3,0 weitet es sich deutlich. Hier münden von Nordost ein 2020 asphaltierter Weg (Eschbacher Weg) und ein Bächlein in seinem Straßengraben (tatsächlich handelt es sich bei ihm um den Unterlauf des Gewässers GWZ 24848294) bei einer alten steinernen Bogenbrücke (km 3,05) sowie darunter eine Wiese, am westlichen Maibacher Ortsende beginnend, ins Tal bzw. den Bach.
In einem Gehölzsaum wechselt der Michelbach auf die rechte oder Westseite des Tals und bildet, stark verschattet durch den dichten Waldrand, auf ½ km die Kreisgrenze zwischen Eschbach im Westen und Maibach im Osten. Sein Bachbett ist gefalteter Quarzitschiefer, das Grundgebirge des Taunus, der in gestapelten Lagen aus dünnen Schichten fast senkrecht auf- oder absteigt. Auf dem halben Kilometer Länge erreicht er lediglich ein Gefälle von vier Metern (rund 1½ ‰ bei einem Durchschnitt von 30 ‰). Seine Ufer sind stellenweise mit Grabsteinen befestigt. Bei Fluss-km 2,46 löst er sich ostwärts vom Waldrand und nimmt von links bei Fluss-km 2,43 einen Bach mit der GWZ 248482942 aus der Ortslage von Maibach auf, in den zuvor die Abwässer der Maibacher Kläranlage geleitet wurden. Ab hier führt der Michelbach garantiert Wasser. Etwa 100 m weiter ist er am linken Talrand und in der eingezäunten Teichanlage „Naturefish“ angekommen. Der Zaun steht auf der Grenze zwischen Maibach im Norden und dem Usinger Ortsteil Wernborn im Süden. Der Michelbach wechselt damit ein letztes Mal die Landkreise. Einige Meter in das von Schafen gepflegte und Herdenschutzhunden gesicherte Gelände hinein mündet von links durch ein schmales und steiles Tal zwischen Backofenkopf im Norden und Bernhardskopf im Süden ein Rinnsal vom Waldrand an der Südseite einer Wiese im Gewann Am Dieflus südlich von Maibach. Bei Fluss-km 2,1 mündet auf dem eingezäunten Gelände von rechts der Schmalbach aus der Feldflur im Nordosten Eschbachs, dem Südhang des schon bekannten Hasenbergs.
Unterhalb der Teichanlage wird das Tal schmäler und der Michelbach nähert sich im Osten dem Südsporn des Bernhardskopfs an, danach, frei von Baumbewuchs, der Westseite, an der ein befestigter Weg von der K 724 das Tal hinauf führt, benötigt als Zufahrt zu der Teichanlage. Er liegt am Fuß des 395 m ü. NHN Meter hohen Eichkopfs, von dessen Westflanke ein Rinnsal ins Tal fällt. Dessen Anfänge sind alte Runsen am Wernborner Ortsrand, die für die Errichtung des Sportplatzes (etwa 300 m ü. NHN) verfüllt wurden. Auf etwa 275 m ü. NHN finden sich Sickerquellen, die ganzjährig entwässern und das Rinnsal auf fast 75 m Länge benetzen. Es mündet bei km 1,55 von rechts und Süden. Kurz vor der Kreisstraße nimmt der Michelbach bei Fluss-km 1,4 einen Wiesenbach von links und Norden auf, das Gewässer mit der GWZ 24848298, das in einer Feld- und Wiesenflur östlich des Bernhardskopfs entspringt. Nach Unterqueren der K 724 in einem großzügigen Durchlass gelangt der Michelbach, von Erlen gesäumt, in ein weites flaches Tal östlich von Wernborn, wo er auf einer Strecke von etwa 1 km ein Sohlgefälle von lediglich 10 m oder 10 ‰ aufweist und zu mäandrieren beginnt. An einem asphaltierten Weg aus Wernborn, dem Friedberger Weg, der östlich auf die Quelle des Detzelbachs und das Naturschutzgebiet (NSG) Detzelbachtal bei Wernborn stößt, münden bei Fluss-km 0,9 zwei Zuflüsse. Der an der Nordseite kommt aus Ost, der Flur In dem unteren Lindengraben, und mündet von links, der an der Südseite führt nährstoffreiches Abwasser aus Wernborn von Westen und rechts dem Michelbach zu. Südlich darunter ist im Bachbett eine Raue oder Sohlrampe eingebaut. Das Tal wird schmäler durch eine sich erhebende Bergkuppe im Osten. Der Michelbach läuft zunächst auf sie zu und wird westwärts zum Hang abgelenkt, an dessen Kante oben die K 724 verläuft, die den Ort Wernborn vom Tal separiert. An diesem Steilhang wachsen dessen im ausgehenden 20. Jahrhundert entstandener Bewuchs (vergl. die Luftbilder) und der Erlensaum zusammen. Ein anfangs asphaltierter Weg von der K 724 herab (Verlängerung der Neue Straße), der unter einer Balkenbrücke gequert wird, markiert das Ende des Gebüschs. Das geht einher mit der Anlage einer einseitigen Allee an der Talseite der K 724 zur Usa hinab. An der Brücke mündet von links ein Rinnsal aus einem schmalen Tal von der ackerbaulich genutzten Hochfläche der Bergkuppe. An diese und den dortigen Waldrand rückt der Michelbach heran. Westlich vor ihm, am rechten Ufer, ist Sukzession im Grünland zu beobachten, das zum Usatal abwärts in zaunloses Gartenland mit Obstbäumen übergeht. Hier mündet von rechts der Auslass eines Regenrückhaltebeckens in den Michelbach ⊙. Das bis in die zweite Hälfte des 20. Jahrhunderts noch offene Grünland vor der B 275 im Tal der Usa ist Anfang des 21. Jahrhunderts verbuscht und dabei, sich in Wald zu verwandeln. Auf den letzten etwa 10 m vor der Straße wird am gemauerten Zufluss zum Durchlass unter der Bundesstraße regelmäßig Gehölz- und anderer Aufwuchs niedergemäht.
Seit dem Unterqueren der K 724 vor etwa 1 km bis hierher können im Bachbett wiederholt Abschnitte gefunden werden, in denen es und die Ufer durch Steinlagen befestigt, der Lauf zusätzlich begradigt wurden. Auf den letzten etwa 40 m vor der Mündung, zumeist von der querenden Bundesstraße überdeckt, ist das Bachbett aus Bruchstein gemauert. Der Bach mündet unterhalb von Usingen-Wernborn, südöstlich der Einmündung der K 724 in die B 275, von links und Norden in einem 90°-Bogen nach Osten auf 226 m ü. NHN in die Usa.

### Zuflüsse
- Gewässer 24848212[15] (rechts), etwa ¾ km,[2] Fluss-km 6,7

Es hat seinen Ursprung ⊙ auf 430 m ü. NHN nordwestlich von Michelbach am Ende einer Wiese als Abfluss eines ehemaligen Wasserwerks auf Michelbacher Grund, an der Grenze zu Eschbach. Der Bach verläuft begradigt in südöstlicher Richtung am Waldrand. Nach etwa 100 m mündet von links und Norden ein kurzes trockenes Rinnsal vom Waldrand auf der anderen Seite der Wiese und an der Grenze zu Eschbach. Wenig darunter biegt der Bach links nach Osten ab und begibt sich in die Mitte der Wiese. Bei deren Erreichen schwenkt er wieder auf Südosten ein und bleibt im Grünland Vor dem Herrnholz. Relativ mittig laufend passiert er Sickerquellen mit einer Suhle und nimmt wenige dam darunter, nahe dem Michelbacher Ortsrand, einen Ostkurs zur Mündung von rechts und Westen in den Michelbach auf 380 m ü. NHN.

Das Gewässer GWZ 24848212
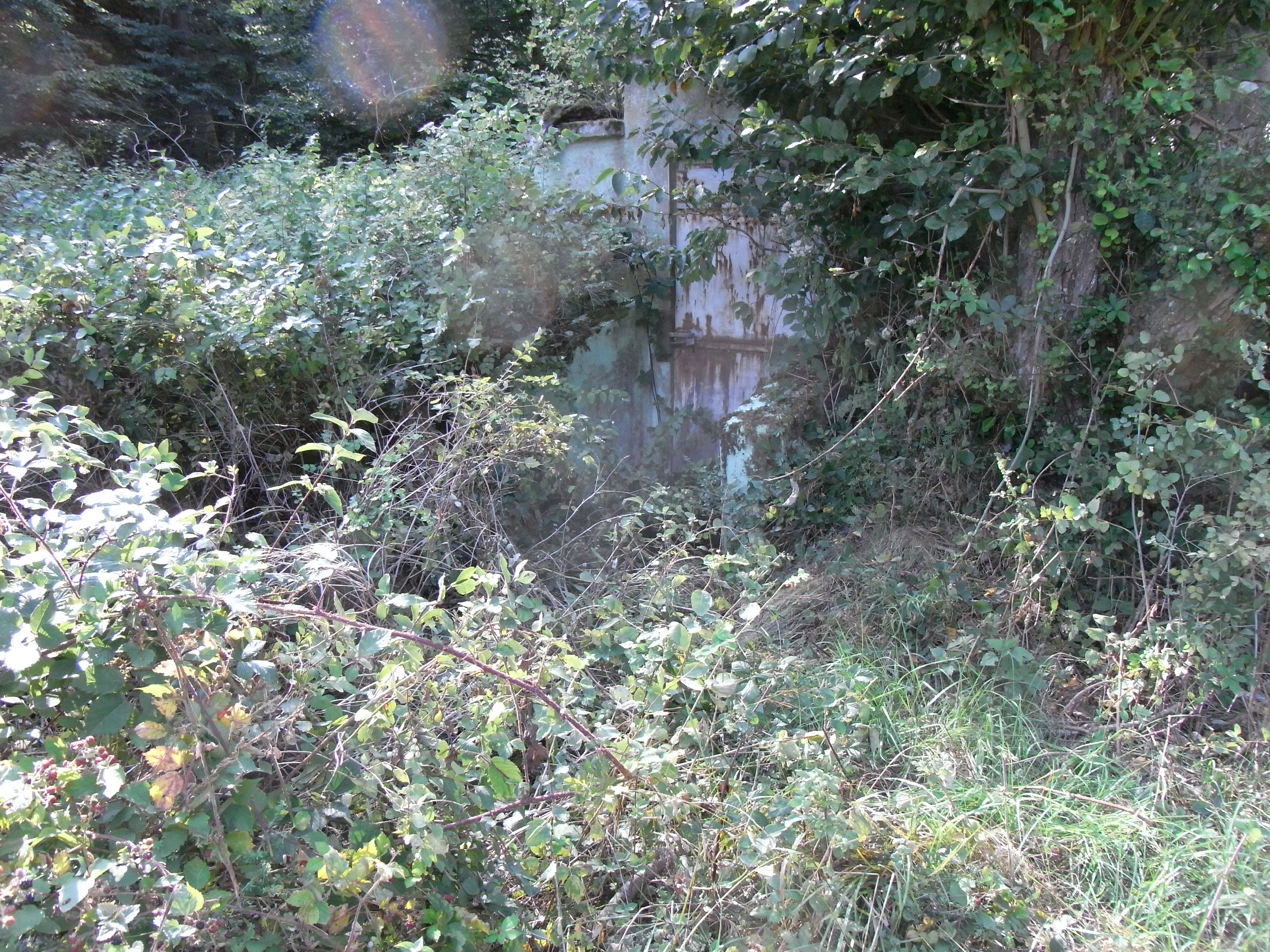
Altes Wasserwerk
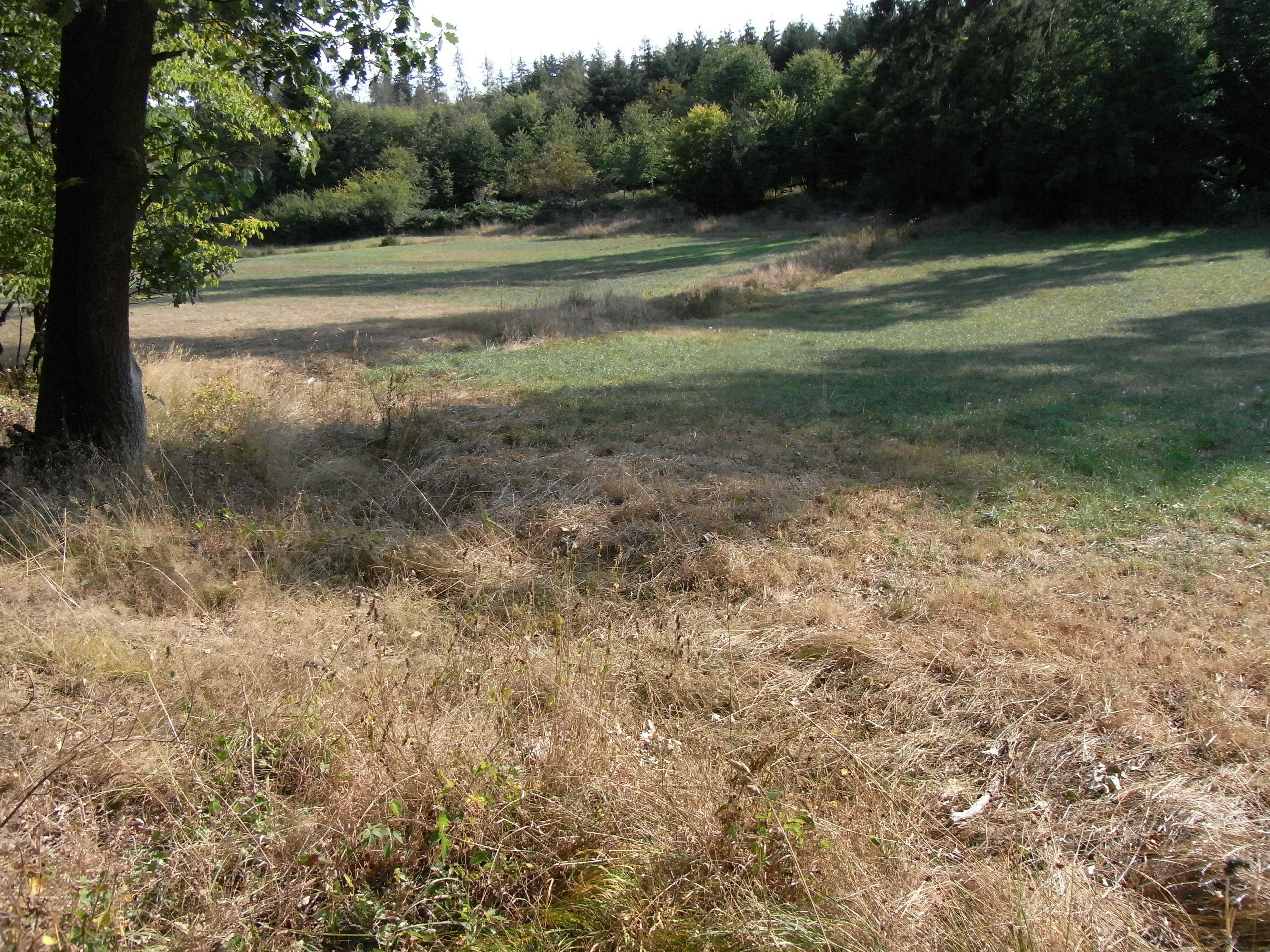
Oberlauf
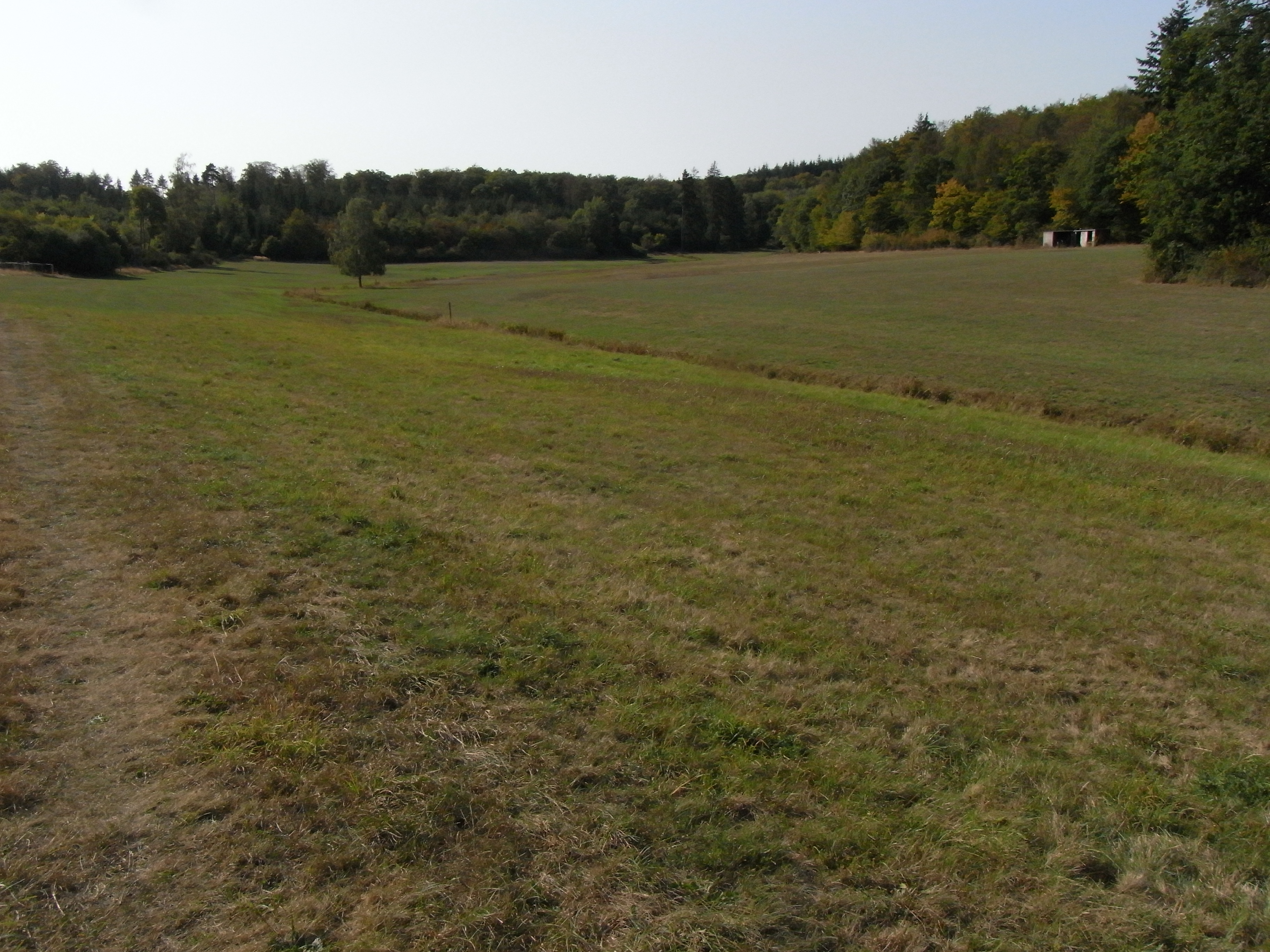
Mittellauf
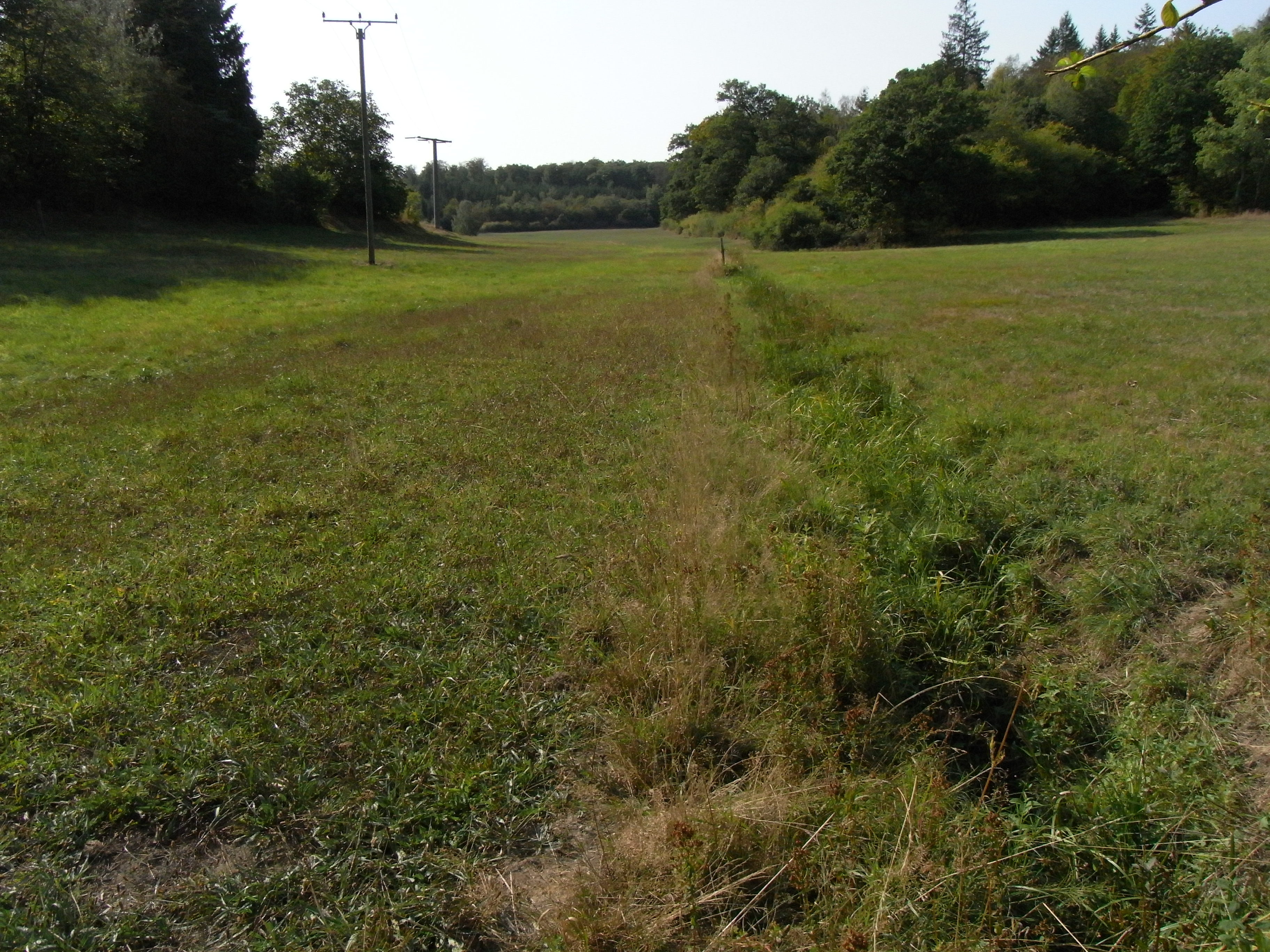
Unterlauf

- ein namenloser Bach aus dem Gewann Im Linker (rechts), etwa ¼ km,[2] Fluss-km 5,8

Er beginnt in einer krautigen Flur auf 370 m ü. NHN ⊙ im Nordhang des Hasenbergs in der Biegung eines unbefestigten Wegs südlich der Kläranlage von Michelbach. Er entwässert nordwärts zu einem befestigten Weg, der eine Fortsetzung der Zufahrt zur Kläranlage ist, über die westlich gelegene Pferdeweiden angefahren werden. Auf dessen Südseite läuft der Graben 80 m westwärts und biegt links in einen Durchlass unter dem Weg ab. Von dort sind es nochmals etwa 80 m bis zur Mündung von rechts und Süd-Südwest in den Michelbach auf 360 m ü. NHN.

Namenloser Bach aus dem Gewann „Im Linker“
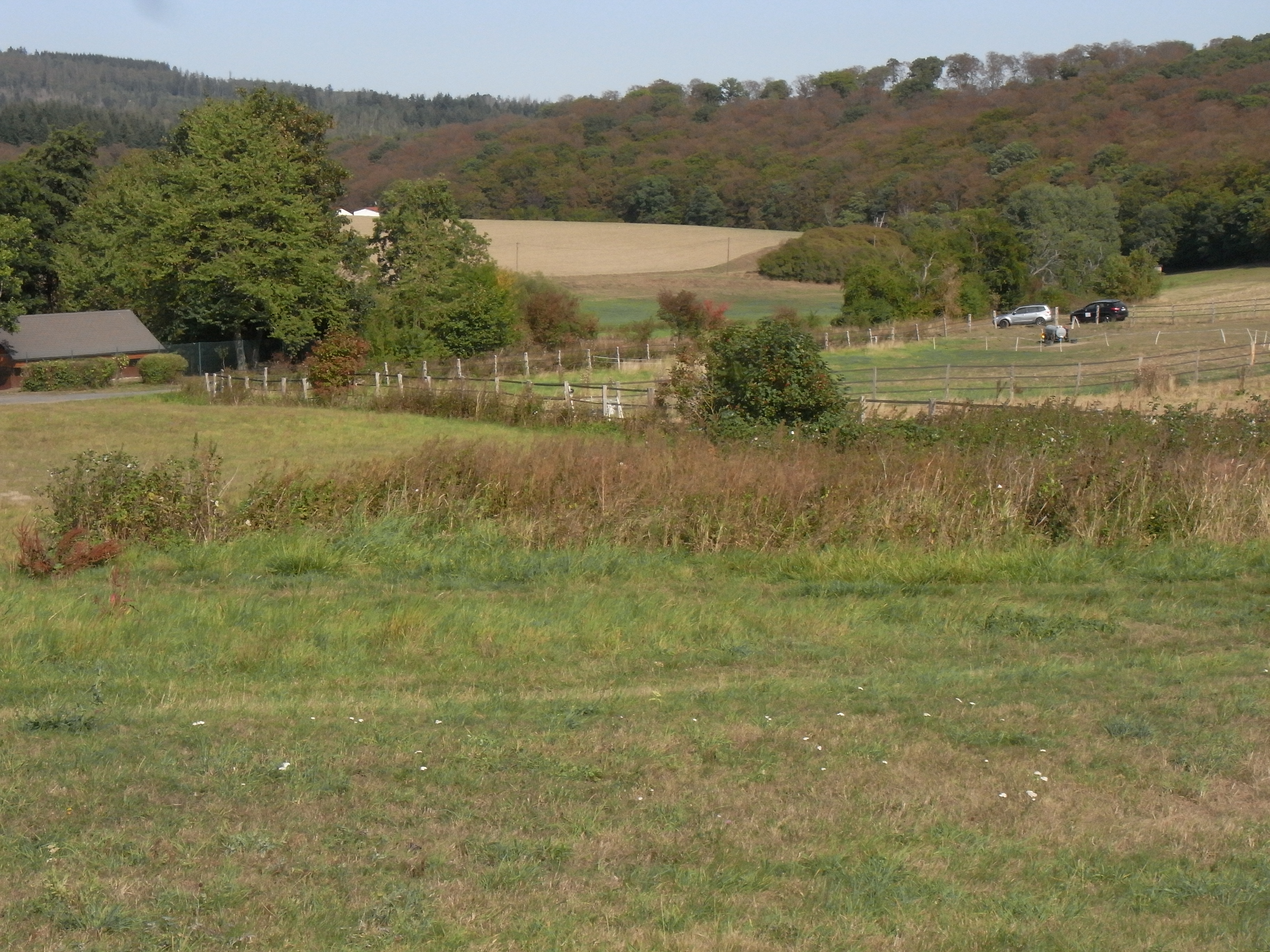
Quelle abwärts
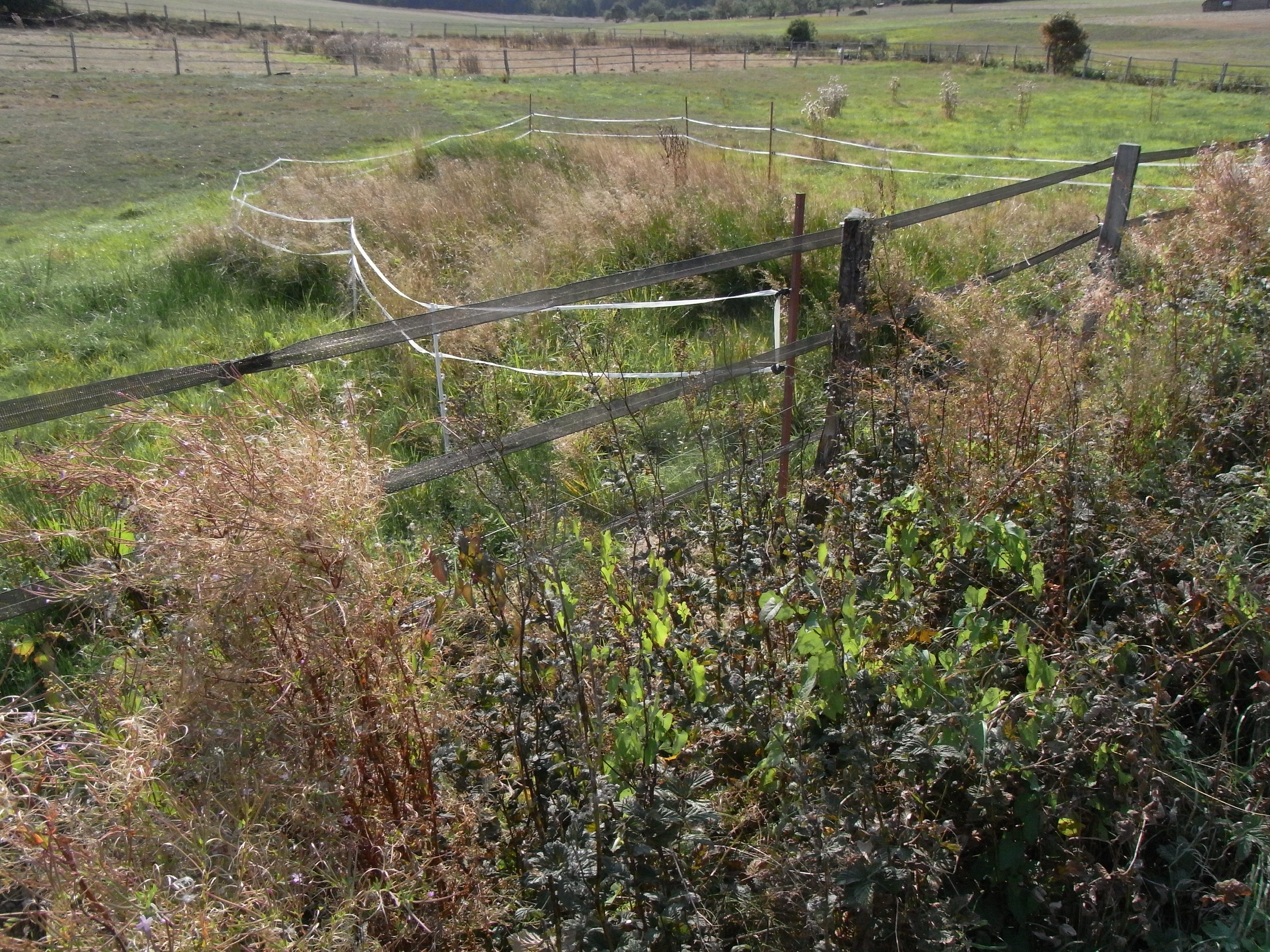
Sickerquellen am Weg
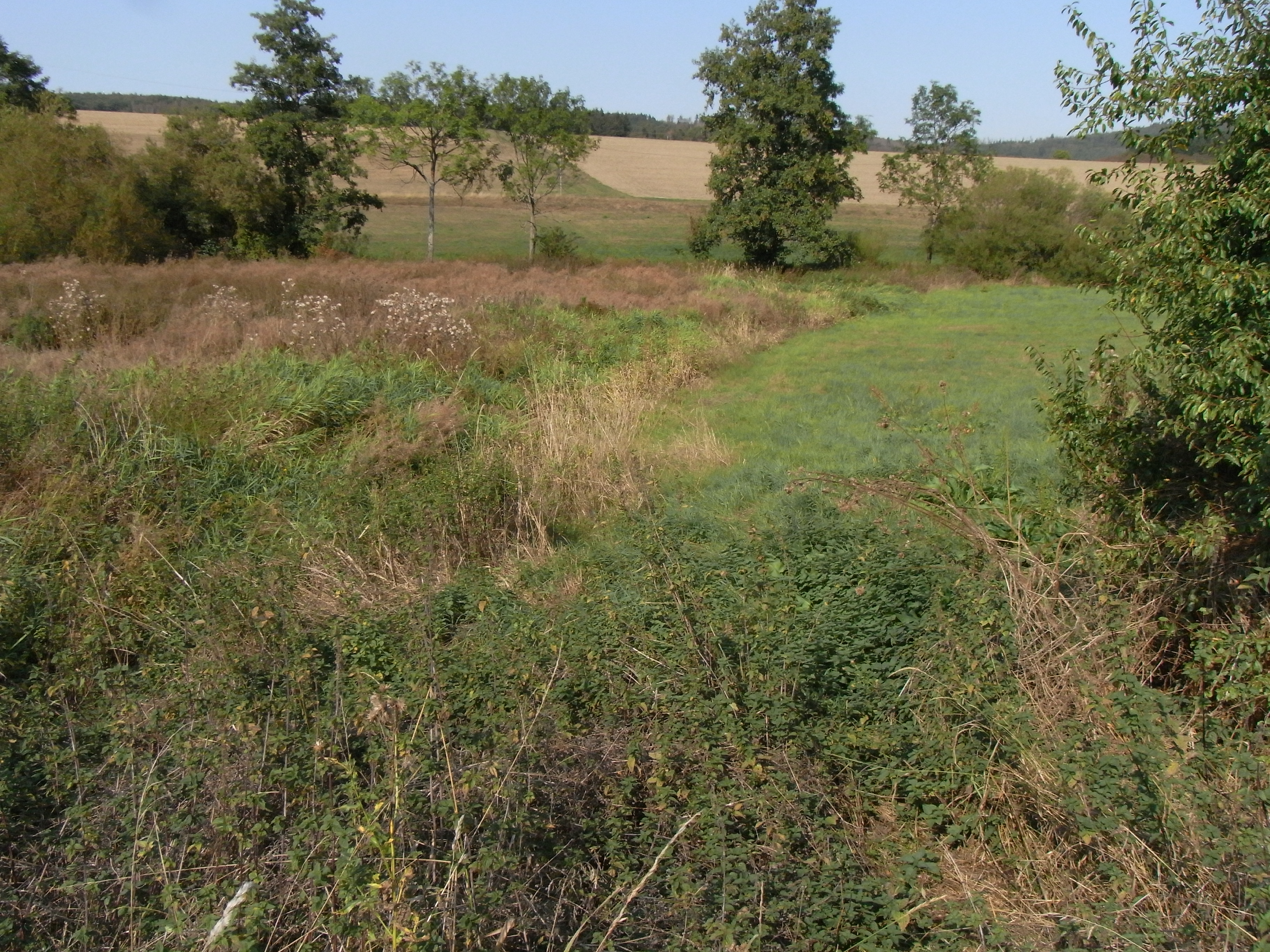
Zur Mündung

- ein namenloser Bach aus dem Gewann Im Engelseifen (links), etwa ¼ km,[2] Fluss-km 4,9

Er kommt aus einer 2020 vor allem mit jungen Laubbäumen bewachsenen Sukzessionsfläche und wird von verschiedenen Sickerquellen gespeist. Sein zumeist trockener Graben beginnt an einem Weg ⊙ auf 361 m ü. NHN und folgt einem zu diesem senkrecht verlaufenden, jedoch aufgegebenen Weg ostwärts. In seinem etwa 160 m langen Lauf im Engelseifen liegen Suhlen sowie ein Biotop von Breitblättrigem Rohrkolben▼. Bei ⊙ erreicht er auf 345 m ü. NHN einen unbefestigten Weg am Westrand der Michelbach-Aue, den er per Durchlass quert. In einem etwa 70 m langen Graben in der Au erreicht er den Michelbach und mündet von West-Südwest – immer noch auf 345 m ü. NHN.

Namenloser Bach aus dem Gewann „Im Engelseifen“
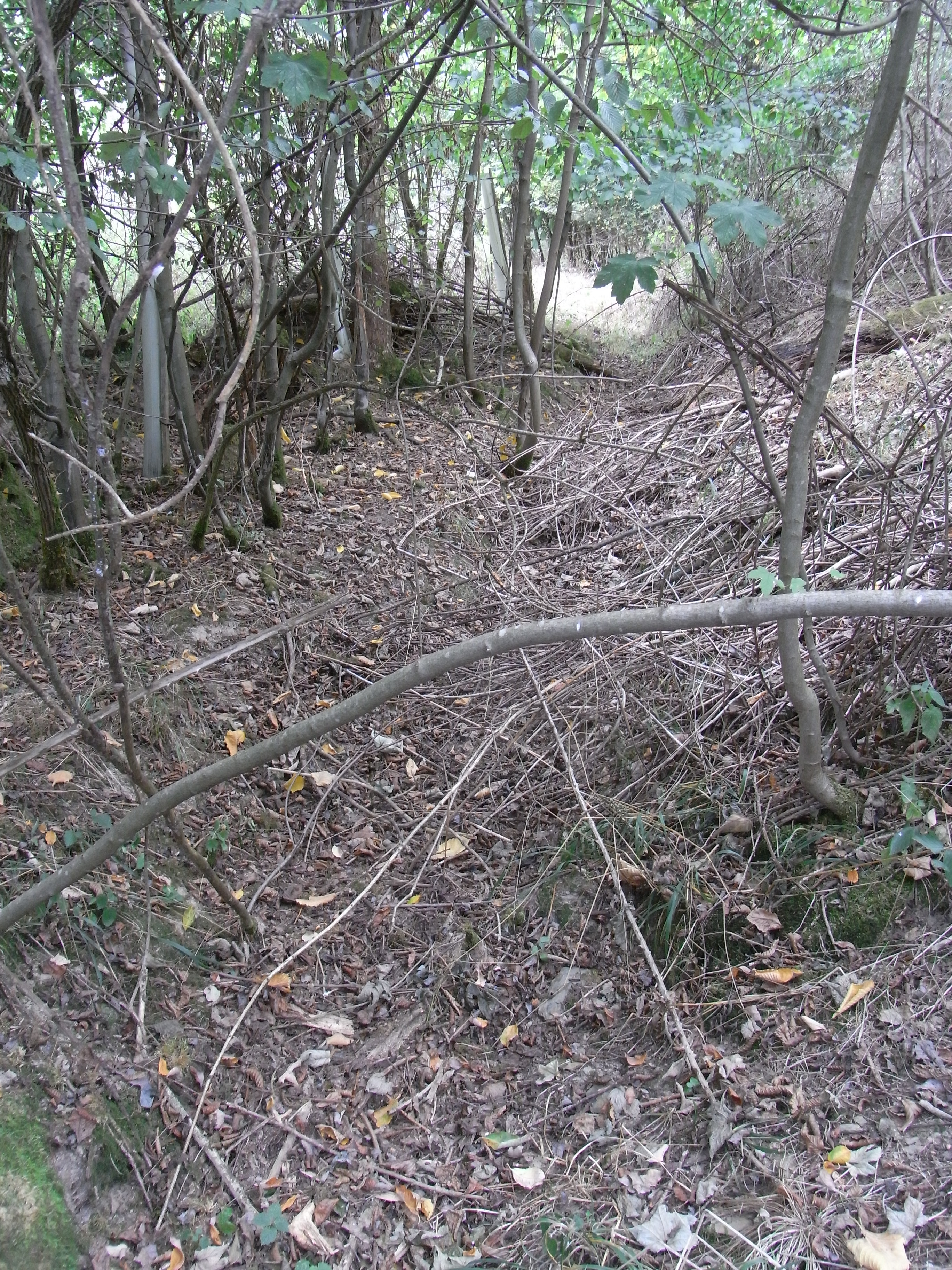
Im Hang
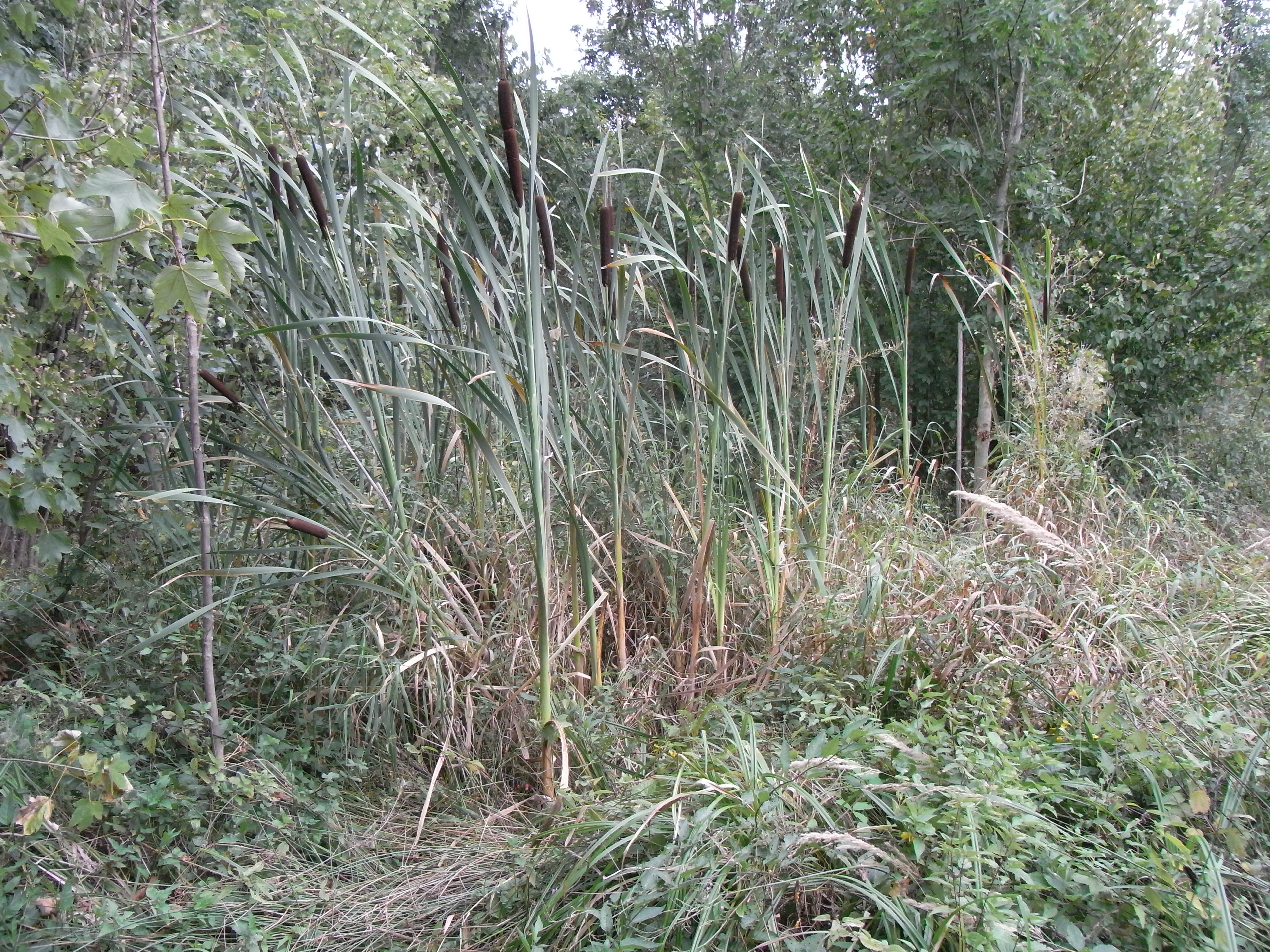
In Sukzession
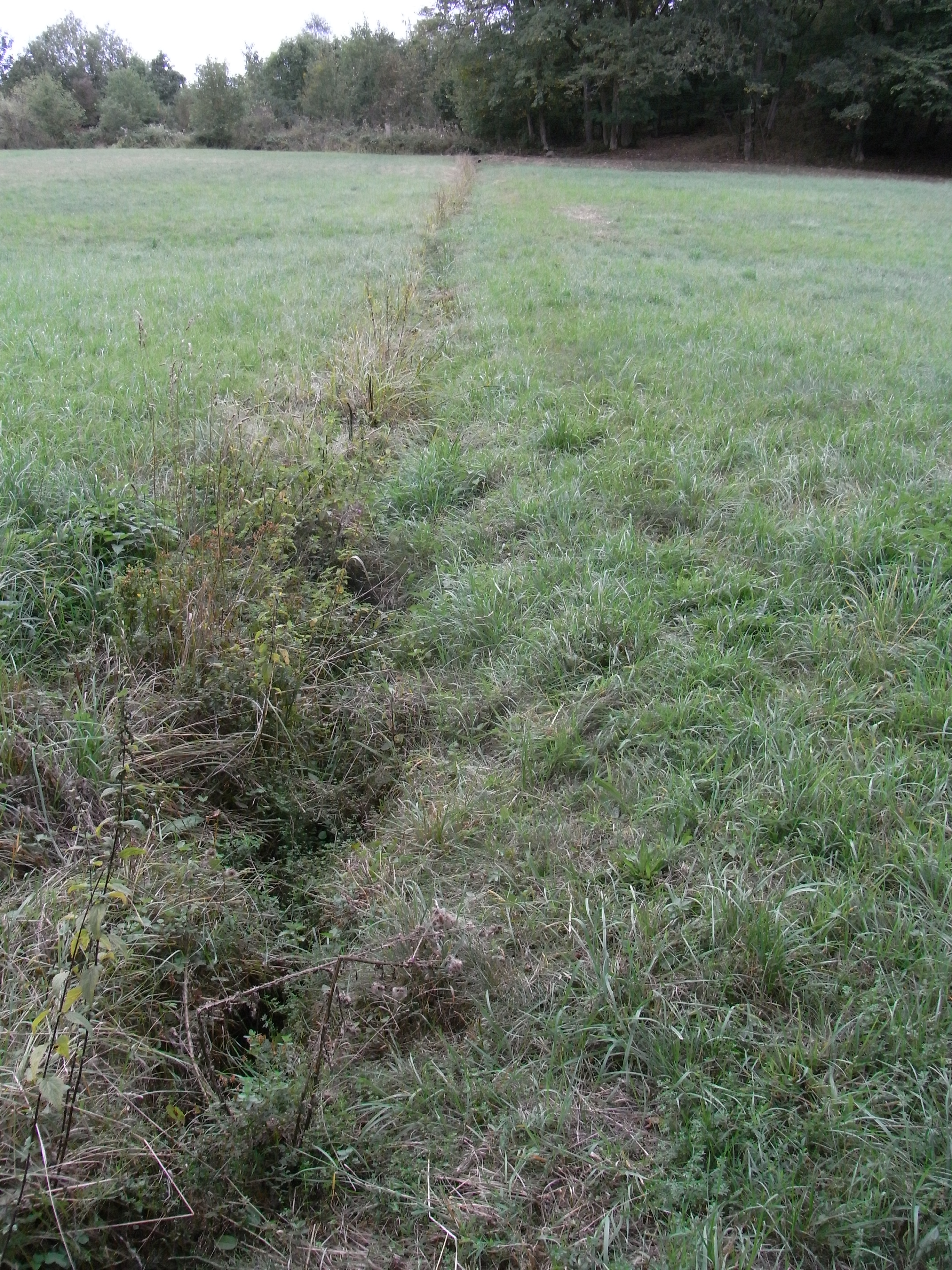
Zur Mündung

- Schleichebach[16] (links), etwa ½ km,[2] Fluss-km 4,55

Sein Name ist noch erhalten in einem bearbeiteten Luftbild von 1933. Er beginnt auf 380 m ü. NHN an einem Wegrand im FFH-Gebiet Nummer 5617-303, Usa zwischen Wernborn und Ober-Mörlen auf Maibacher Boden ⊙ und schlängelt sich kurvenreich in einem Nadelbaumsaum durch einen Laubwald in einem Tälchen im Gewann Rotlaub bei der Schleichenbach ostwärts hinab, wobei er vier Wege quert – allein drei unten nahe der schmalen und bewaldeten Michelbachaue. Auf 342 m ü. NHN mündet er von Westen ins hier steinige Bett des Michelbachs ⊙.

Der „Schleichebach“
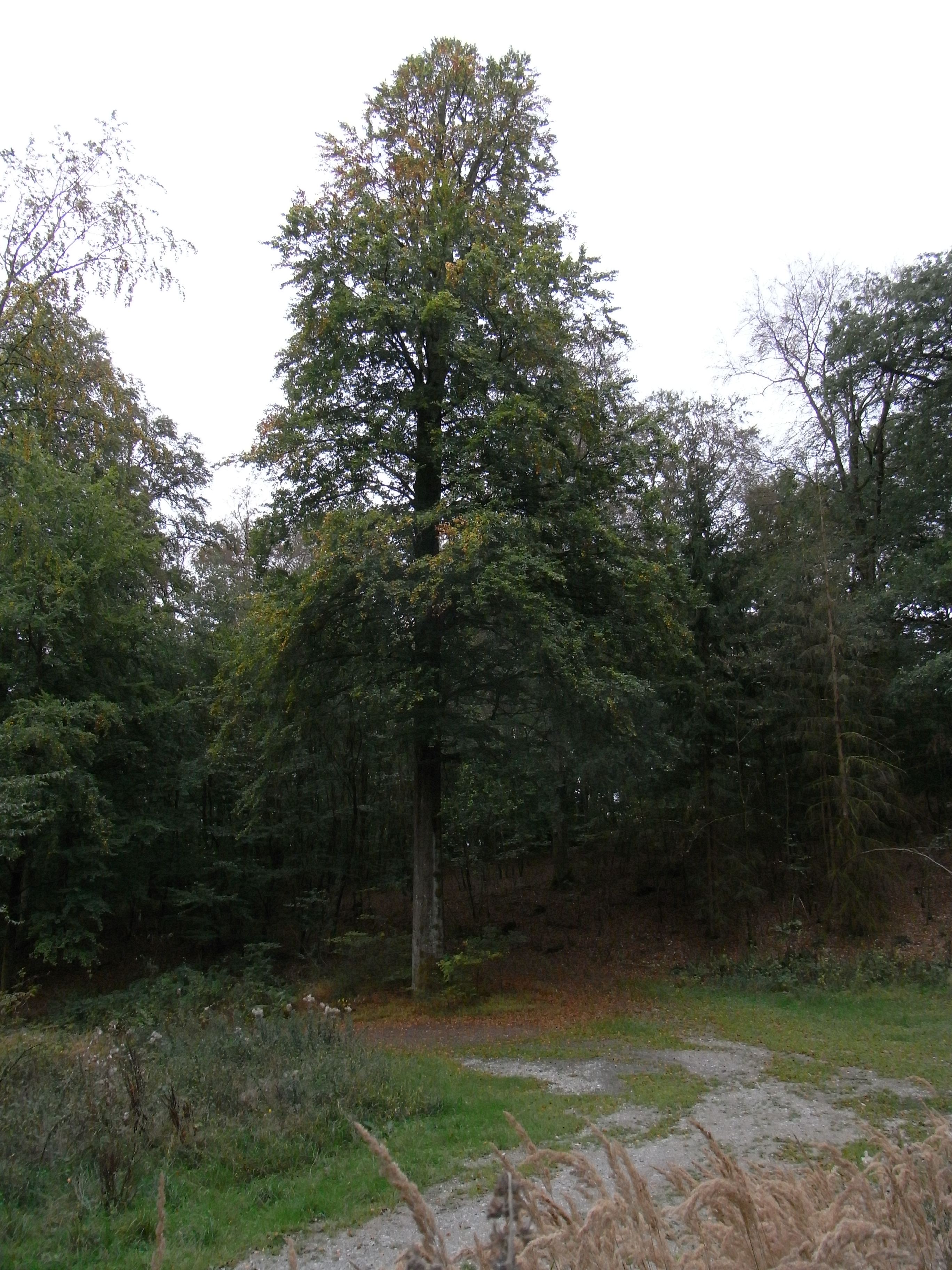
Buche am Anfang
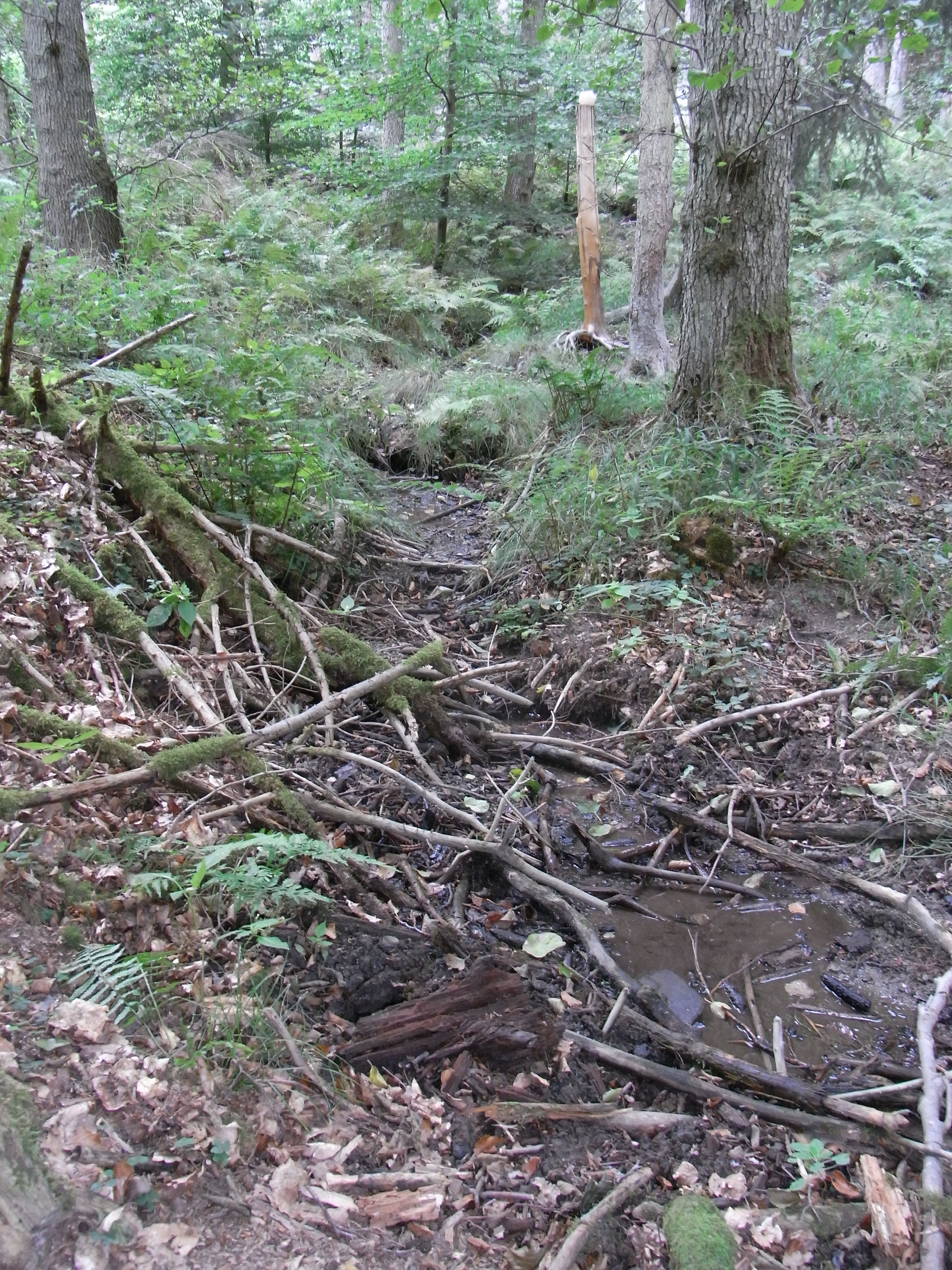
Erlengesäumt
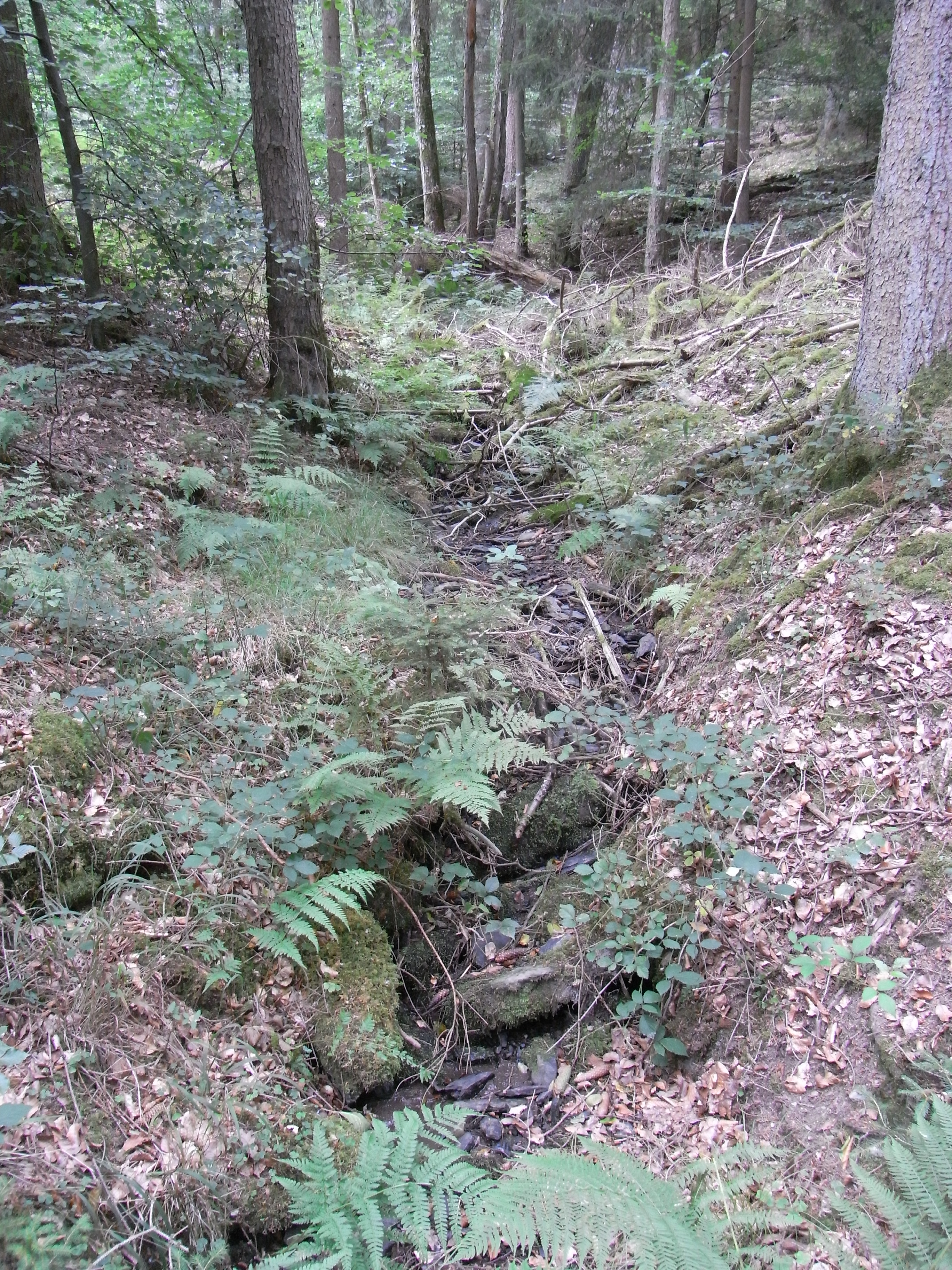
Im Nadelwald
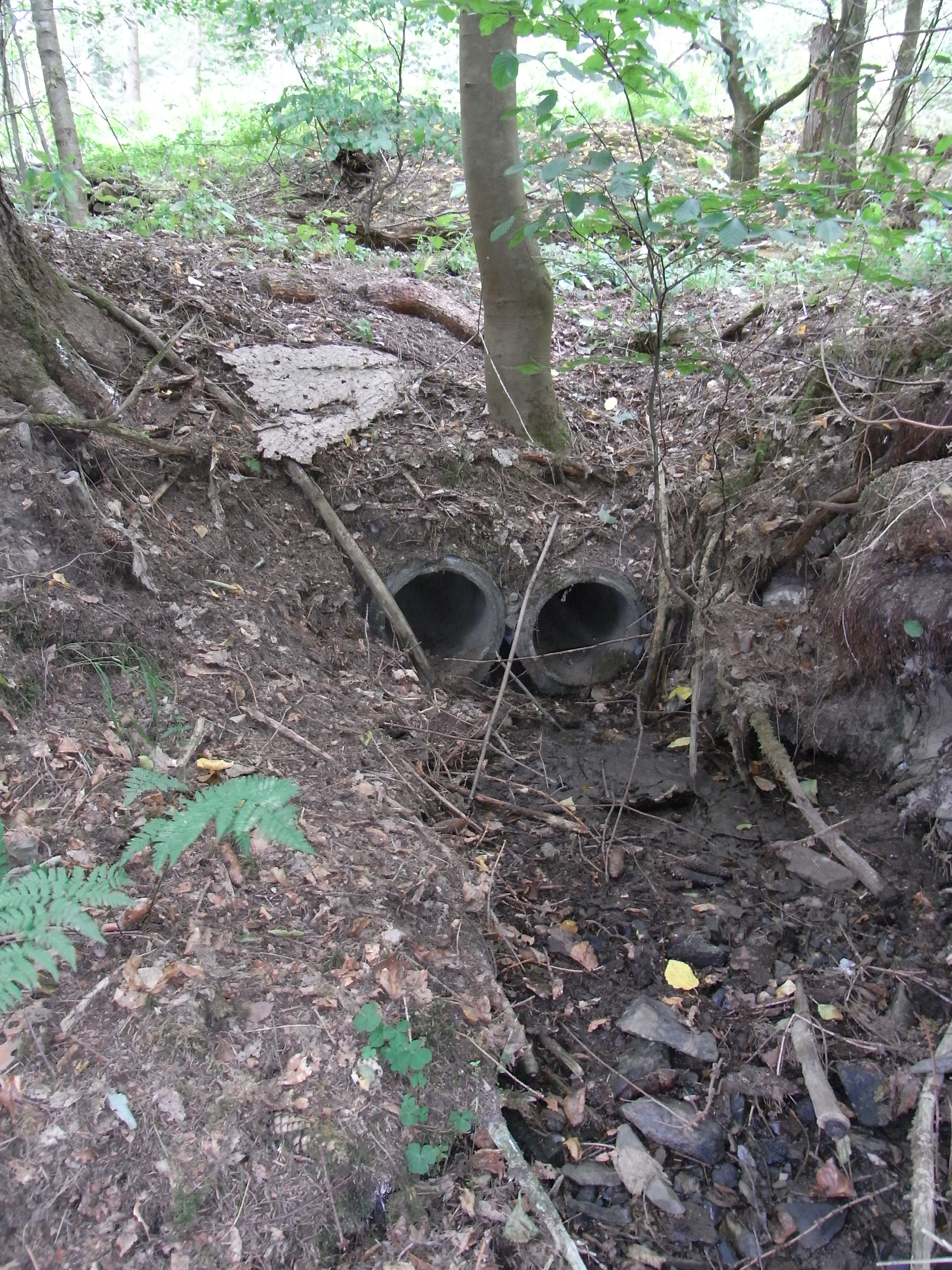
Letzter Durchlass

- Markbach (links), 1,1 km, Fluss-km 4,35

- Gewässer 24848292[17] (links), etwa 1,85,[2] Fluss-km 4,05

Es beginnt auf 380 m ü. NHN⊙ am Ende eines flachen Tälchens mit darin angelegten Teichen am Rand eines befestigten Wegs in Bodenrod in den Grenzbereichen der Naturräume Bodenroder Kuppen und Münster-Maibach-Schwelle, ungefähr mittig auf einer Verbindungslinie zwischen Maibach im Süden und Bodenrod im Norden im Gewann Wehrwinkel. Es sind Gräben von einem höher gelegenen Weg erkennbar, an dem ein Tümpel liegt ⊙. 2020 ist der Nadelwald in weitem Umkreis abgeholzt. Der Bach erstreckt sich westwärts und unterquert ▼ einen langen schnurgeraden, nahe Maibach teilweise aufgelassenen, befestigten Waldweg, das Maibacher Pfädchen. Westlich davon beginnt ein etwa 200 m langer erhaltener Auwald mit mehreren aufgestauten Teichen und örtlich weich-moorigem Boden. Nahe einer alten kleinen Brücke mit auffälligen und nach H₂S riechenden Bakterienfilmen am östlichen Ende des Gewanns Im Wellenhain über der Brücke wird der Bach von links von mineralischen Sickerquellen gespeist. In dem darunter liegenden Grünland wird der Lauf des Bachs zunehmend begradigt. Bei km 1,25 mündet von rechts und Norden ein Rinnsal aus dem heute bewaldeten Gewann Vor der Müllerhecke. Etwa 125 m weiter ⊙ vereinigt sich das Gewässer 24848292 mit dem von rechts und Nordwesten kommenden Gewässer 248482922.

Das Gewässer GWZ 24848292
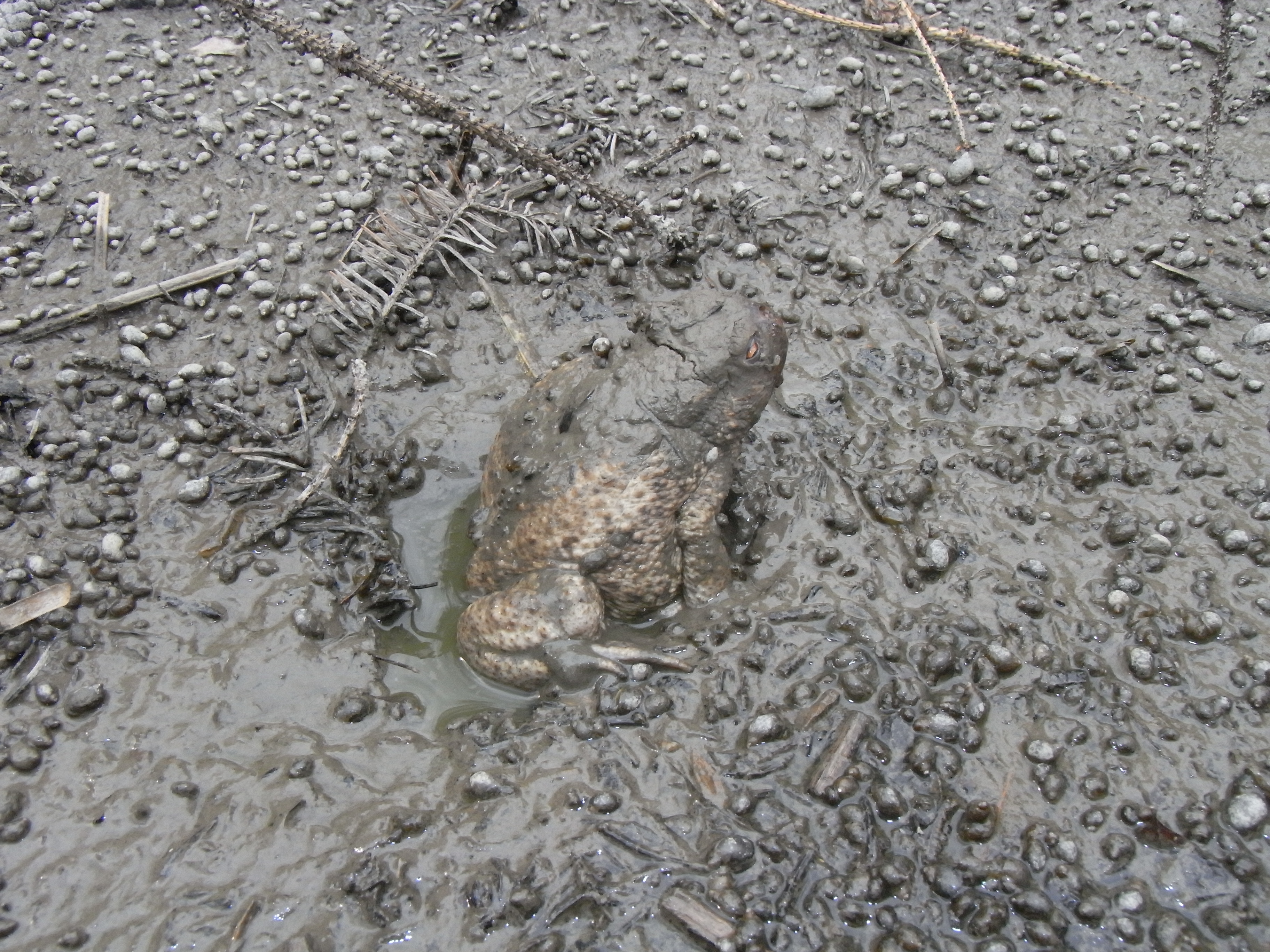
Trockener Tümpel
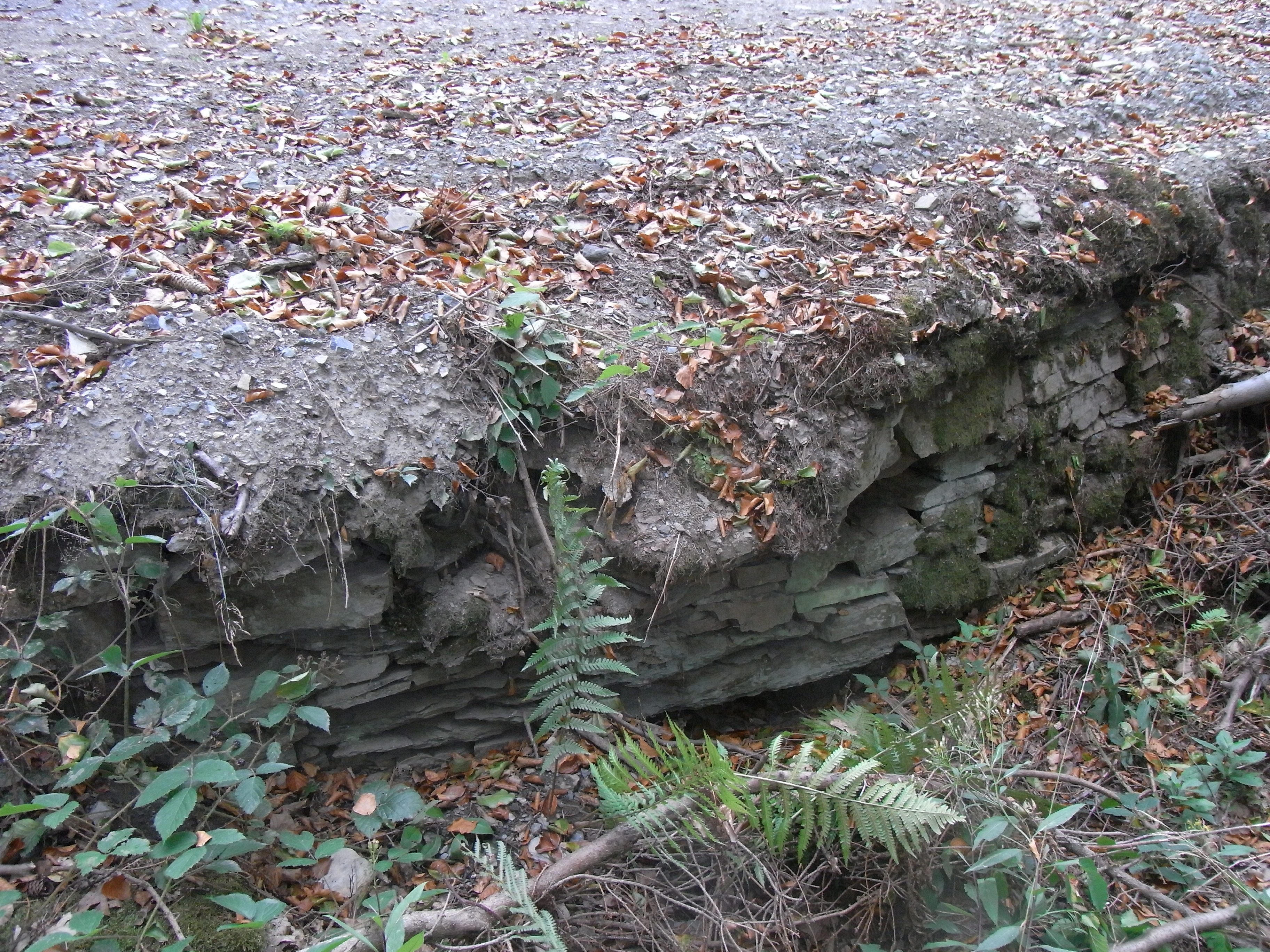
Erste alte Brücke
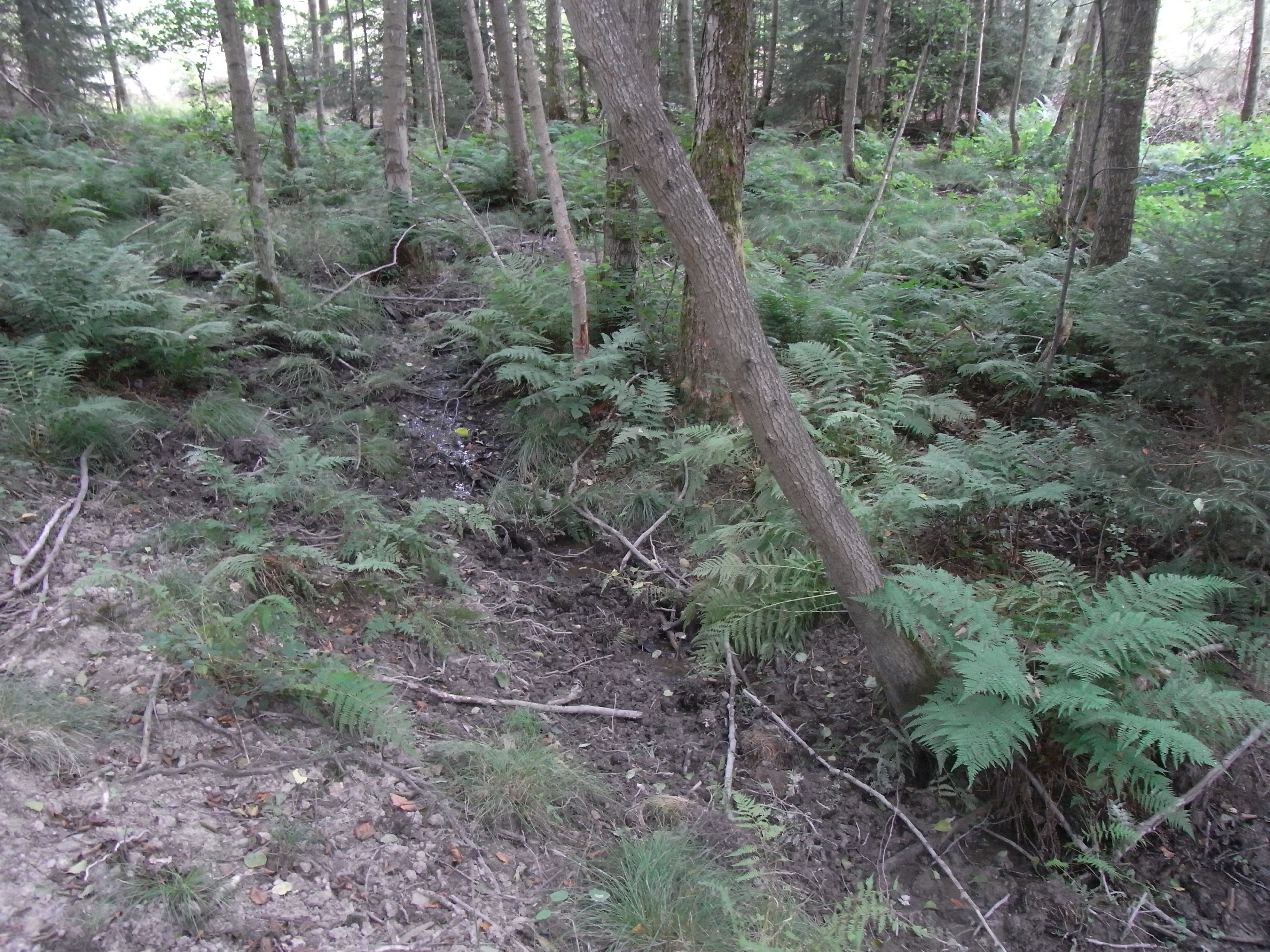
Erlen um Teiche
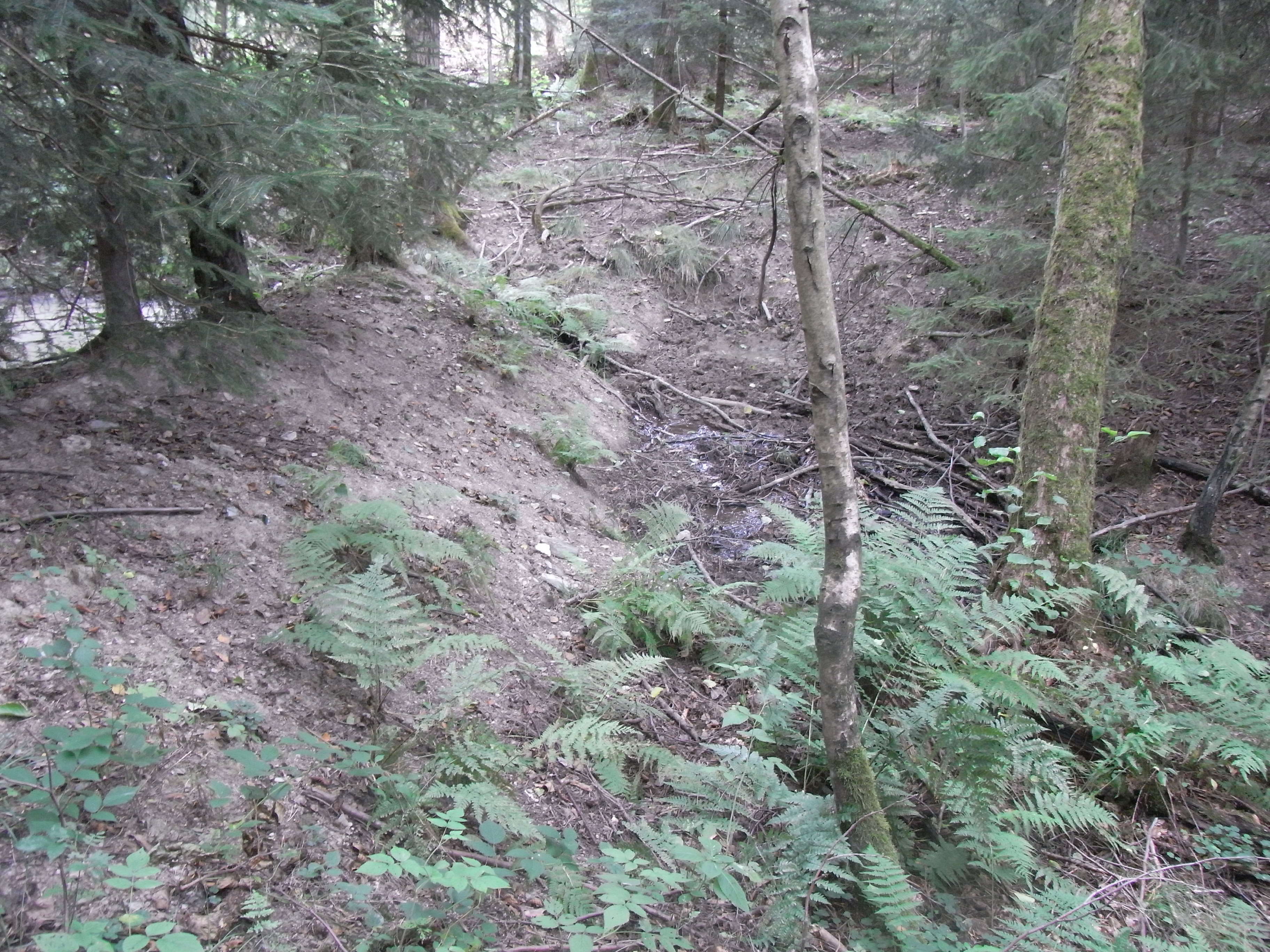
Damm von Teich
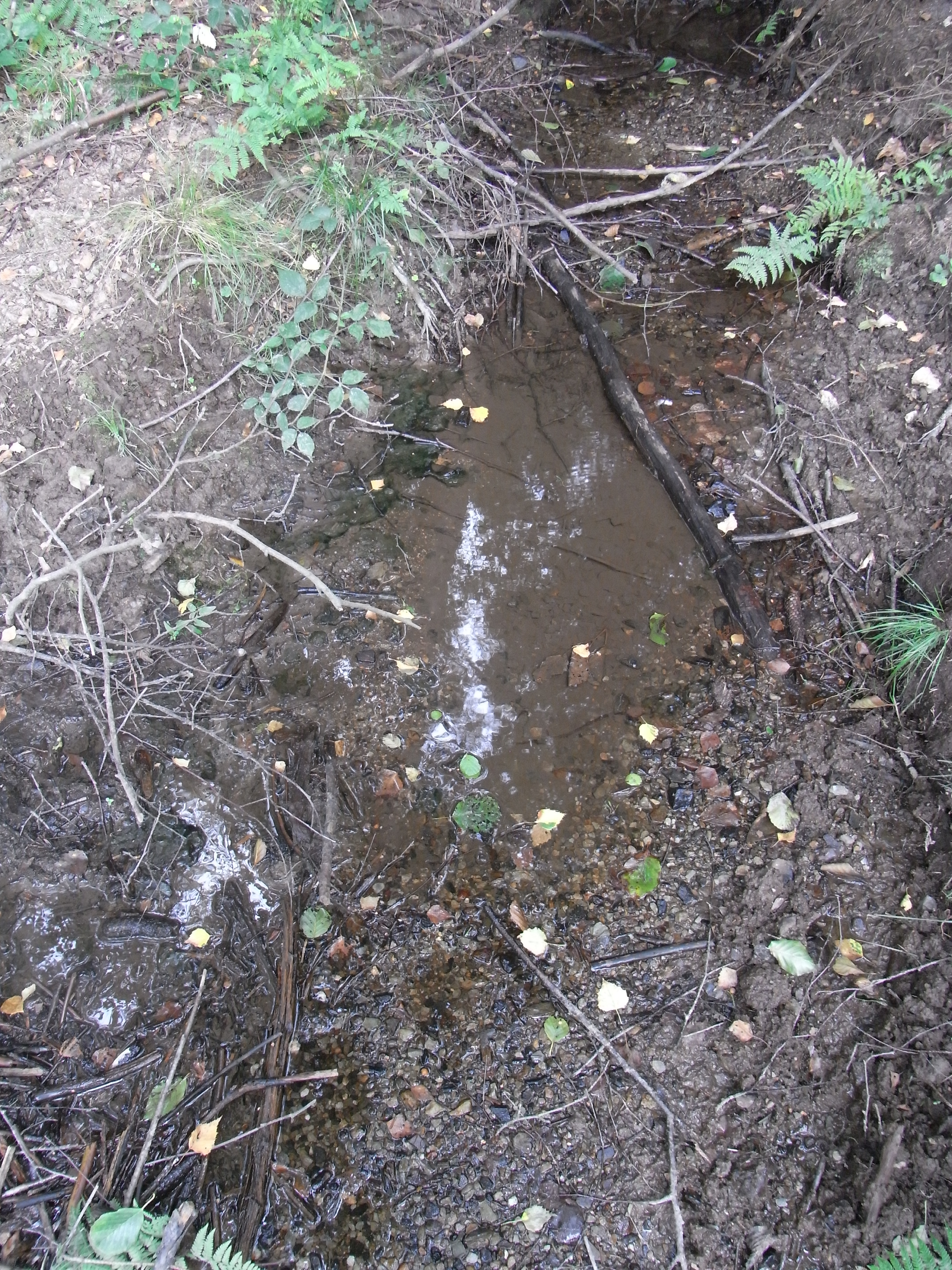
Steiniges Bachbett
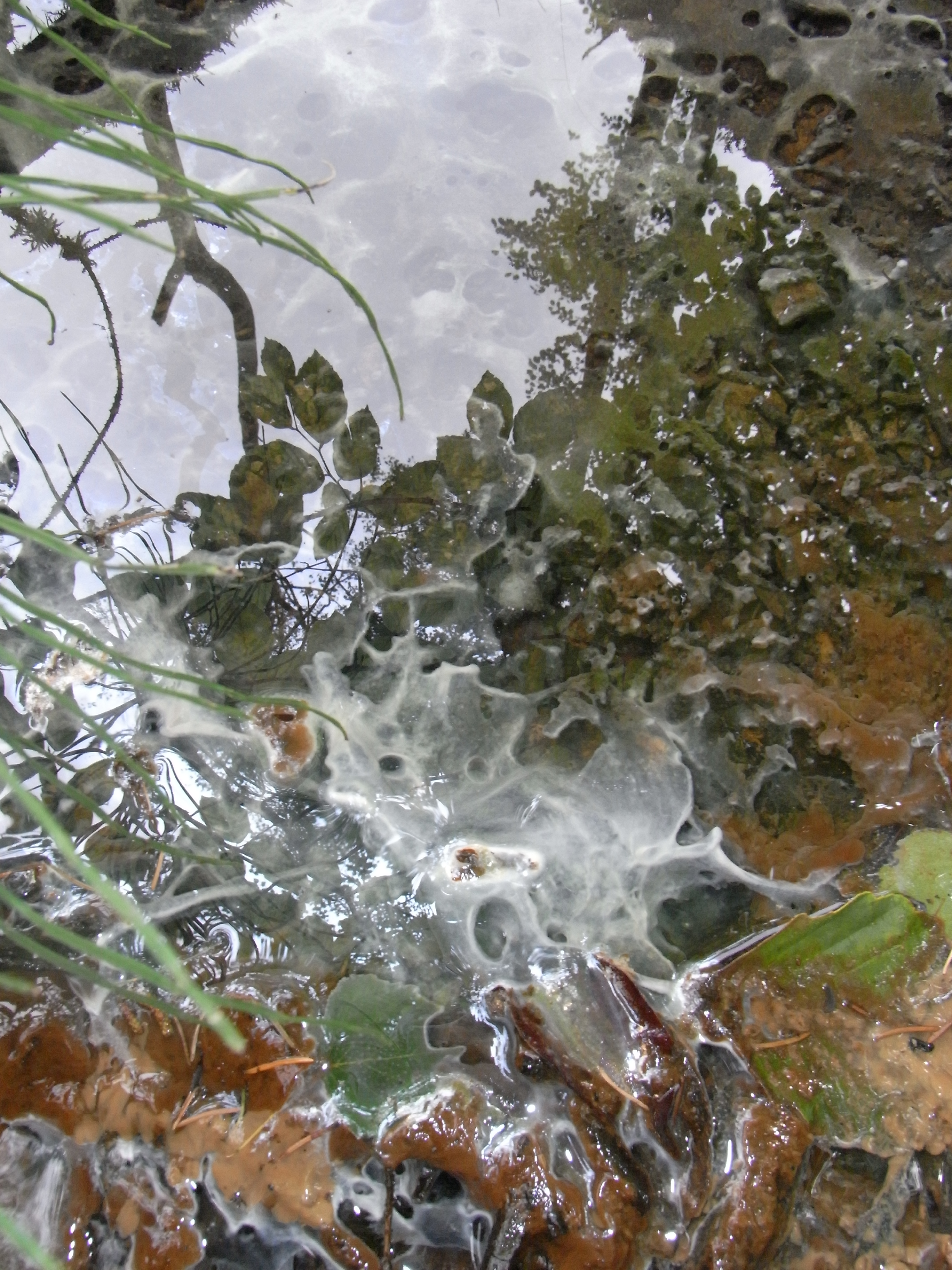
Bakterienkultur
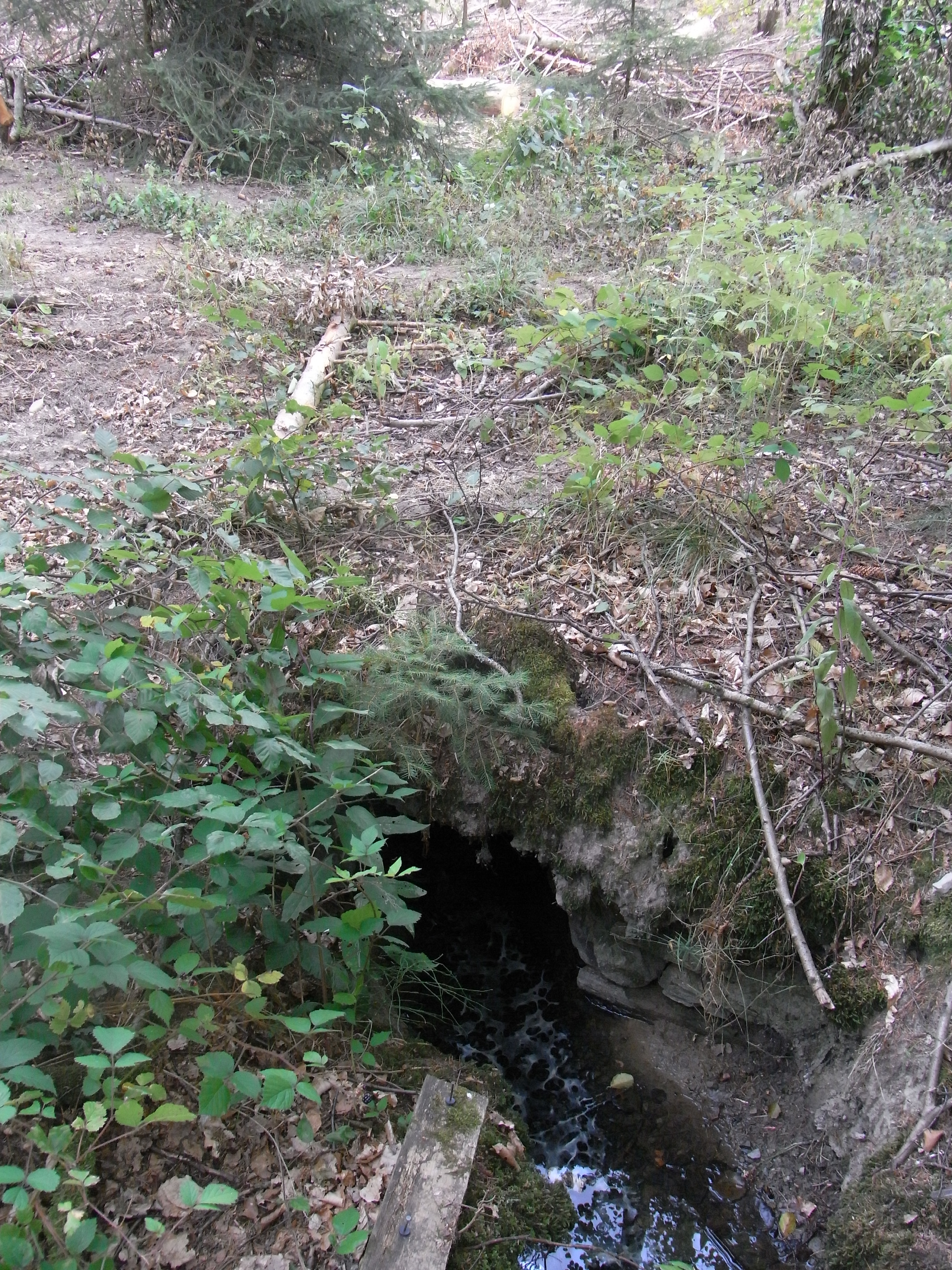
Zweite alte Brücke
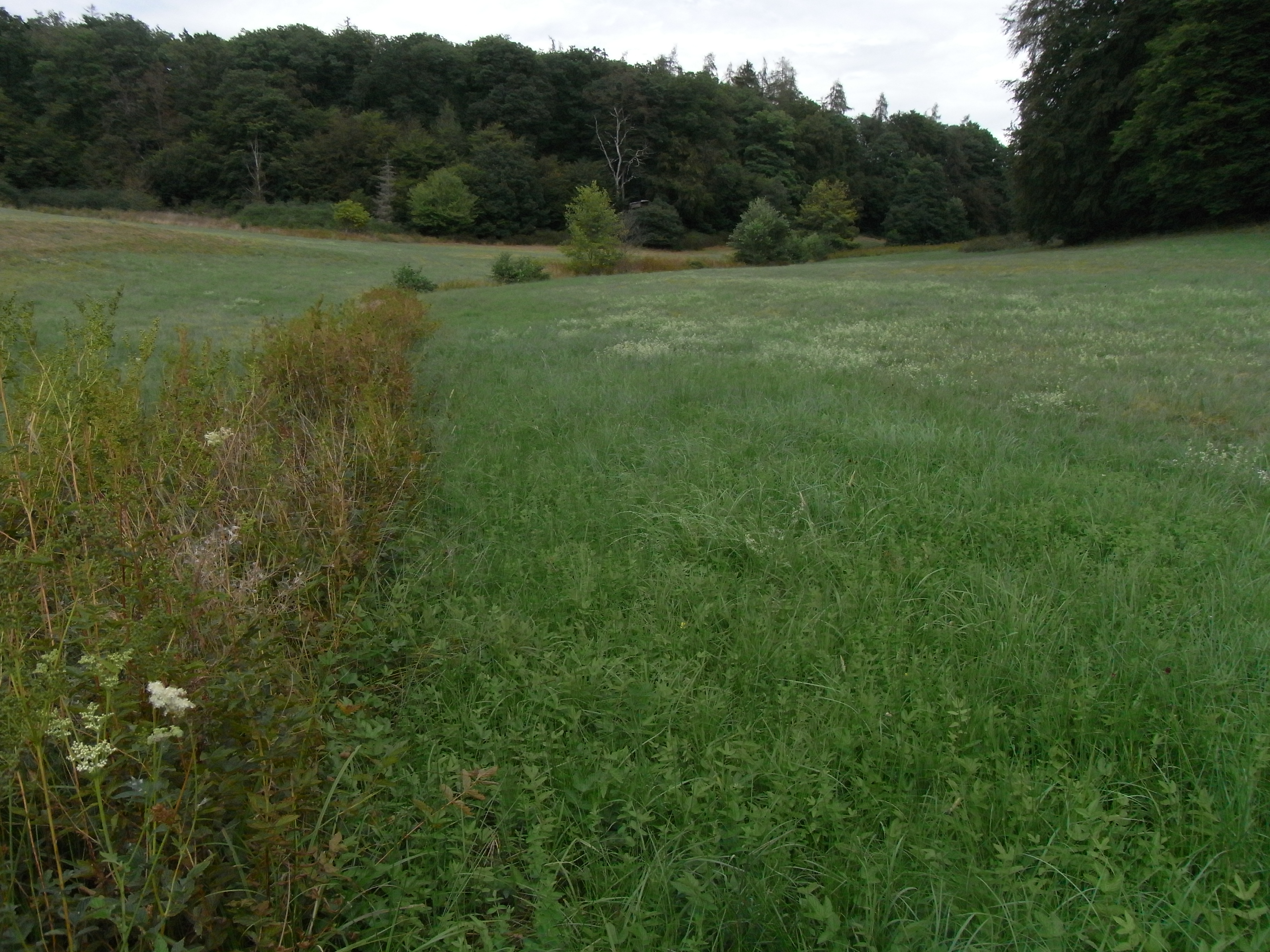
Gewann „Im Wellenhain“

Der Zufluss von rechts bei Fluss-km 1,25 ist ein etwa 150 m langes Rinnsal aus einem Tümpel auf 383 m ü. NHN ⊙ im heute bewaldeten Gewann Vor der Müllerhecke, um die ein unbefestigter Waldweg nördlich herumgeführt wird. Unterhalb des Tümpels verbleibt der Zufluss noch wenige dam im Laubwald und durchstößt danach eine dichte Hecke im Waldrand. Wiesenseitig vor dem Waldrand entfaltet sich Sukzession. Sie hat zur Entstehung eines ausgedehnten Gebüschs und einer Krautflur darunter geführt. Auf seinen letzten etwa 50 m durchquert der Zufluss das Grünland und mündet bei einem Busch in einer neuerlichen Krautflur auf 365 m ü. NHN in das Gewässer 24848292 ⊙.

Der Zufluss zum Gewässer GWZ 24848292
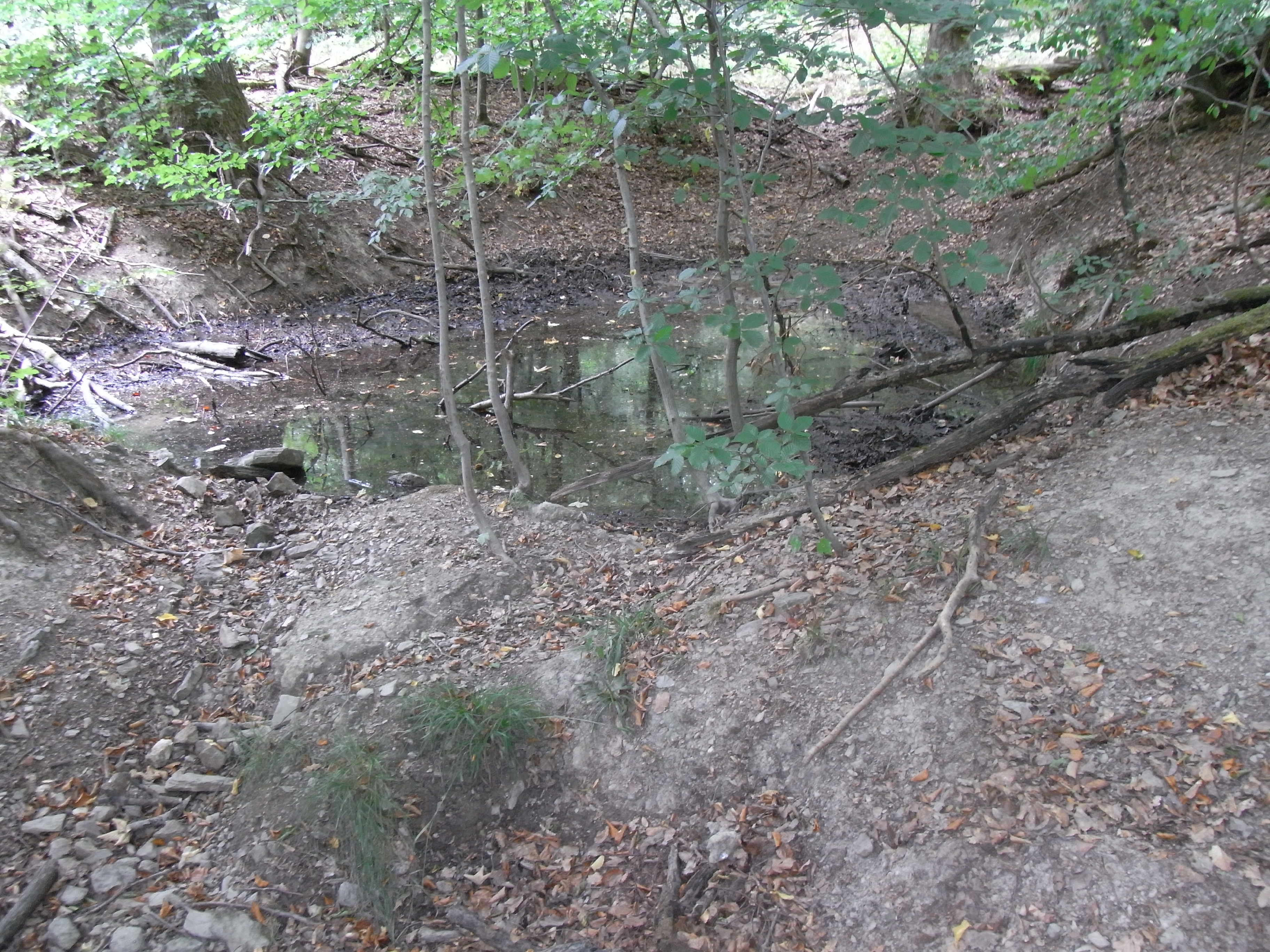
Aus dem Quelltümpel
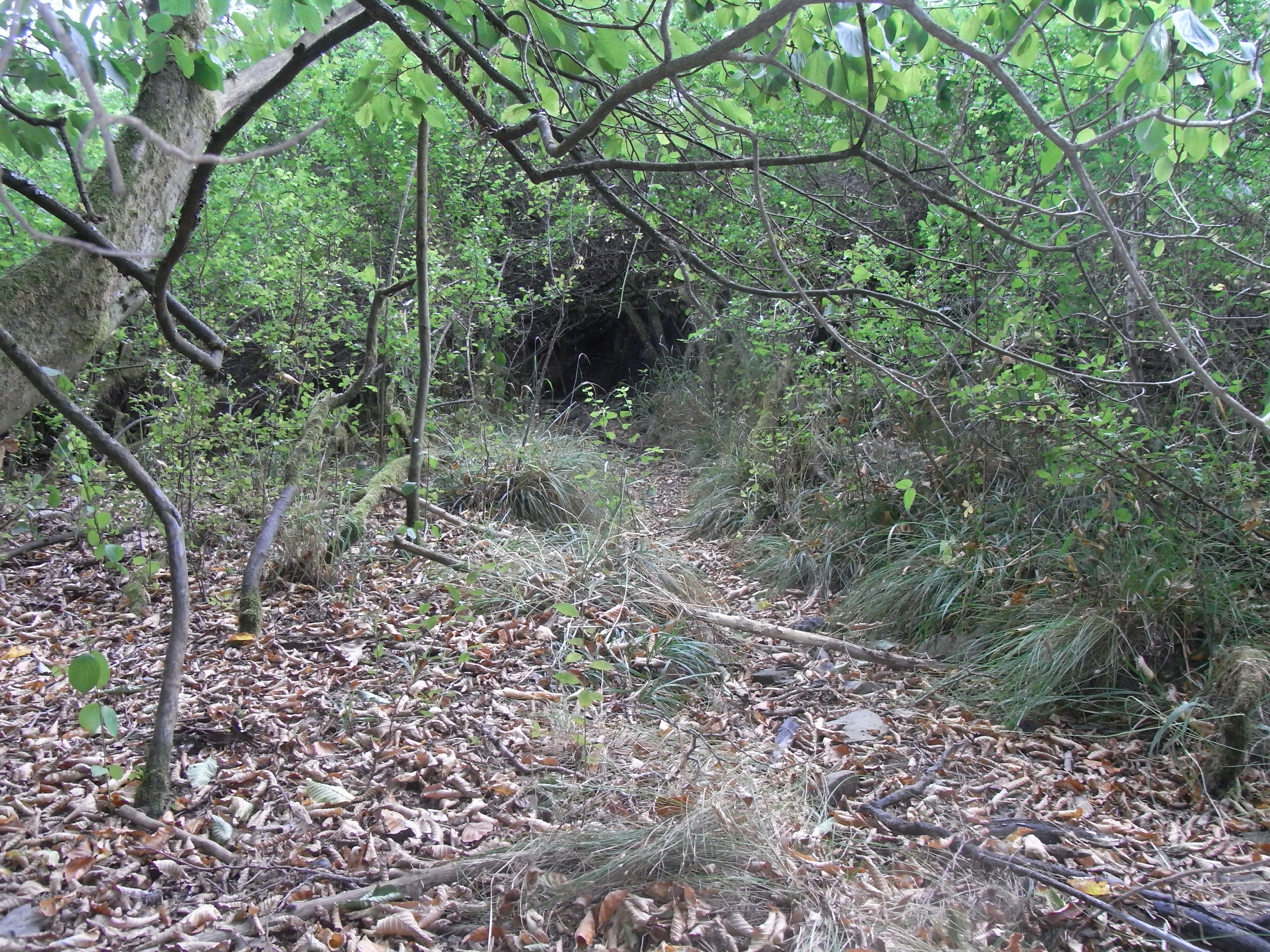
Durch die Hecke
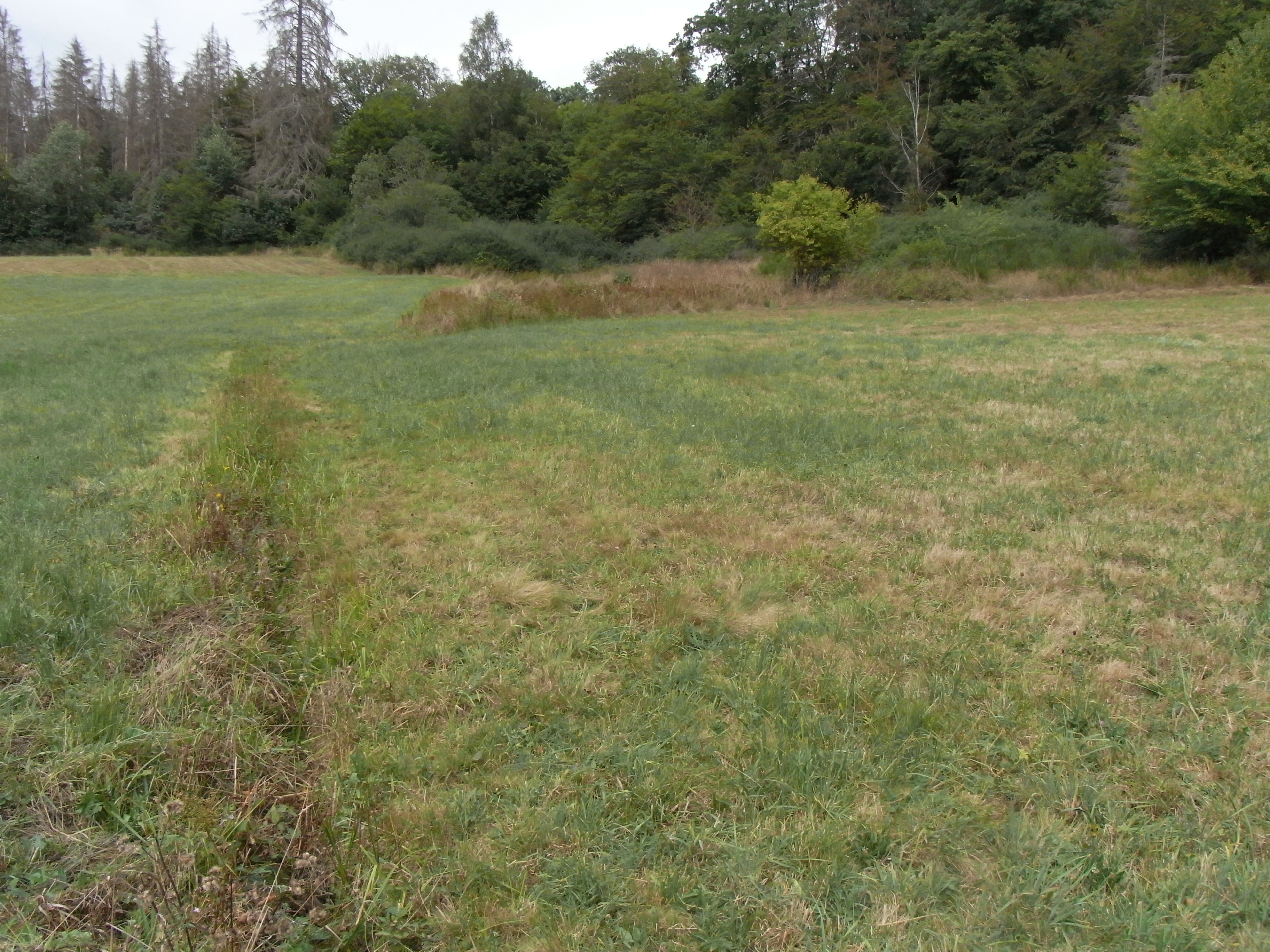
Durch die Wiese

Das Gewässer 248482922 entspringt im Osthang des 486 m ü. NHN hohen Donnerskopfs, eines Pfadfinderzentrums, und etwa 125 m südöstlich einer Kurve der L 3270 nahe einem Wasserwerk auf Bodenroder Gebiet in einem, im Jahr 2020, kahl geschlagenen Nadelwald einer Quellmulde auf 443 m ü. NHN Südlich von Bodenrod. Es rinnt im steilen Hang des Donnerskopfs etwa 100 m in südsüdöstlicher Richtung der Westseite des eingezäunten Wasserwerks und einem befestigten Waldweg zu. Unterhalb des Durchlasses im Weg beginnt auf 423 m ü. NHN ein Auwald ⊙ im steil eingeschnittenen Tälchen des Bachs. Sein Bett ist zunächst befestigt. Es wird im Osten von einem befestigten Waldweg vom Gewann Im Wellenhain über der Brücke begleitet. Von einem Kanalschacht im Weg erhält das Gewässer eine Spende von rechts vom Wasserwerk. 300 m unterhalb des Wasserwerks gelangt das Bächlein zu seinem offiziellen Beginn auf 389 m ü. NHN am Rand des Grünland-Gewanns, wo im Waldrand ein rechteckiger Teich ausgehoben ist. Als begradigter Graben von fast 400 m Länge setzt es seinen Weg inmitten des Grünlands oder seines Westrands in südsüdöstlicher Richtung zur Mündung fort. Bei Fluss-km 0,25 mündet von links und Nordosten ein Rinnsal von im Laubwald liegenden Teichen. 200 m bleibt das Gewässer noch offen. Ab dem Durchlass unter einem befestigten Weg, der über das neue Wasserwerk bei seiner Quelle zur L 3270 nahe Bodenrod führt, bis zur 25 m entfernten Mündung in das Gewässer 24848292 auf 373 m ü. NHN ist der Bach verrohrt.

Das Gewässer GWZ 248482922
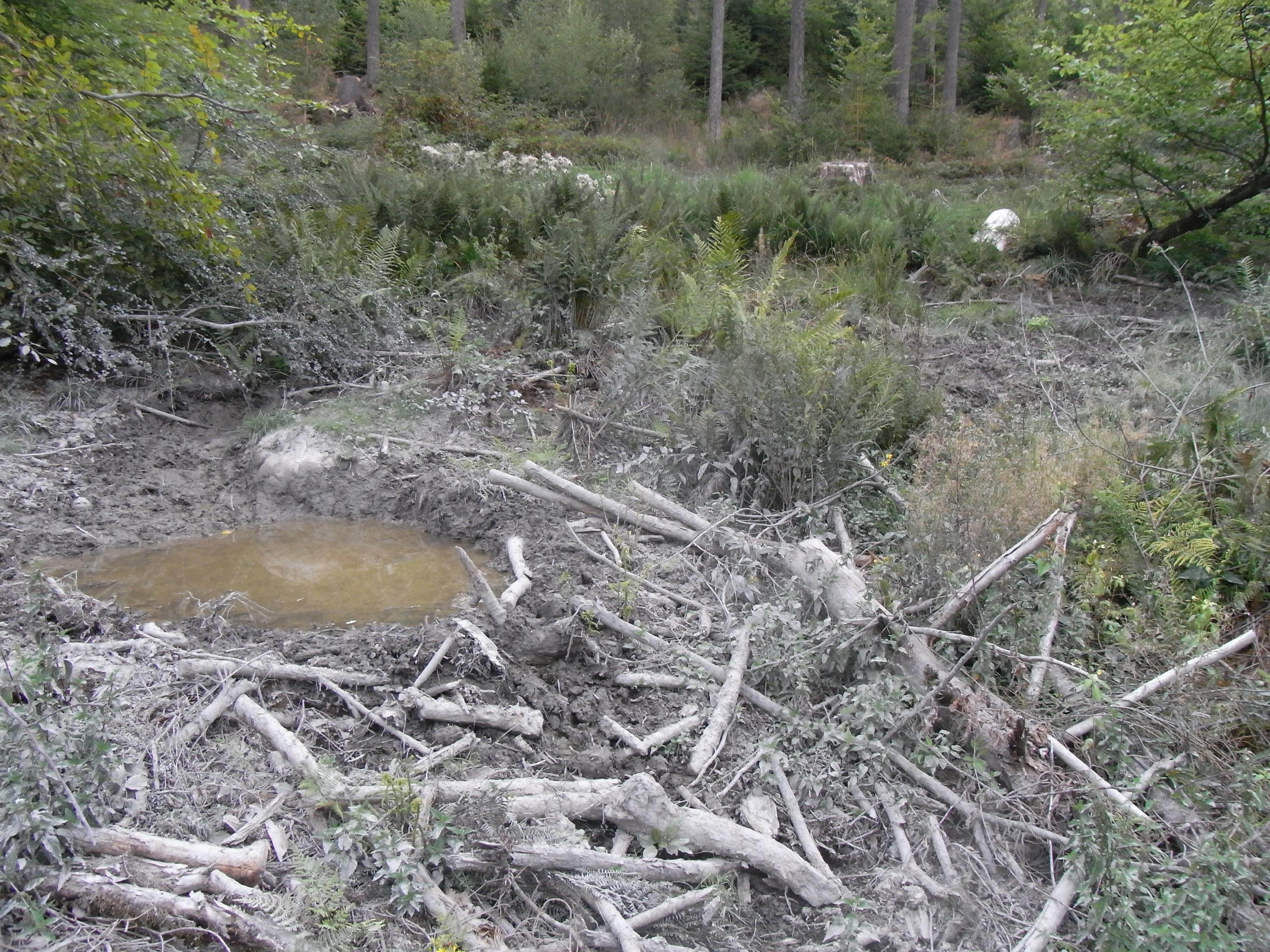
Quelle am Donnerskopf
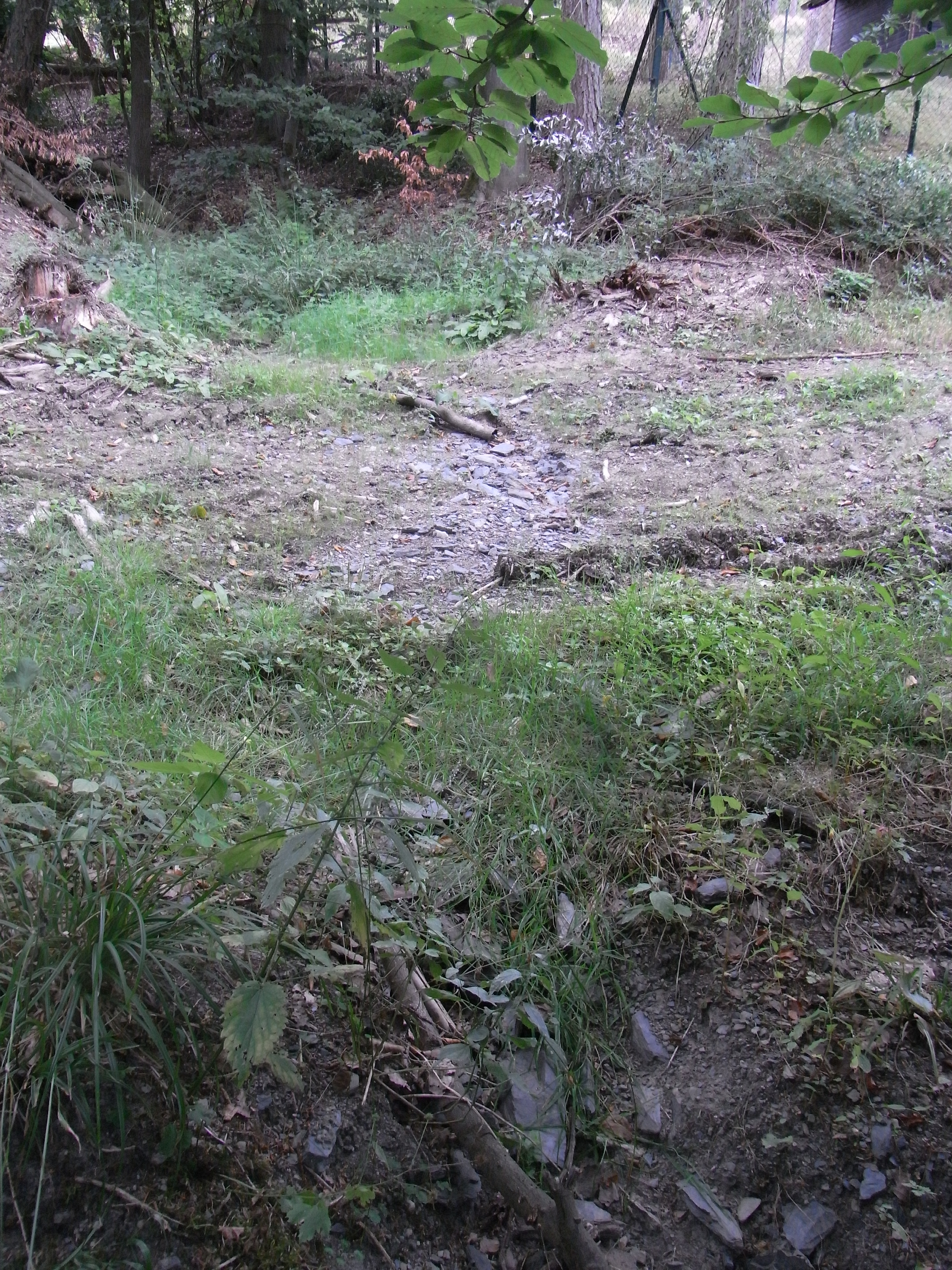
Kein Durchlass
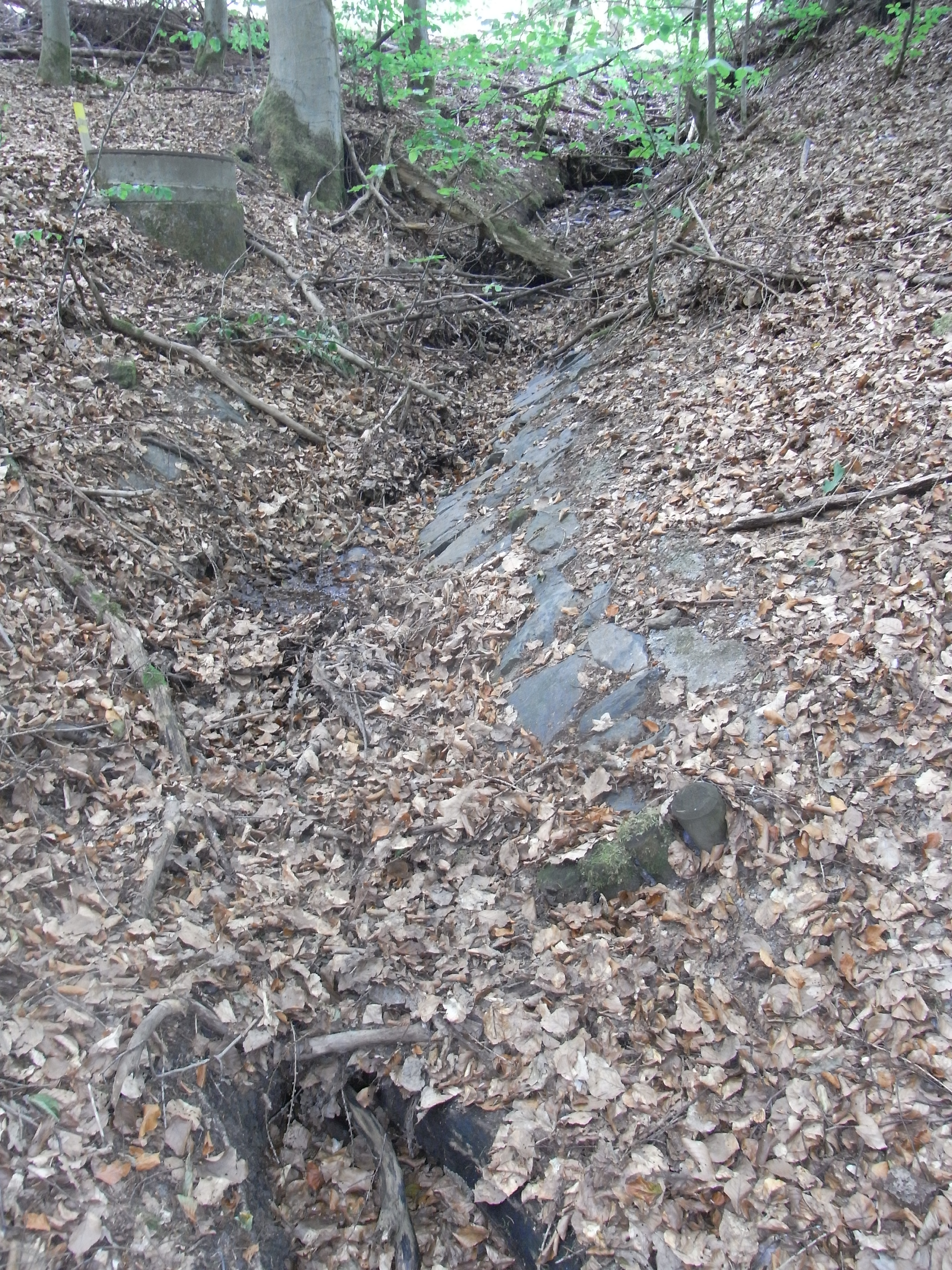
Befestigt und Technik
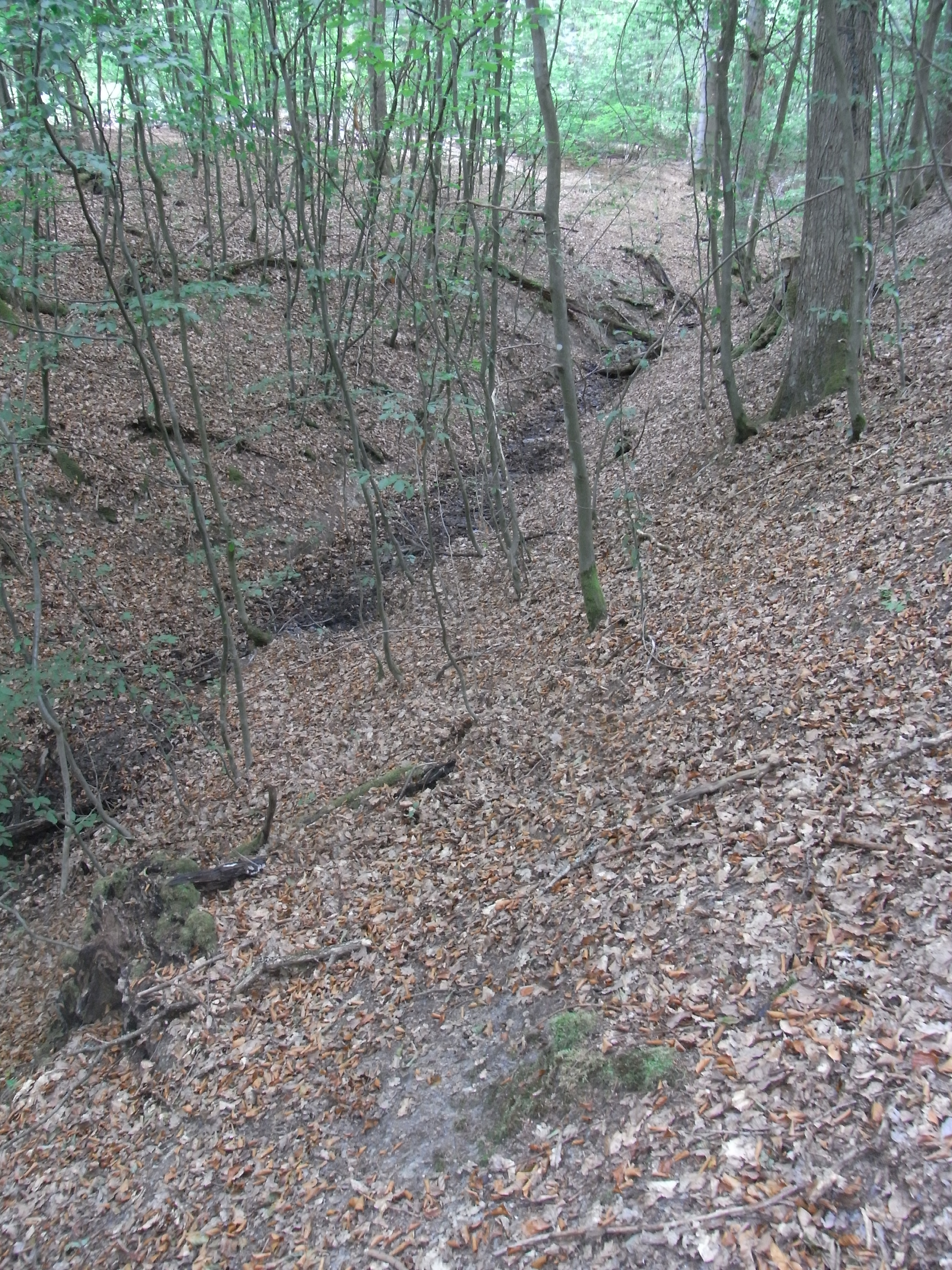
Wie natürlich
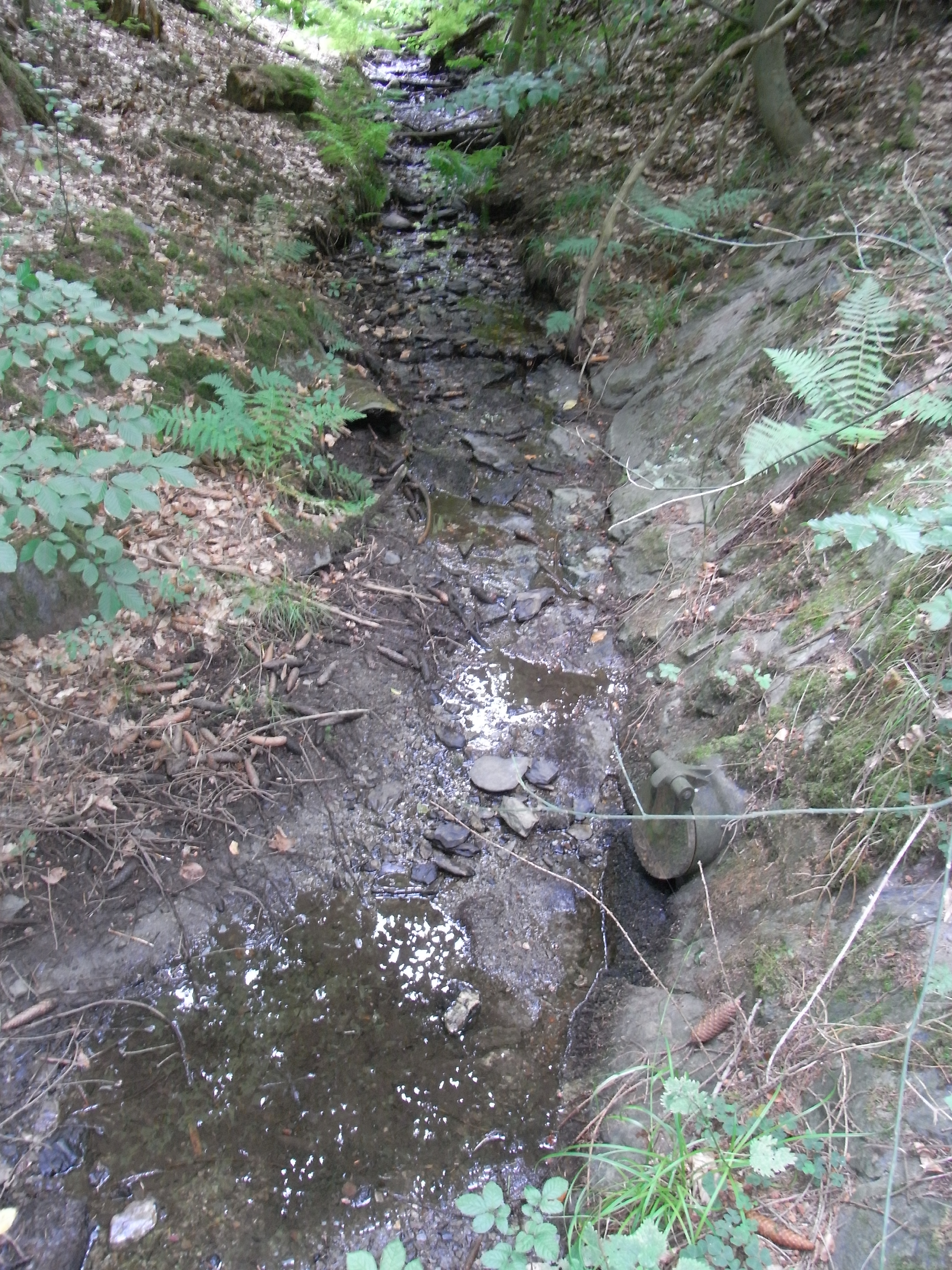
Wasserspender
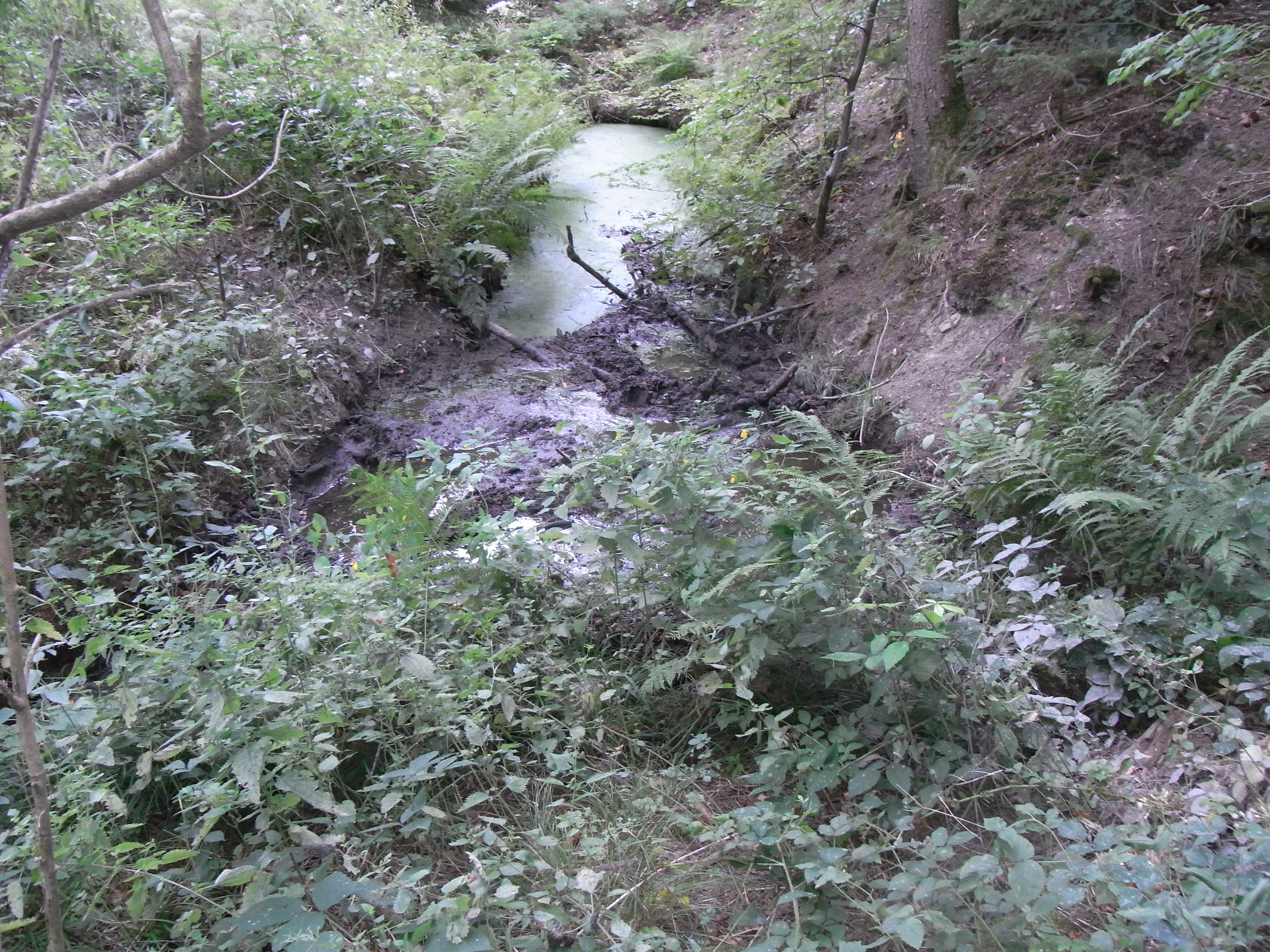
Grabentasche?
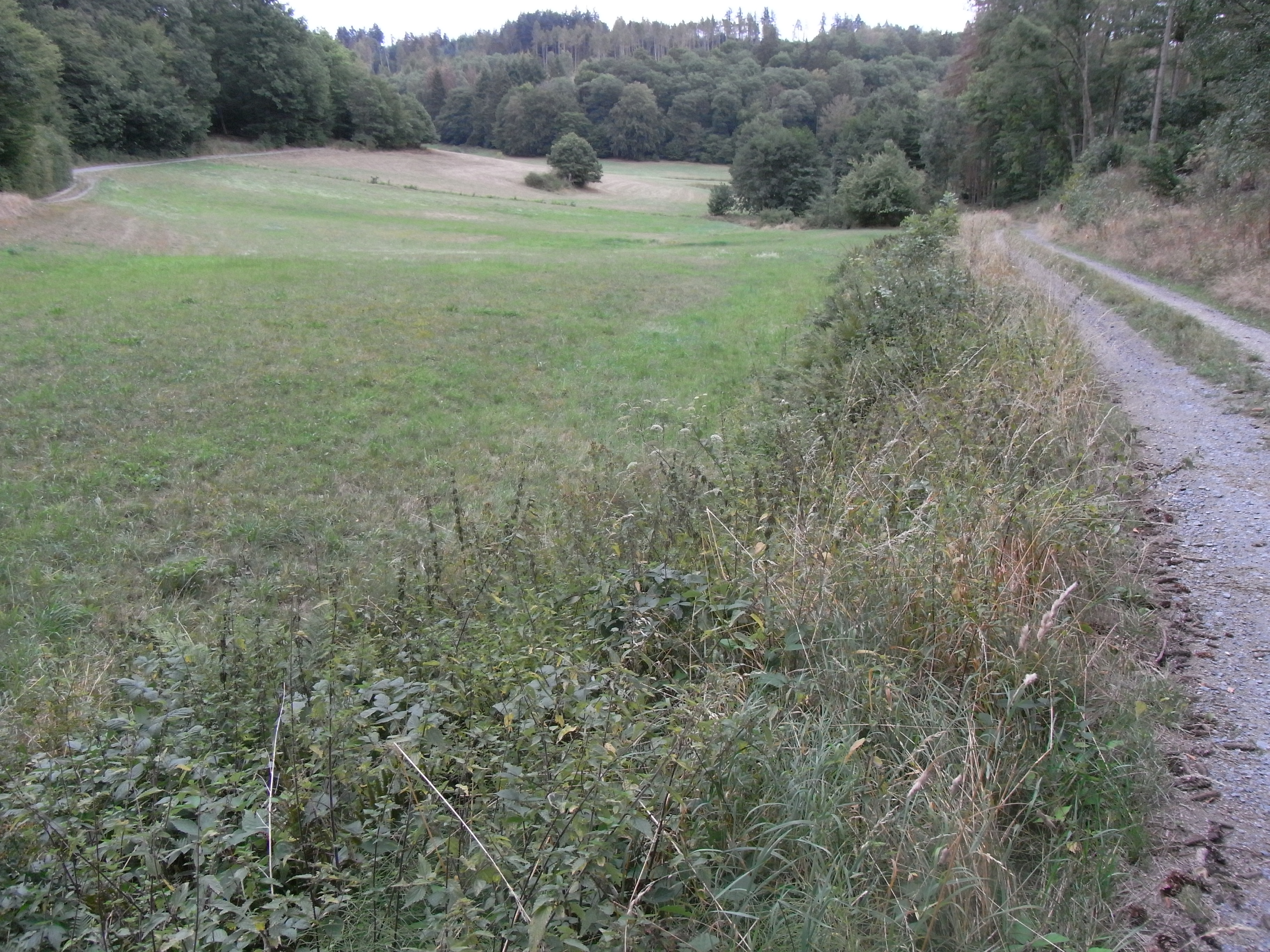
„Im Wellenhain“
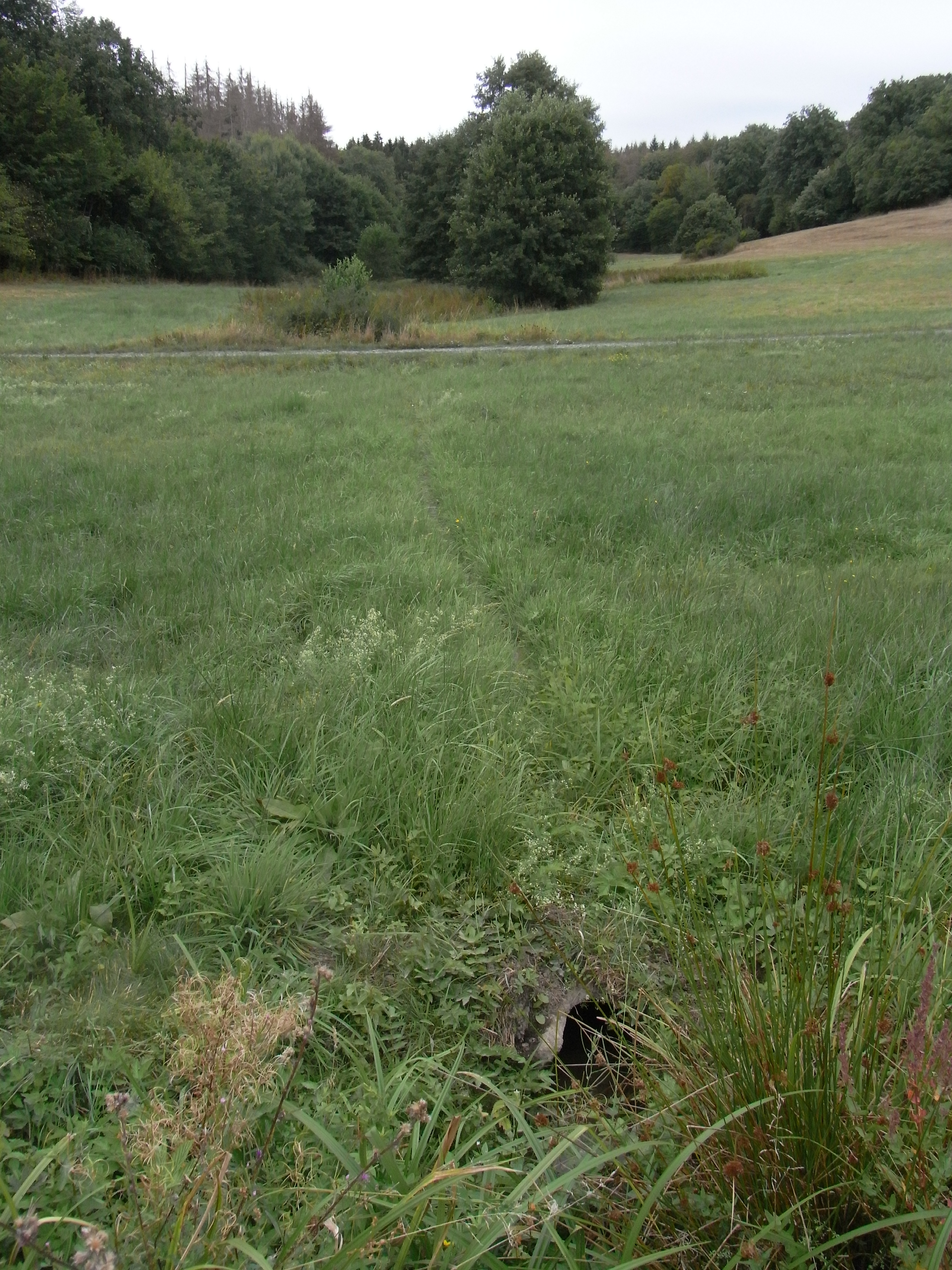
Verrohrt zur Mündung

Der bei Fluss-km 0,25 von links und Nordosten mündenden Zufluss ist ein vielleicht 200 m langes Gewässer aus Sickerquellen einer Suhle   auf 394 m ü. NHN im Wald Am Wellenhainer Berg, in und an der mehrere Mehrlings-Erlen stehen ⊙. Der Quelle wird über einen Graben Wasser für einen dreieckigen 300 m² großen Teich ⊙ abgezapft. Dessen Abfluss und das Rinnsal aus der Quelle speisen den kleinen darunter liegenden herzförmigen Teich. Sein Abfluss wird am Waldrand an einer zugewachsenen Trockenmauer süd-südostwärts entlang und unter einem Weg west-südwestwärts hindurch geführt ins Grünland und zur Mündung in das Gewässer 24848292 auf 373 m ü. NHN.

Zufluss von den Teichen im Wald
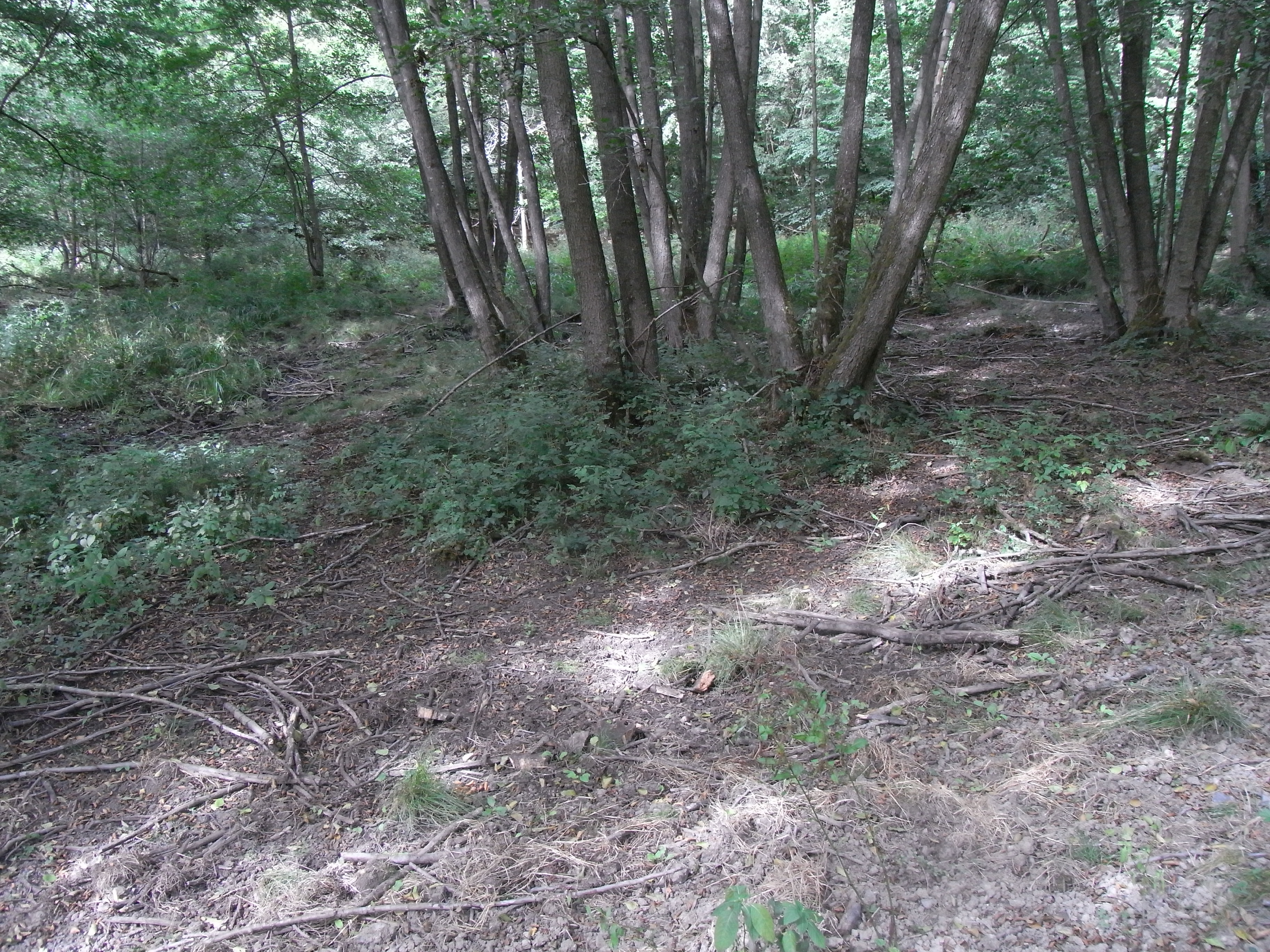
Quelle mit Erlen
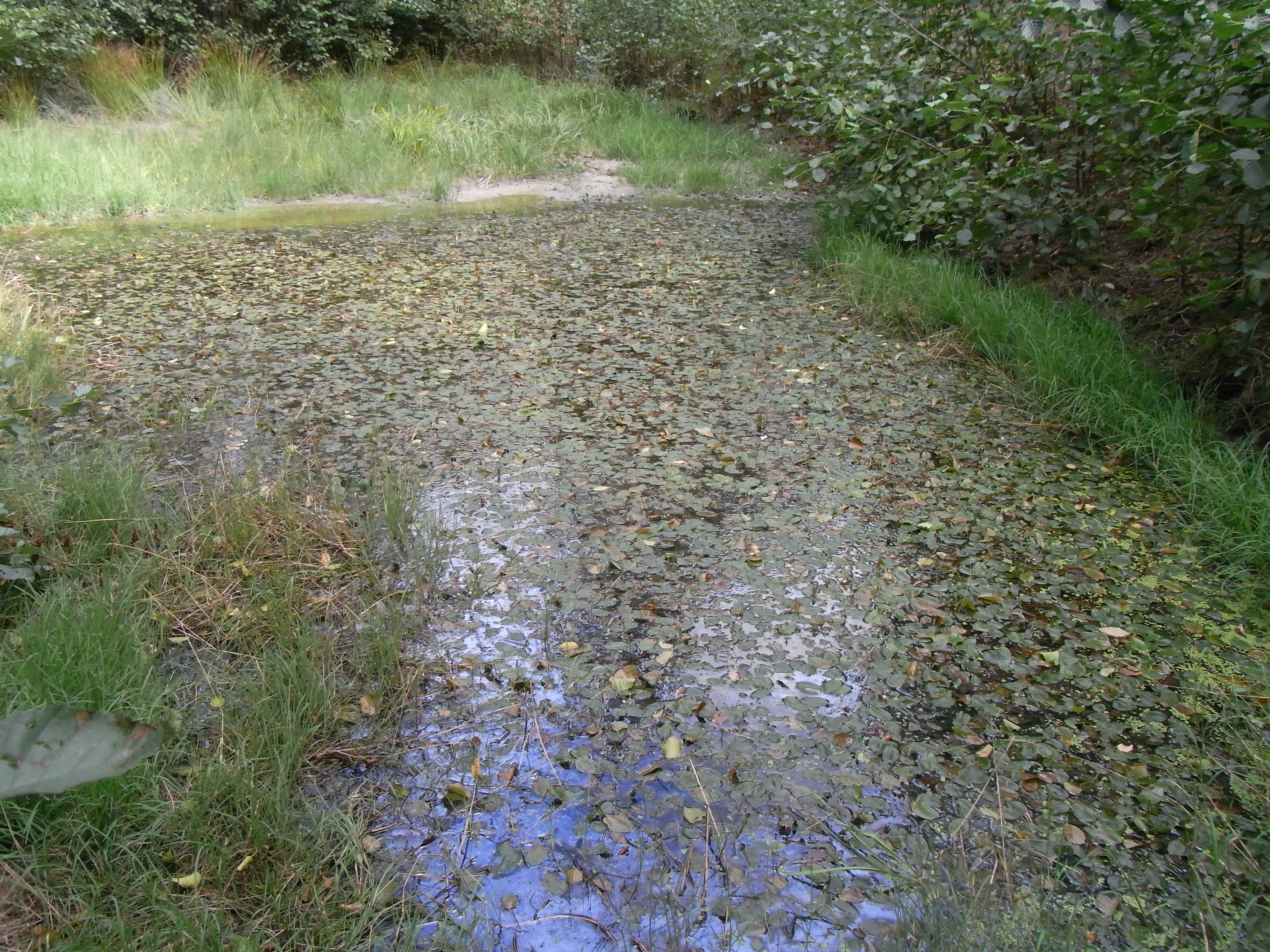
Oberer Teich
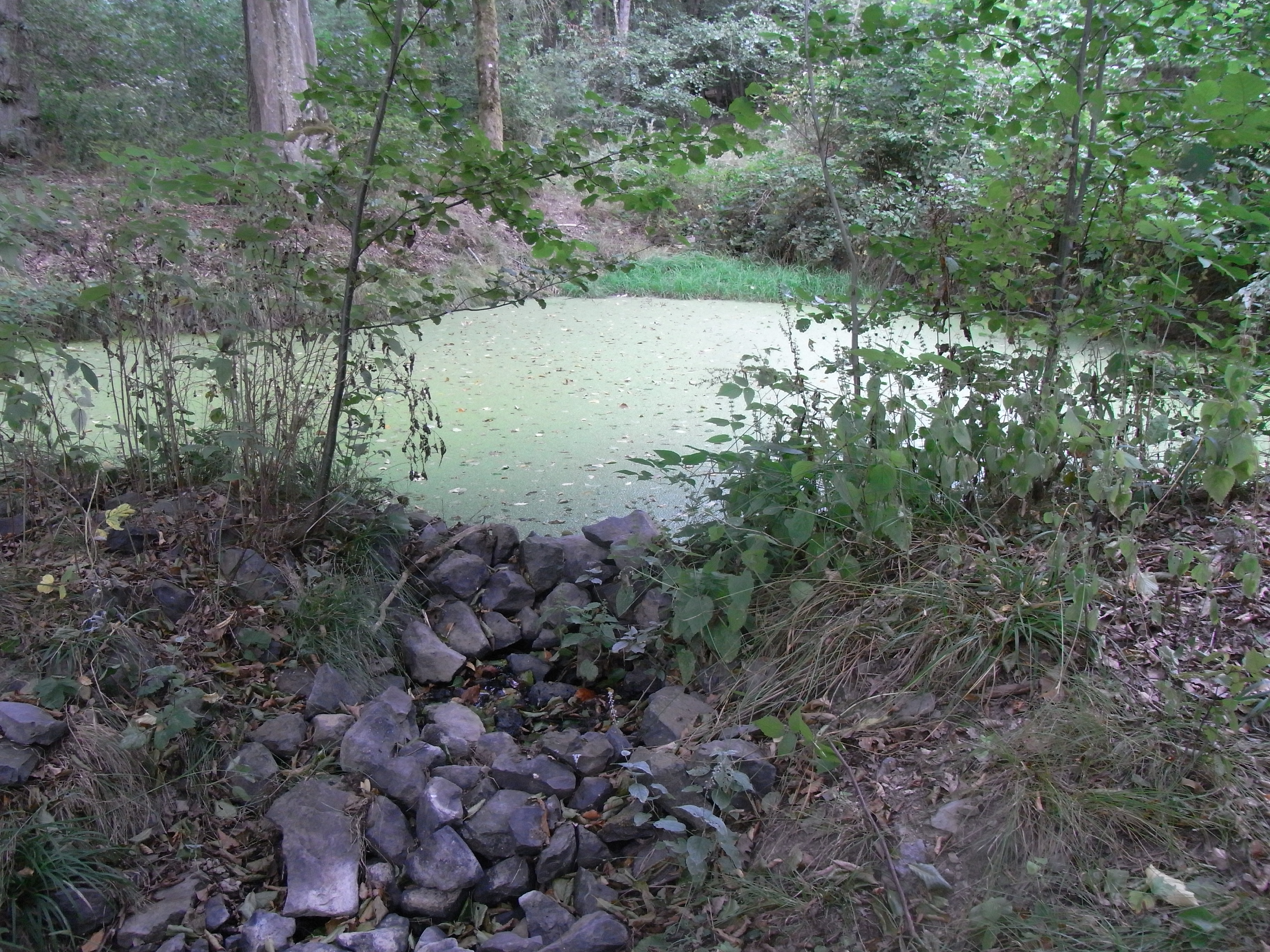
Unterer Teich

Wenige Meter unterhalb der Vereinigung der Gewässer 24848292 und 248482922 verläuft ungefähr in Ost-West-Richtung ein befestigter Weg, dessen heutiger Durchlass früher als Brücke ausgeführt dem Grünland-Gewann den Namen verlieh. Am Weg beginnt zudem das sich zum Michelbach abwärts erstreckende FFH-Gebiet Nummer 5617-303, Usa zwischen Wernborn und Ober-Mörlen. Es beginnt mit einer eingezäunten Pferdeweide, gesichert durch ein solares Weidezaungerät, das der Bach südwestwärts in einem lehmigen Bett durchströmt. Darunter beginnt eine krautige Flur, in der sich das Gewässer dem östlichen Waldrand annähert. Am Ende der Wiese, bei Fluss-km 0,65, wechselt die Richtung im Laubwald auf Süd. Bei km 0,55 überspannt eine alte Brücke den Bach, mittels der die Wege an beiden Ufern in einem schmal gewordenen Tal verbunden sind. Etwa bei km 0,4 wechselt der Bach von Bodenrod auf eine schmale Zunge Maibacher Gebiet. Bald zeigen sich am linken Ufer jenseits des Wegs große Quarzitfelsen, die prominent aus der steilen Talwand ragen. Ihr „alpiner“ Charakter, auf Bodenroder Grund, hat der Landschaft abwärts und den Michelbach ein Stück aufwärts den Namen Maibacher Schweiz eingebracht. Mit dem letzten Felsen bei km 0,1 öffnet sich das bewaldete Tal der Auwiese, die den Michelbach hier säumt. Das Gewässer 248482922 mündet aus Nordost und von links auf 313 m ü. NHN in den Michelbach ⊙.

Unterlauf des Gewässers GWZ 248482922
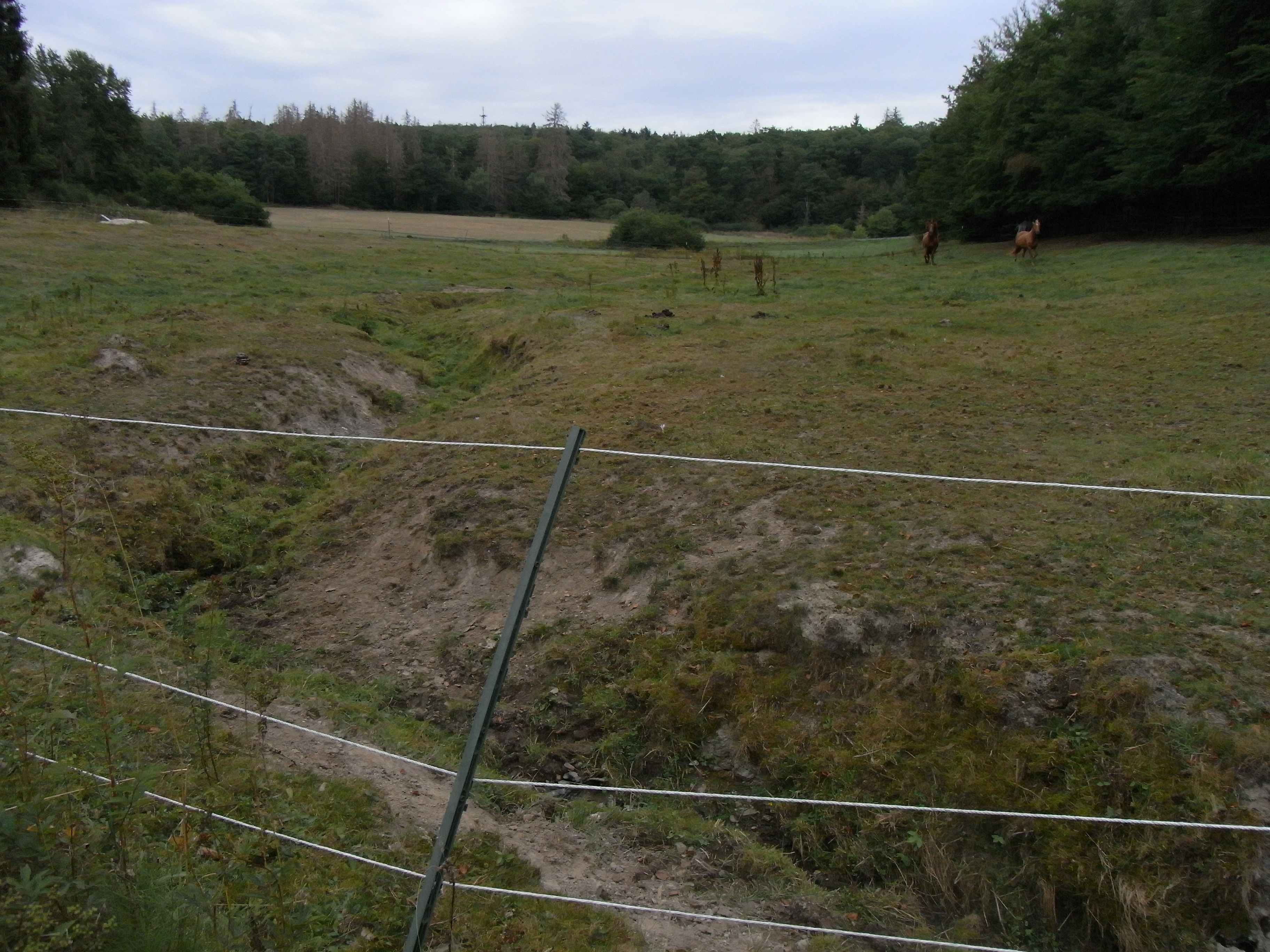
Nach Vereinigung
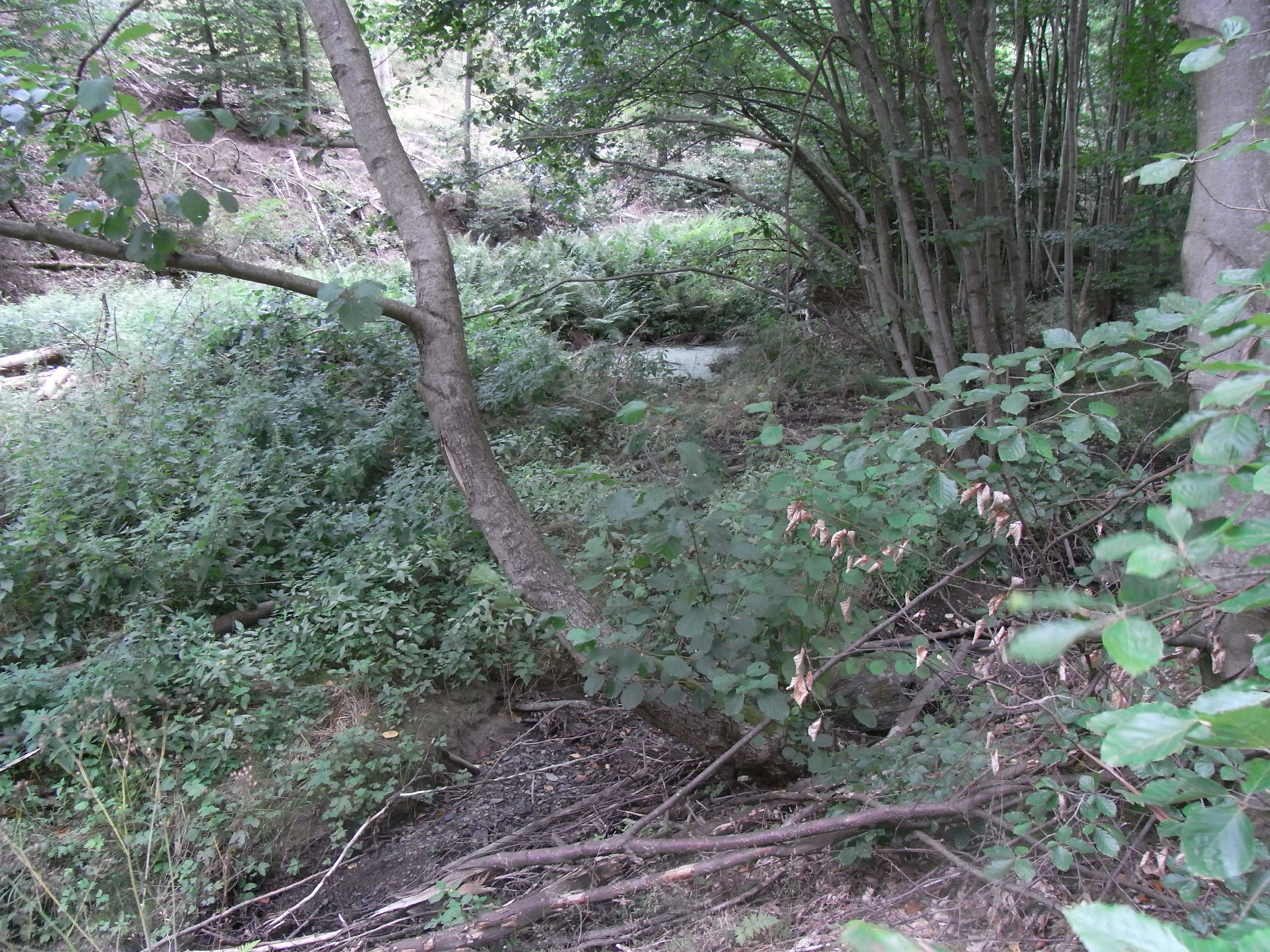
Unter dem Grünland
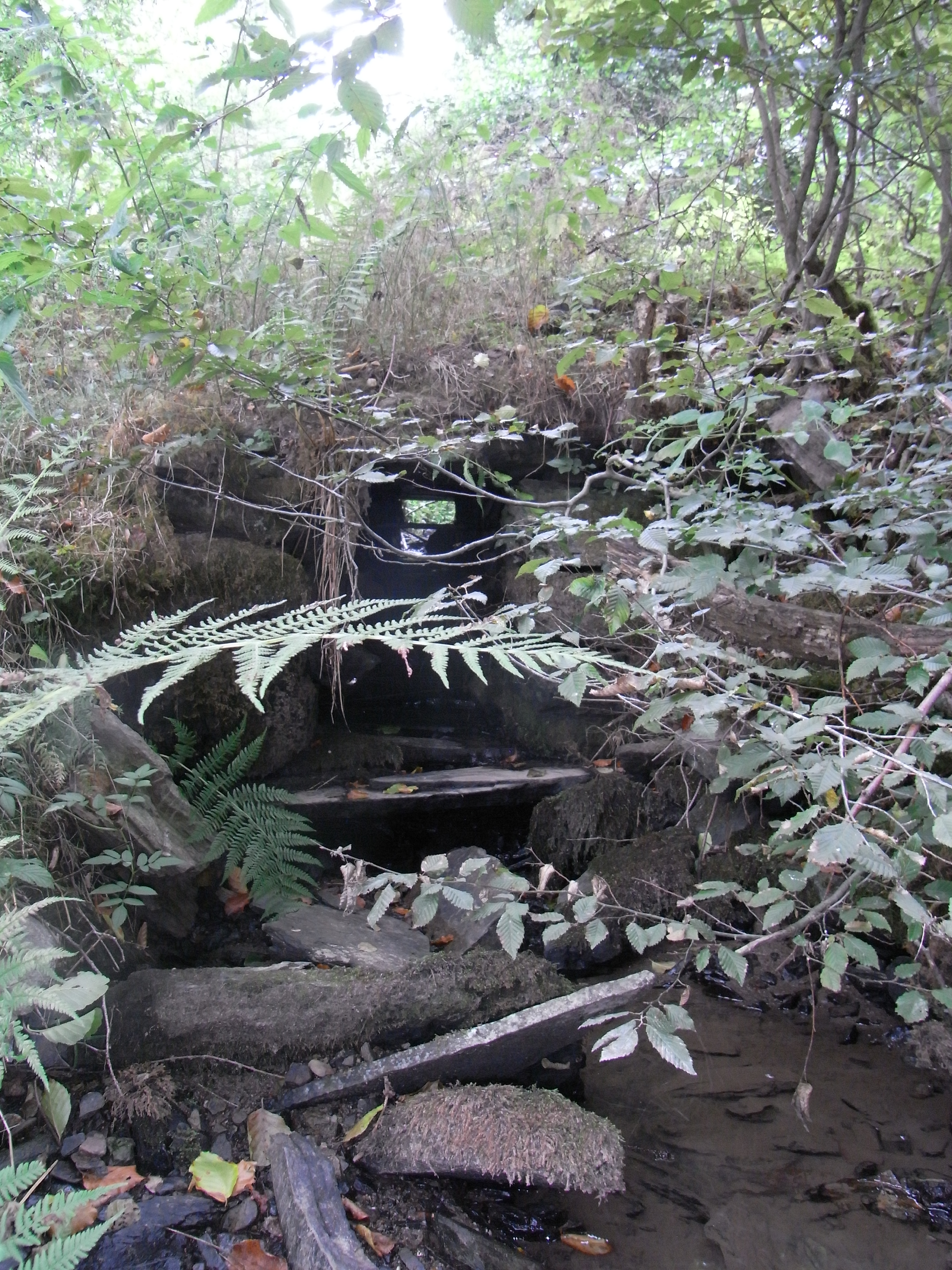
Bei alter Brücke
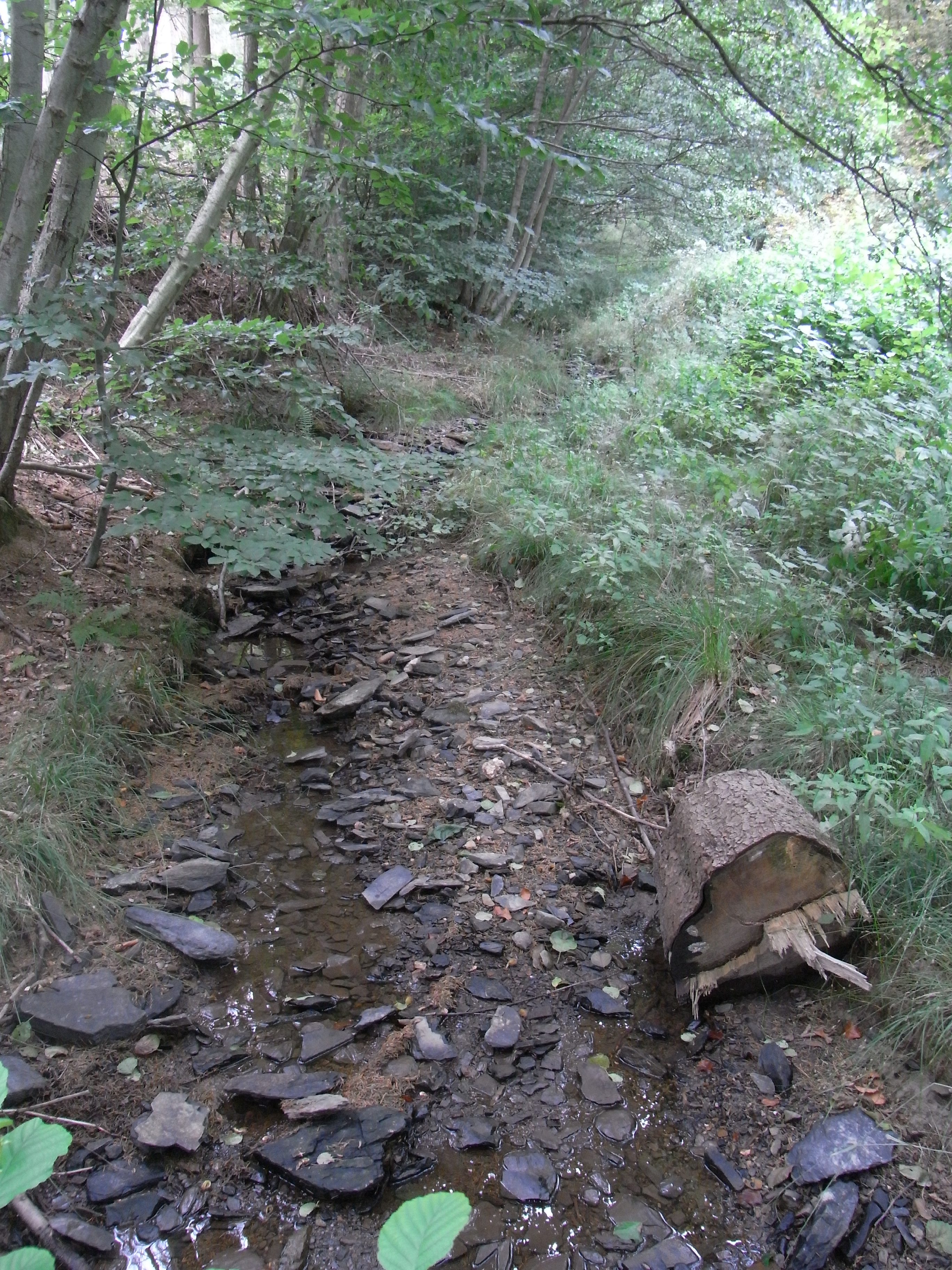
Unten an der Grenze

- ein namenloser Bach von nordwestlich des Mühlkopfs[16] (links), etwa ½ km,[2] Fluss-km 3,85

Der Bach entspringt einer Mulde ⊙ im Nadelwald nahe der nördlich, auf einem Waldweg von der Bodenroder Straße her, gelegenen Grenze zu Bodenrod, auf Maibacher Gebiet, etwa 40 m ostnordöstlich und oberhalb der Kurve eines Waldwegs vom Gewann Im Wellenhain über der Brücke nach Maibach im FFH-Gebiet Nummer 5617-303, Usa zwischen Wernborn und Ober-Mörlen auf 371 m ü. NHN. (Der flache, 383 m ü. NHN hohe Gipfel des Mühlkopfs ist etwa ⅓ km entfernt, der Gipfel des namenlosen Bergs im Norden nahe dem Wellenhain über der Brücke ist 416 m ü. NHN hoch und etwa ½ km weit weg.) Unterhalb der Kurve hat der Bach einen unbefestigten Weg am linken Ufer zum Nachbarn. In dessen Fahrspuren fließt ein eigenes Rinnsal abwärts. Nach etwa ¼ km, geht der Nadel- in Laubwald über. Bach und Rinnsal sind versiegt, die Fahrspuren im nun trockenen Waldboden längst verschwunden. Das Bachbett besteht fort, es wird bald von einem unbefestigten Waldweg gequert. Darunter, auf 325 m ü. NHN, füllt es sich wieder mit Wasser und gelangt zum Weg auf der Ostseite des Michelbachtals, wo der Bach in einem Durchlass ⊙ zur anderen Wegseite wechselt. Im dichten Gestrüpp, das den Weg auf der Talseite stellenweise säumt, fließt er noch ein oder zwei dam südostwärts, bis das Wasser versiegt ist. Von dort ⊙ scheint früher ein Graben zum linken Ufer des Michelbachs geführt zu haben.

Der namenlose Bach von nordwestlich des Mühlkopfs
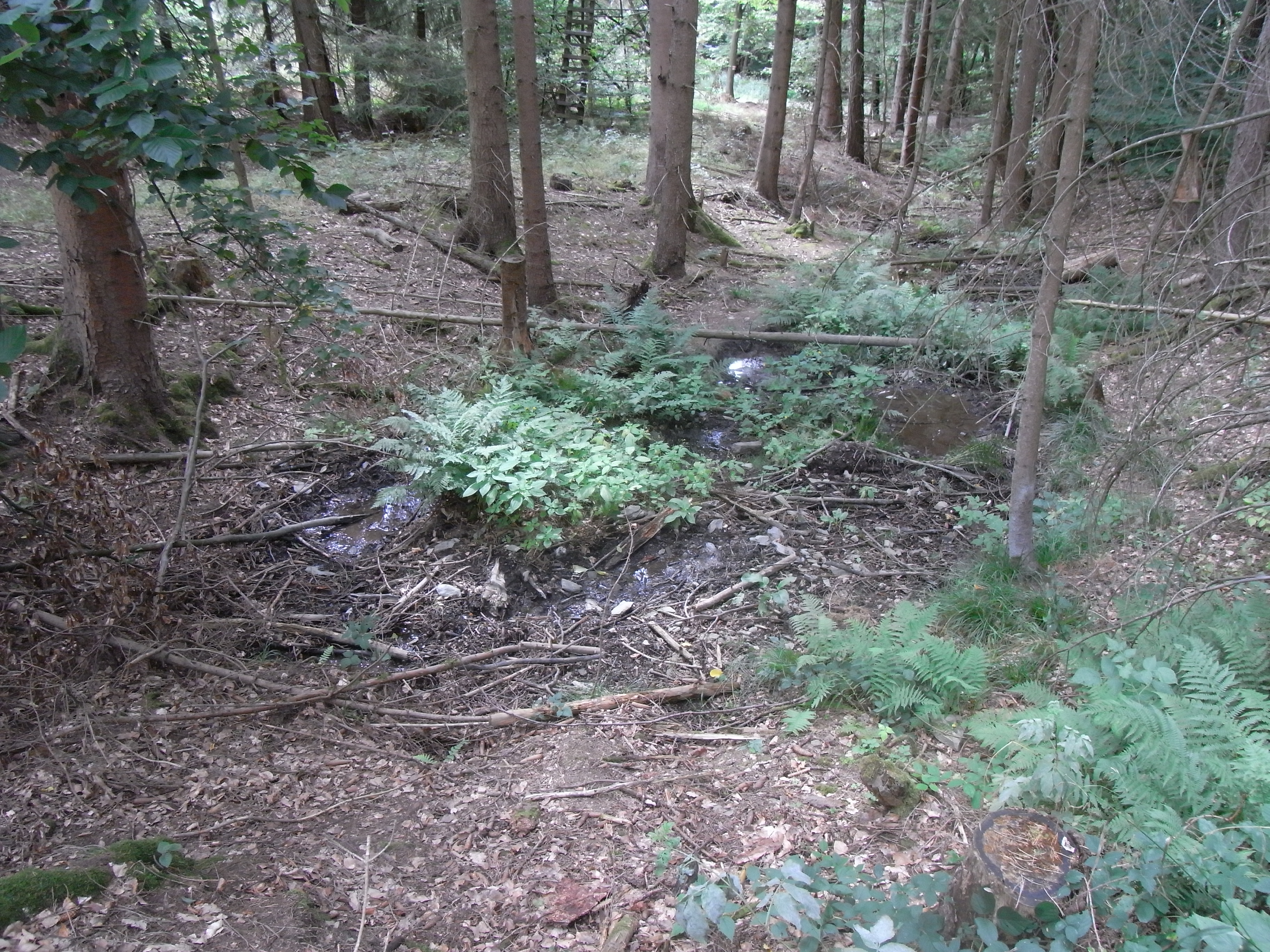
Quelle
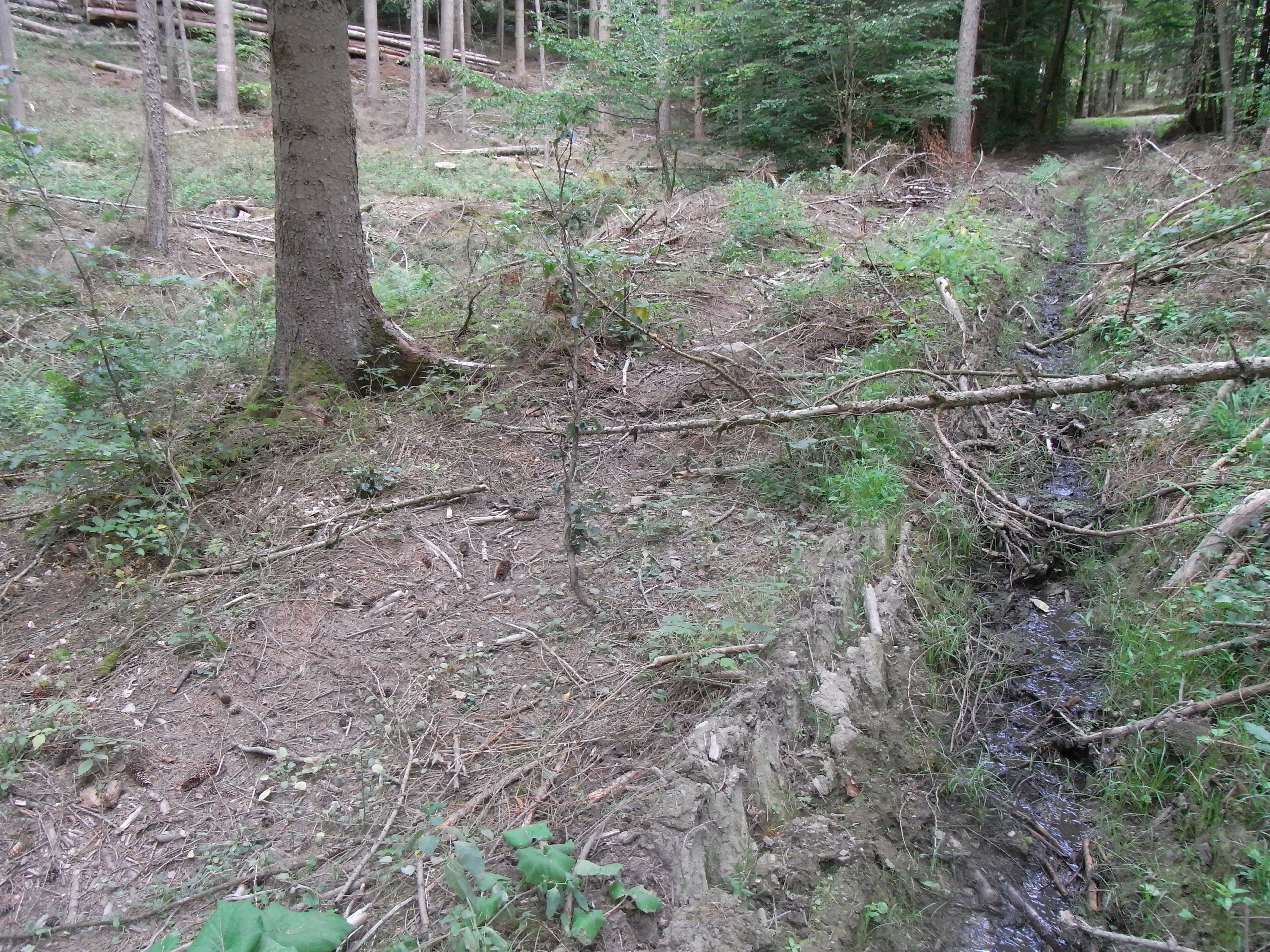
Im Mischwald
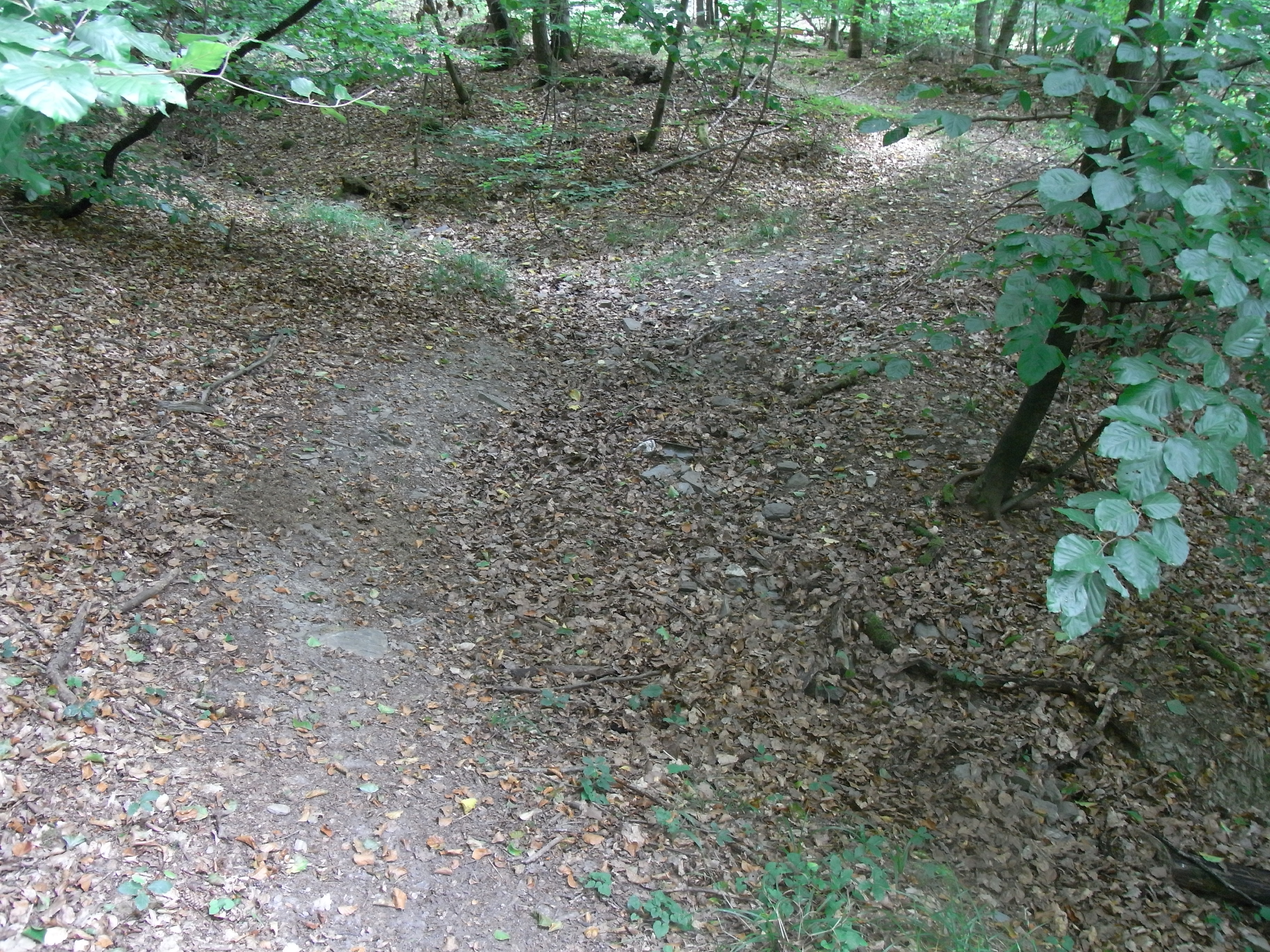
Trocken am Weg
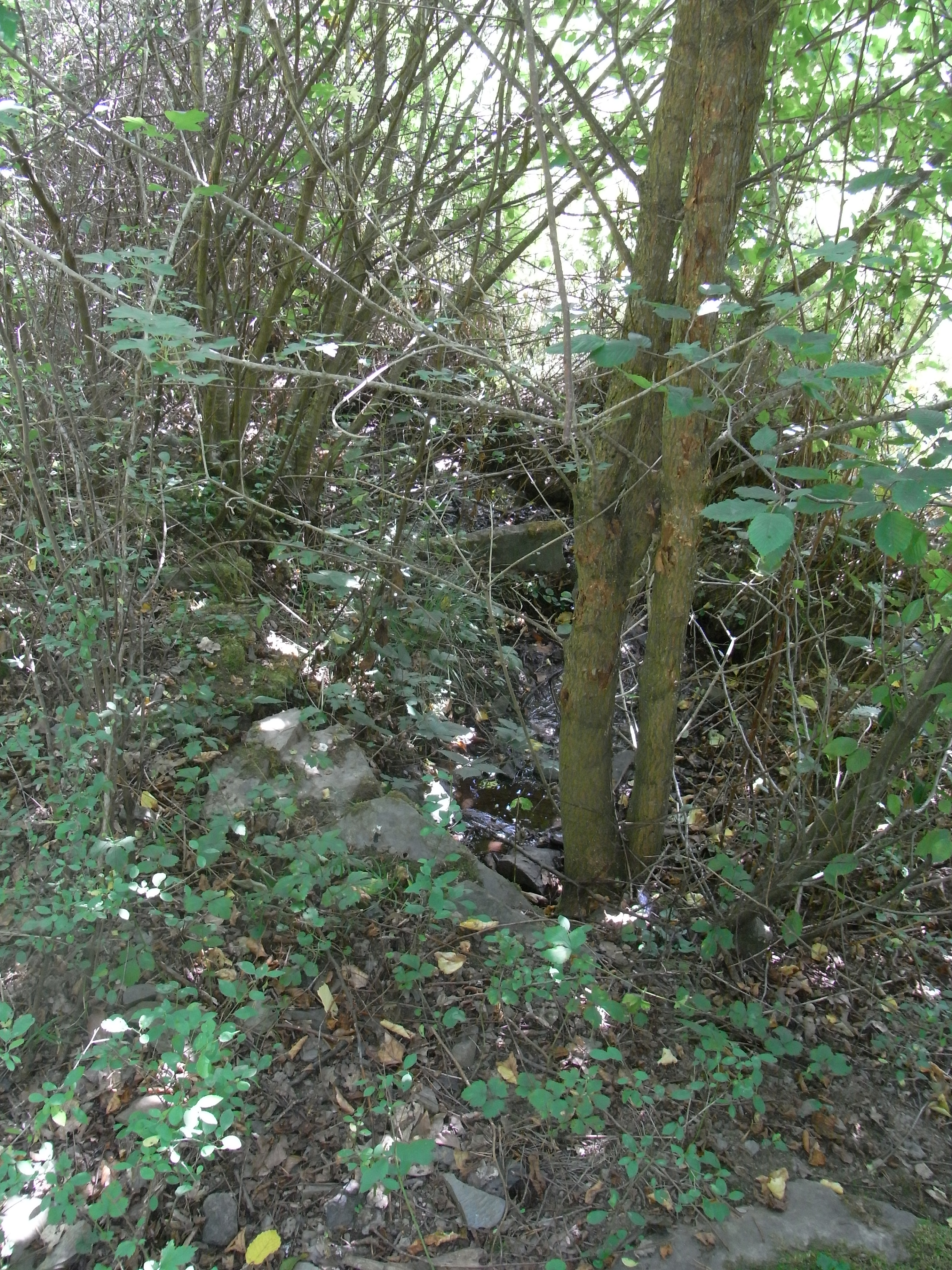
In Michelbach-Aue

- ein namenloser Bach vom Mühlkopf[16] (links), etwa 200 m,[2] Fluss-km 3,65

Der Ursprung des Bachs ⊙ liegt in der Innenseite einer Kurve eines Waldwegs vom Gewann Im Wellenhain über der Brücke nach Maibach im FFH-Gebiet Nummer 5617-303, Usa zwischen Wernborn und Ober-Mörlen auf 342 m ü. NHN, etwa ⅓ km vom Gipfel des Mühlkopfs entfernt in Maibacher Boden. Von der Bergseite des Wegs führt ein Durchlass zur Quellmulde. Der Lauf des Rinnsals führt relativ geradlinig in einer flachen Mulde durch einen Laubwald in südwestlicher Richtung hinab ins Michelbachtal, wobei es, trotz einiger Sickerquellen, versiegt. Am Weg auf der Ostseite des Michelbachtals mündet das trockene Bachbett in einen Durchlass. Auf der anderen Wegseite liegt noch ein Absturz vor dem steinigen Bett des Michelbachs.

Der namenlose Bach vom Mühlkopf
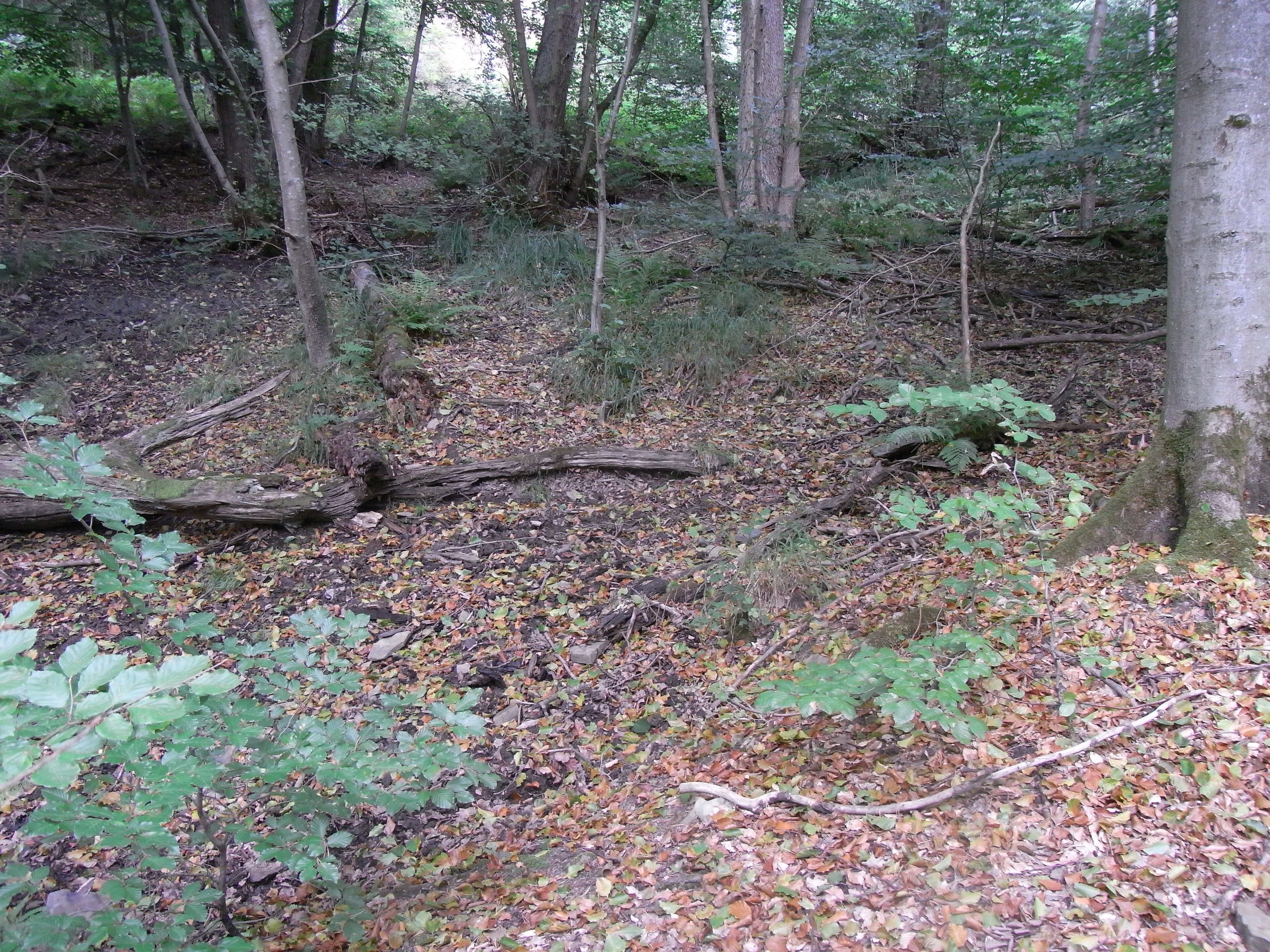
Quellgebiet
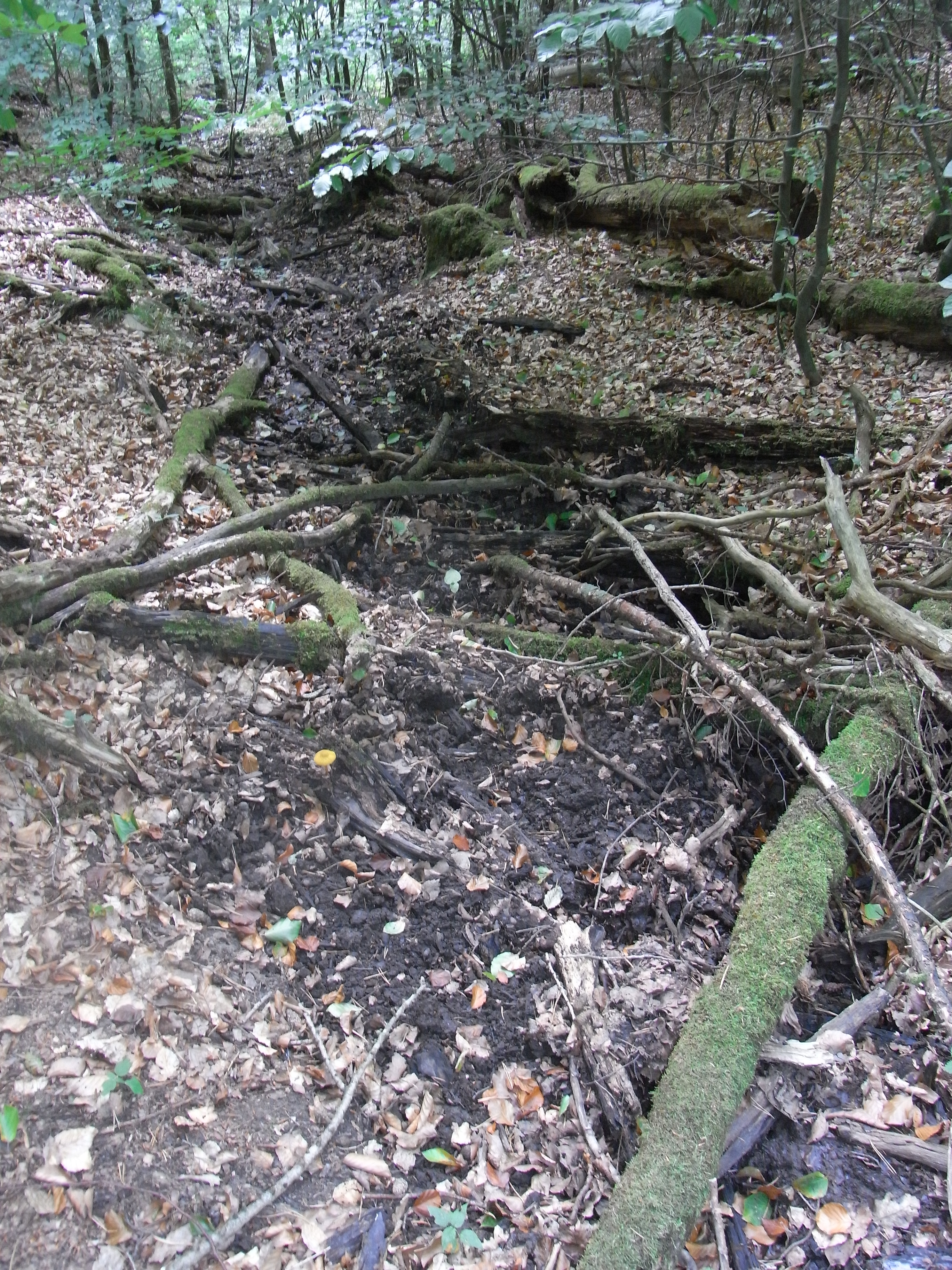
Mittelgebiet
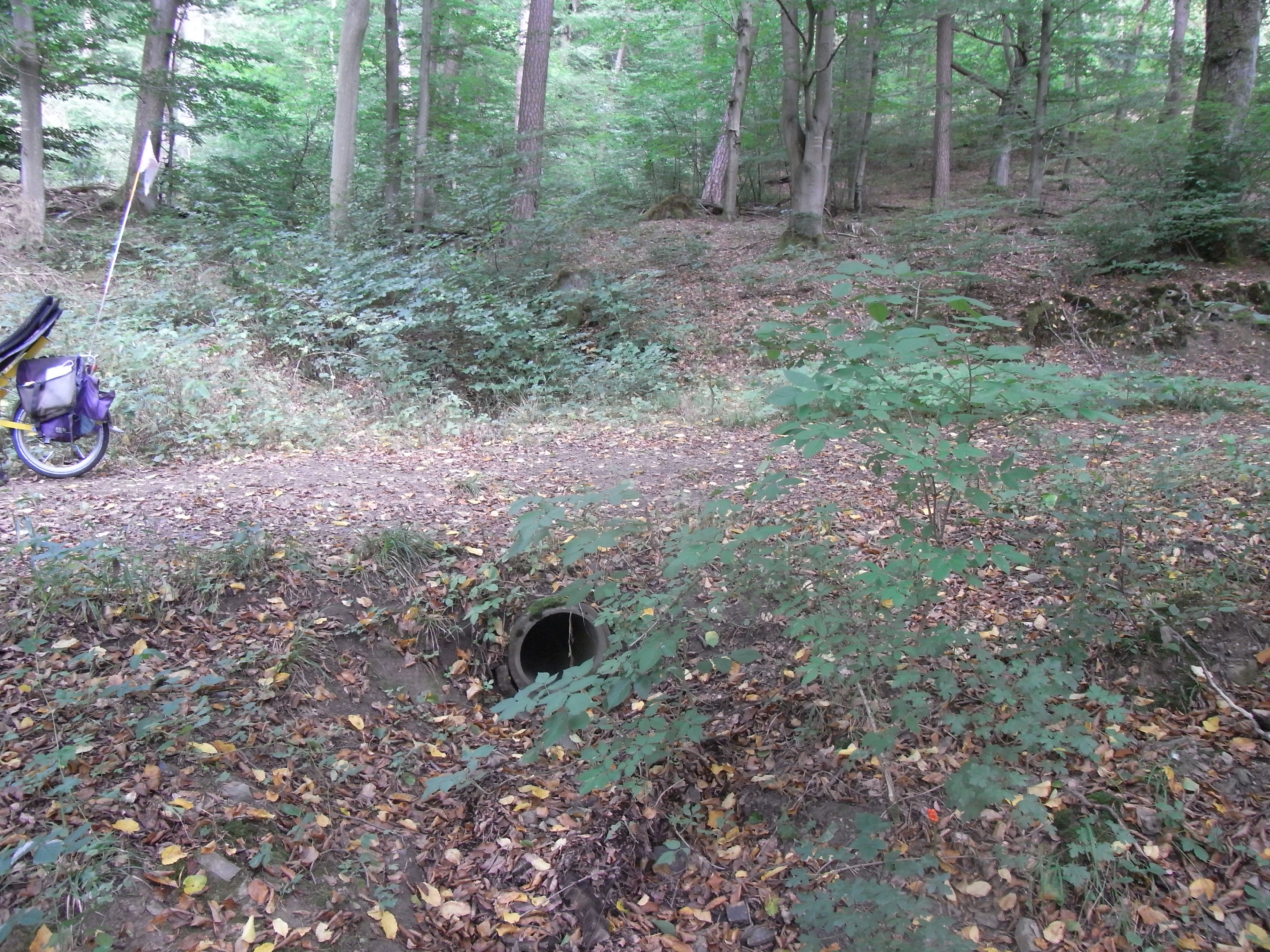
Mündungsgebiet

- Gewässer 24848294[23] (links), etwa ½ km,[2] Fluss-km 3,05

Der Bach entspringt am Westrand von Maibach einem Abhang zu einer Wiese hinauf (Gewann Löwenäcker), etwa ½ km südöstlich des Mühlkopf-Gipfels auf 341 m ü. NHN in Maibach in einem Mischwald. Aus der ursprünglichen Abflussrichtung Südwest durch den Mischwald wird bald Süd. So unterquert er nach etwa 100 m auf 331 m ü. NHN in einem Durchlass den Waldweg vom Gewann Im Wellenhain über der Brücke nach Maibach und nochmals 100 m weiter auf 310 m ü. NHN den asphaltierten Eschbacher Weg von Maibach hinab ins Tal des Michelbachs (und weiter). In einem Durchlass wechselt er auf die Südostseite des Wegs und bleibt in dessen Straßengraben, bis das Gewässer an der alten Bogenbrücke in den Michelbach mündet.
Sein Lauf führt nicht wg. einer Schwerkraftanomalie über das Eichköpfchen, wie es WRRL- und Natureg-Viewer darstellen und er gabelt sich auch nicht. Der Unterlauf dieses Gewässers existiert und hat einen Oberlauf. Dieses andere Gewässer 24848294 mündet in das folgende Gewässer 248482942 und wird dort beschrieben.

Das Gewässer GWZ 24848294
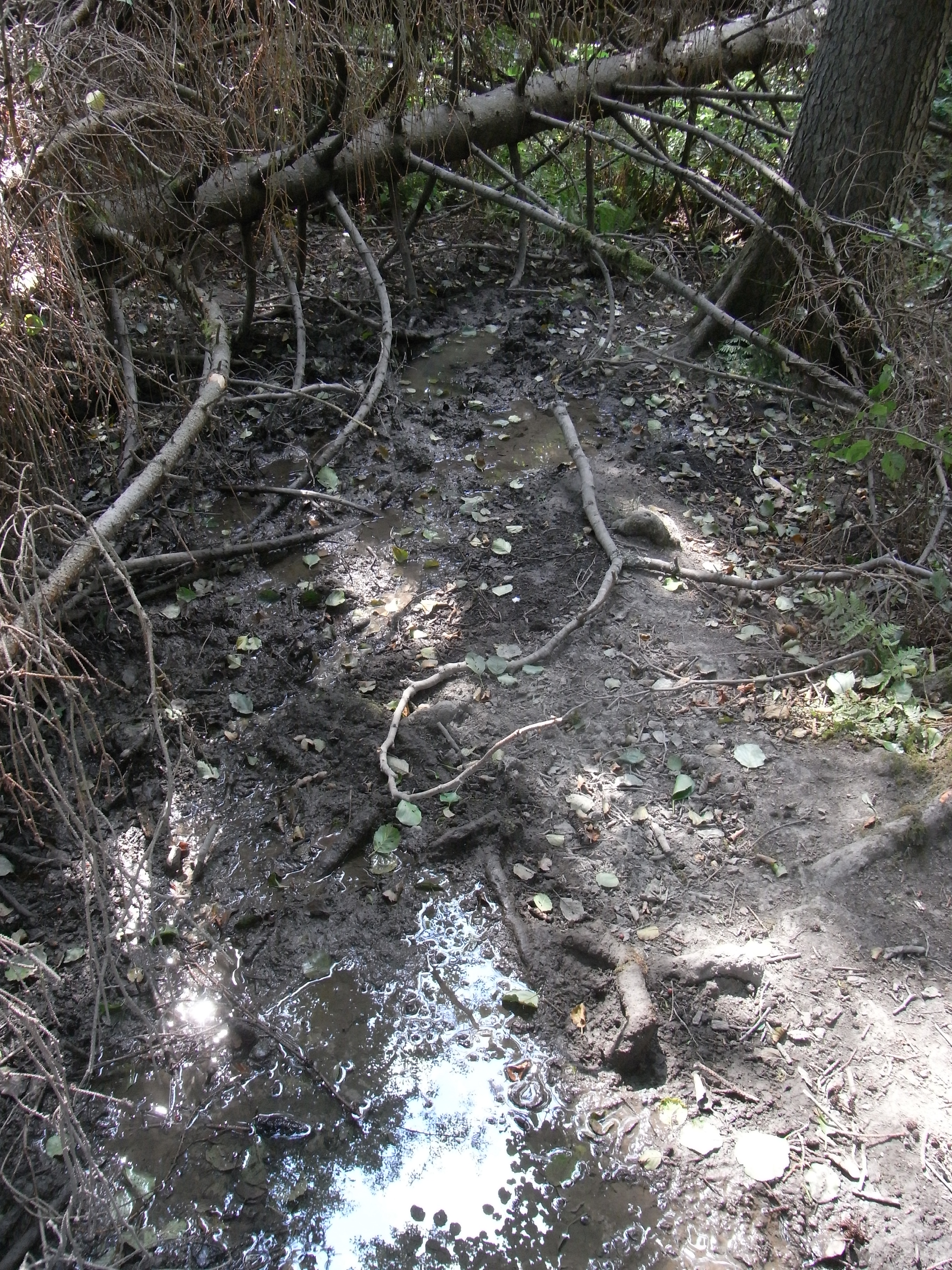
Quelle mit Abfluss
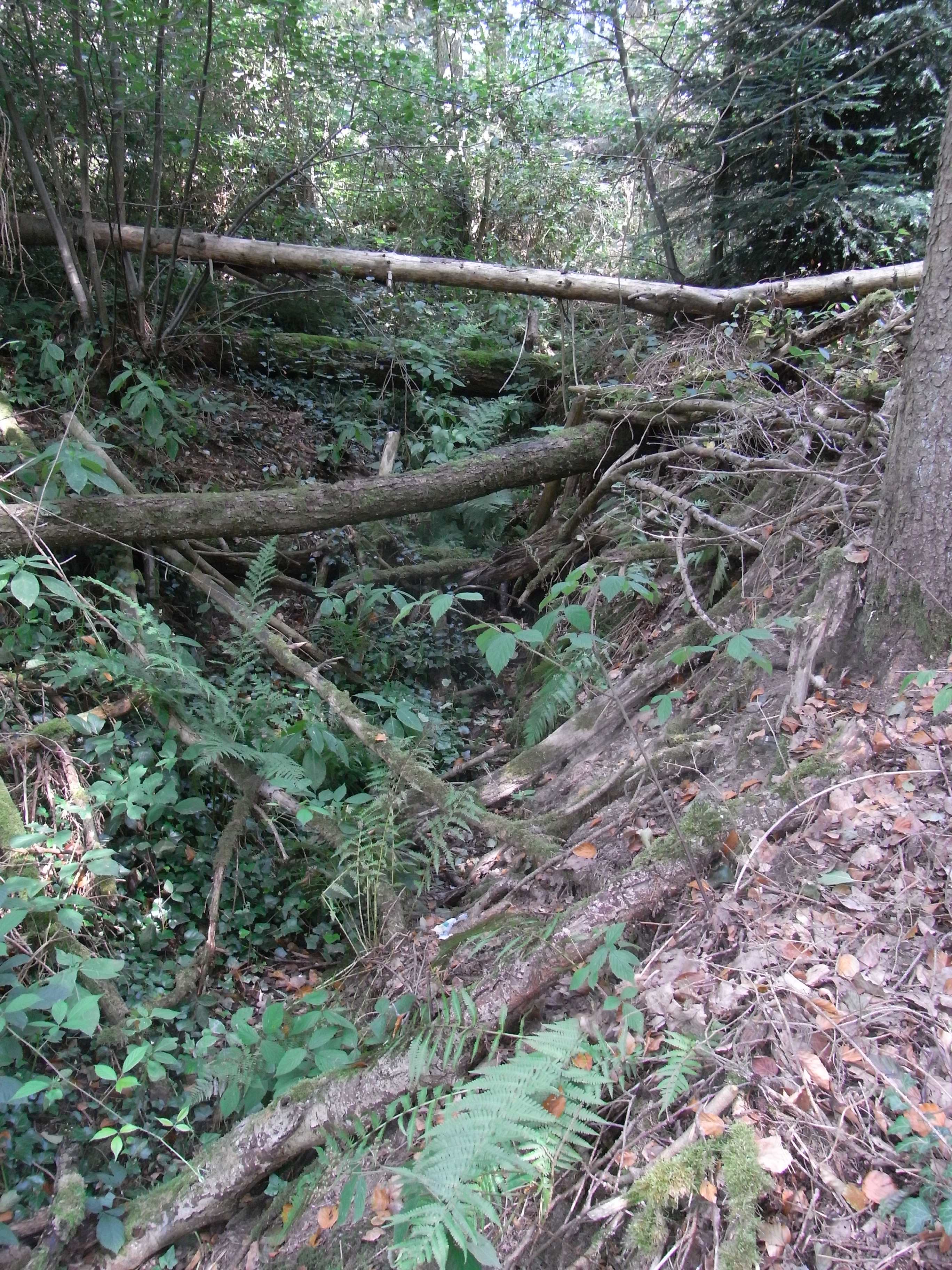
Unterhalb Quelle
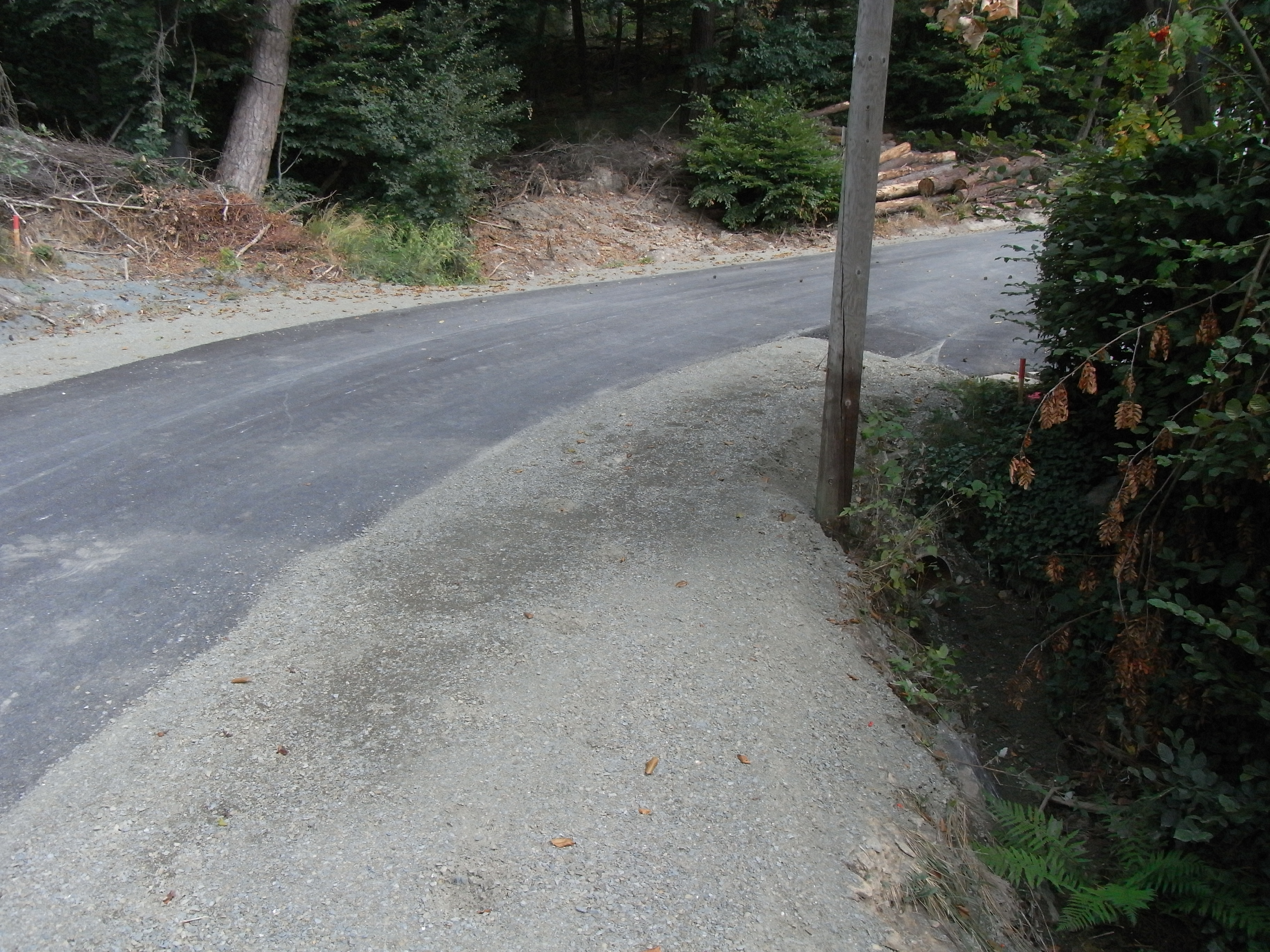
Am Waldrand
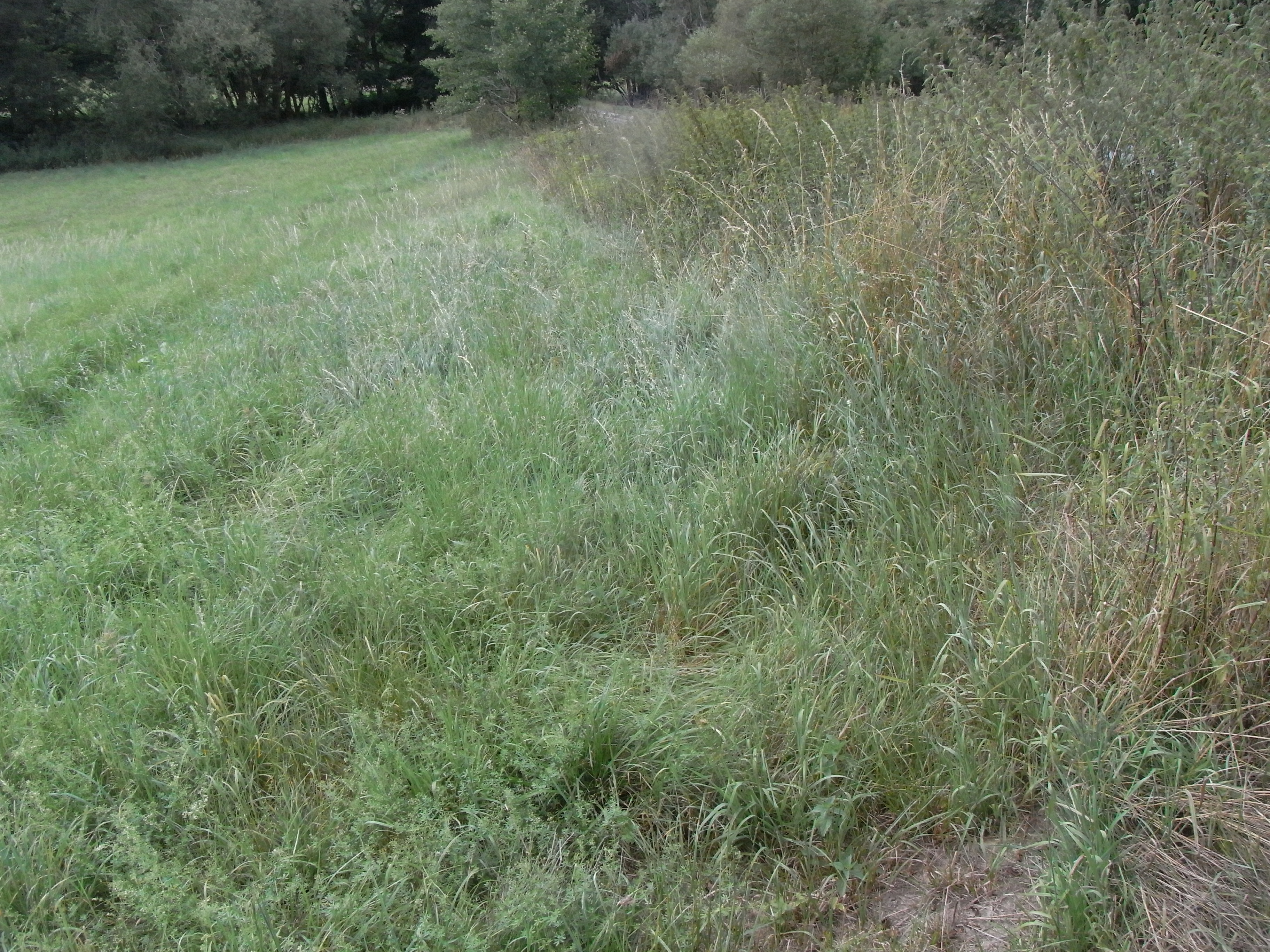
Zur Mündung

- Gewässer 248482942[25] aus Maibach (links), etwa 800 m,[2] Fluss-km 2,45

Die Anfänge des Bachs sind am südlichen Ortsrand von Maibach, in einem Straßengraben, an der Rückseite langer bebauter Grundstücke, die an der Ortsdurchfahrt Alt-Maibach beginnen und sich südwärts zum Gewann Im Suder erstrecken, in Form von Sickerquellen auf 324 m ü. NHN⊙. Nahe dem Feldweg in Nord-Süd-Richtung an der ersten Rechtsbiegung des Gewässers ist in den Graben eine Art Quellfassung ⊙ eingelassen, in der eine Vielzahl Wasserschnecken lebt. Wenige Meter weiter nördlich beginnt als Durchlass unter dem Feldweg eine fast 100 m lange Verrohrung, die am Ende eines Grabens am westlichen Ortsrand von Maibach endet, das als alte Trockenmauer ausgeführt wurde ⊙. Zwischen einem unbefestigten Weg im Norden und dem asphaltierten Weg zur Kläranlage im Süden setzt sich der Graben in der Flur Bornwiese nach Südwesten fort, entlang des Nordwesthangs des Backofenkopfs. Bei Fluss-km 0,35 auf etwa 305 m ü. NHN mündet von rechts und von einer Pferdekoppel der Auslass eines RÜ. Darunter wird das Gefälle des Bachs größer, im steilen Hang entwickelt sich Wald und der Graben zu einem wie natürlich mäandrierenden Bach. Auf einer Wiese Im Rabenzahl auf 285 m ü. NHN ist der Bach in einem Bogen nach Nordwesten zum Hang des Eichköpfchens umgeleitet worden, um so Platz für die Errichtung der Maibacher Kläranlage zu schaffen. Wg. des starken Gefälles ist das Bachbett durch Holzpfosten stufenförmig ausgebaut und örtlich mit Felsbrocken befestigt worden, um so die sporadischen starken Abflüsse aus dem RÜ sicher abführen zu können. Bei Fluss-km 0,1 auf etwa 280 m ü. NHN mündet von links der Auslass der Kläranlage. Wenige dam darunter kreuzt ein unbefestigter Weg aus Nordwesten vom Eschbacher Weg. Er bringt einen Zufluss mit, der fälschlicherweise die GWZ 24848294, siehe oben, hat. Über einen krautig bewachsenen Hang vereinigt sich der Bach wie über ein Flussdelta mit diesem Zufluss, nach 100 m mündet er von links und Nordwesten per Durchlass in den Michelbach auf 269 m ü. NHN.

Das Gewässer GWZ 248482942
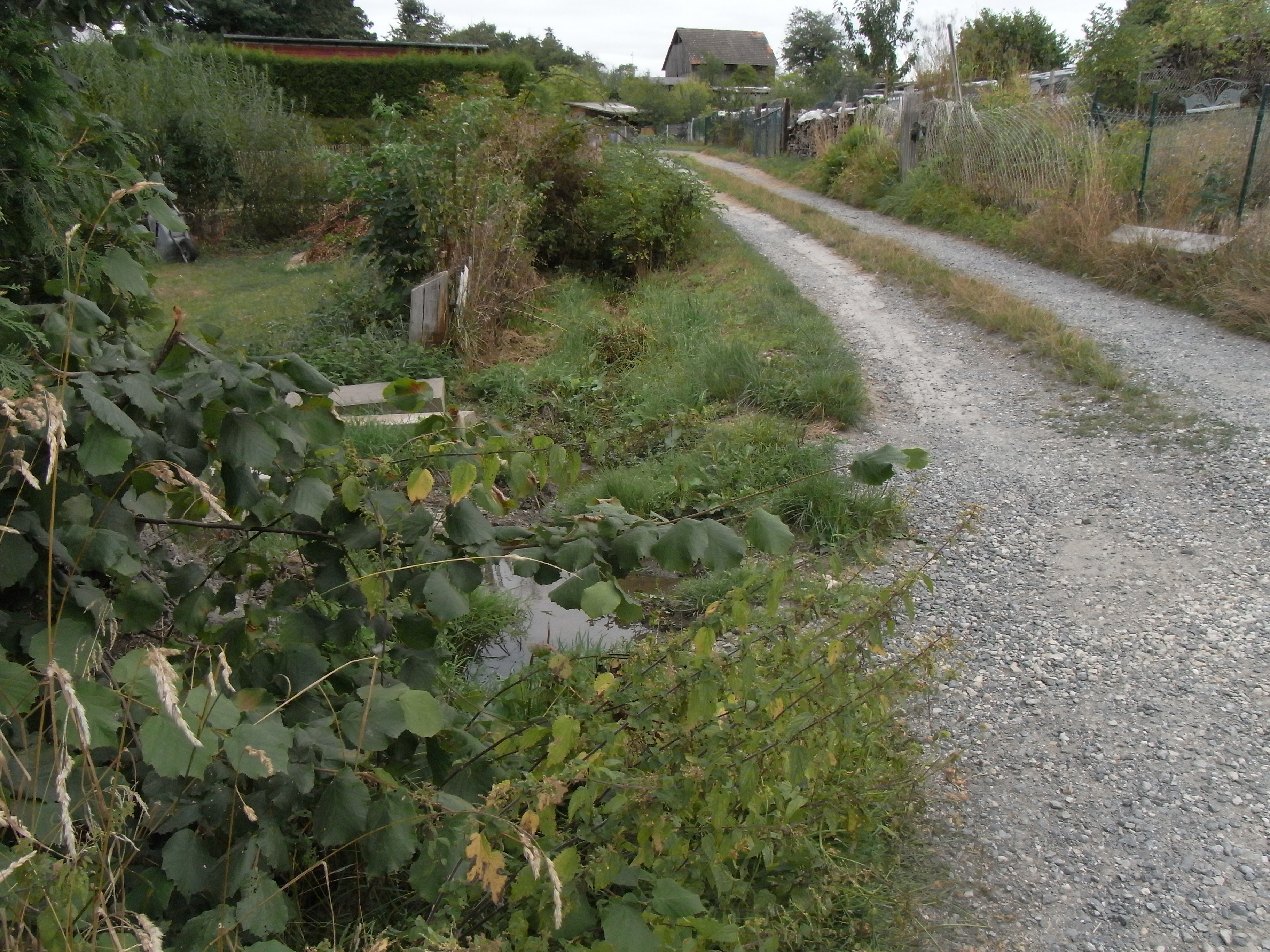
Quelle und Tümpel
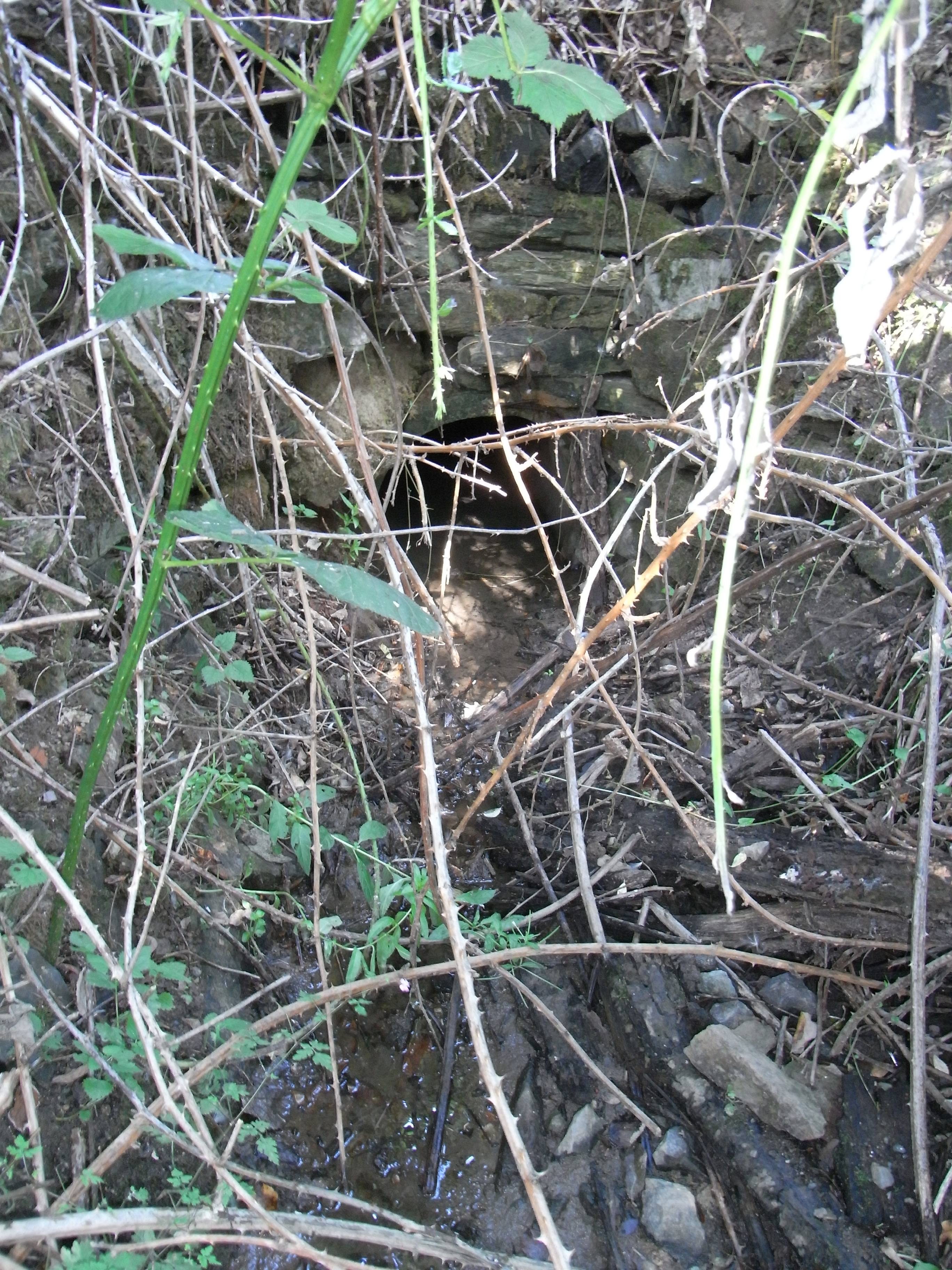
Alter Auslass
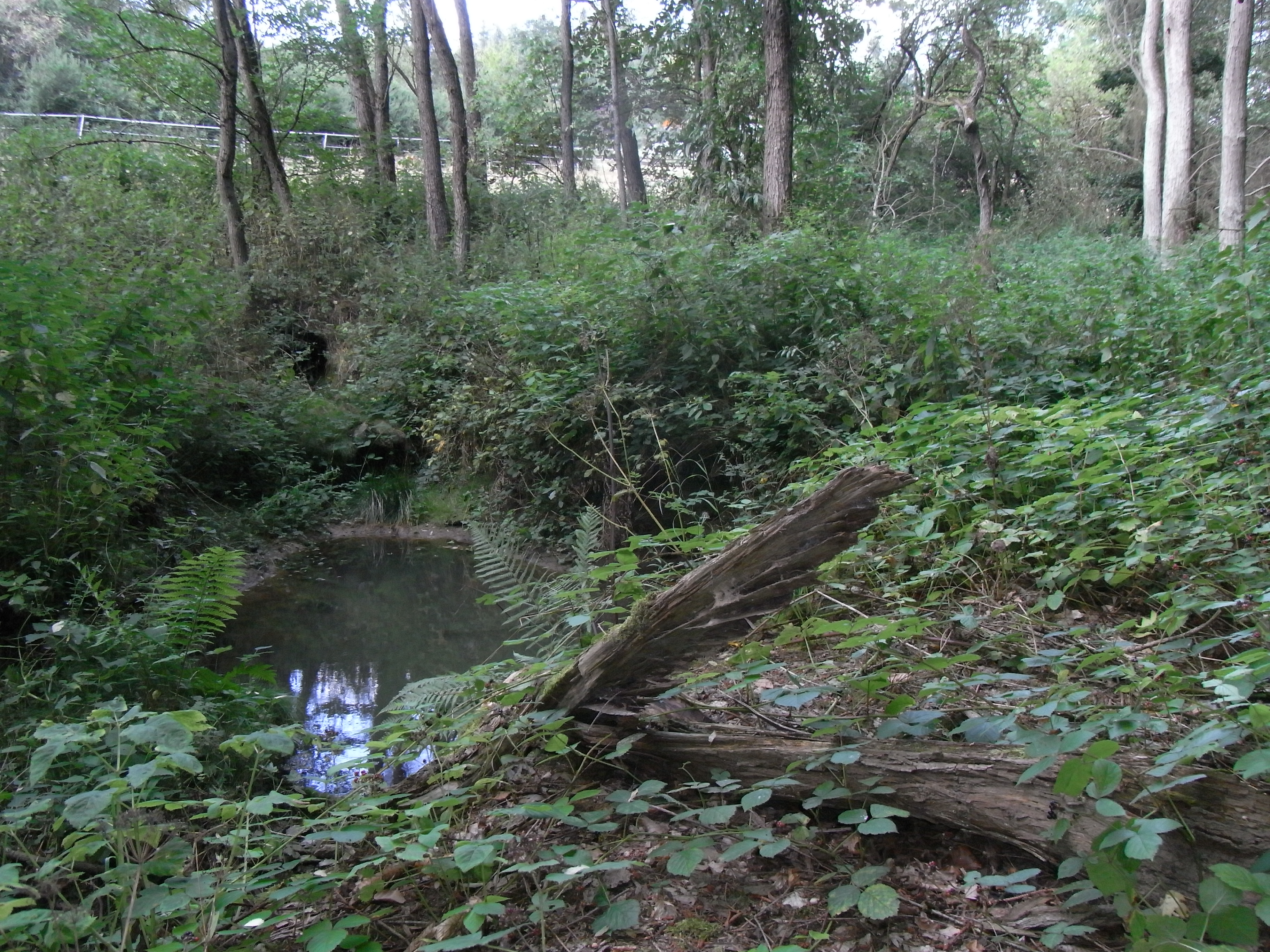
Am Auslass RÜ
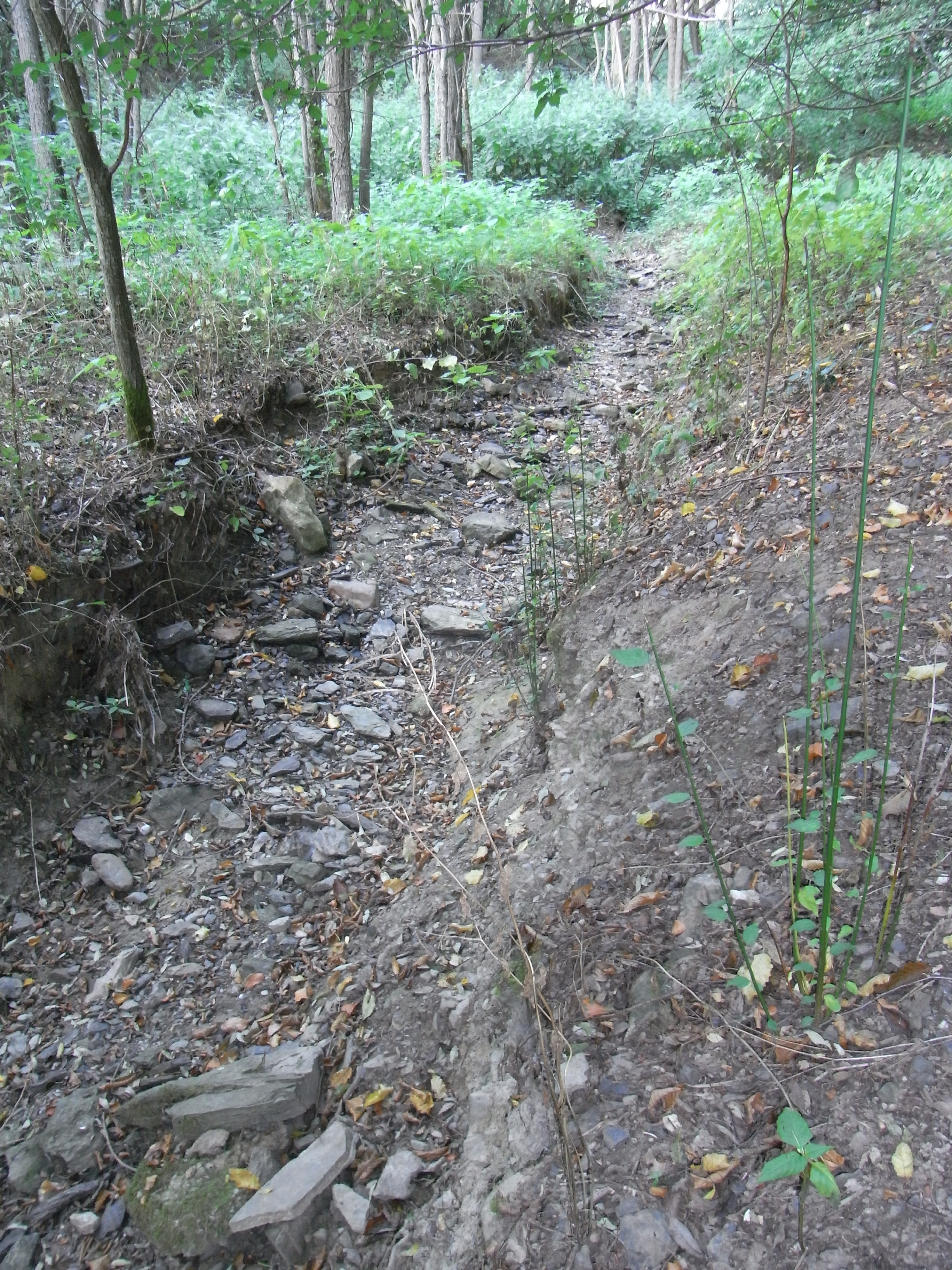
Bachbett
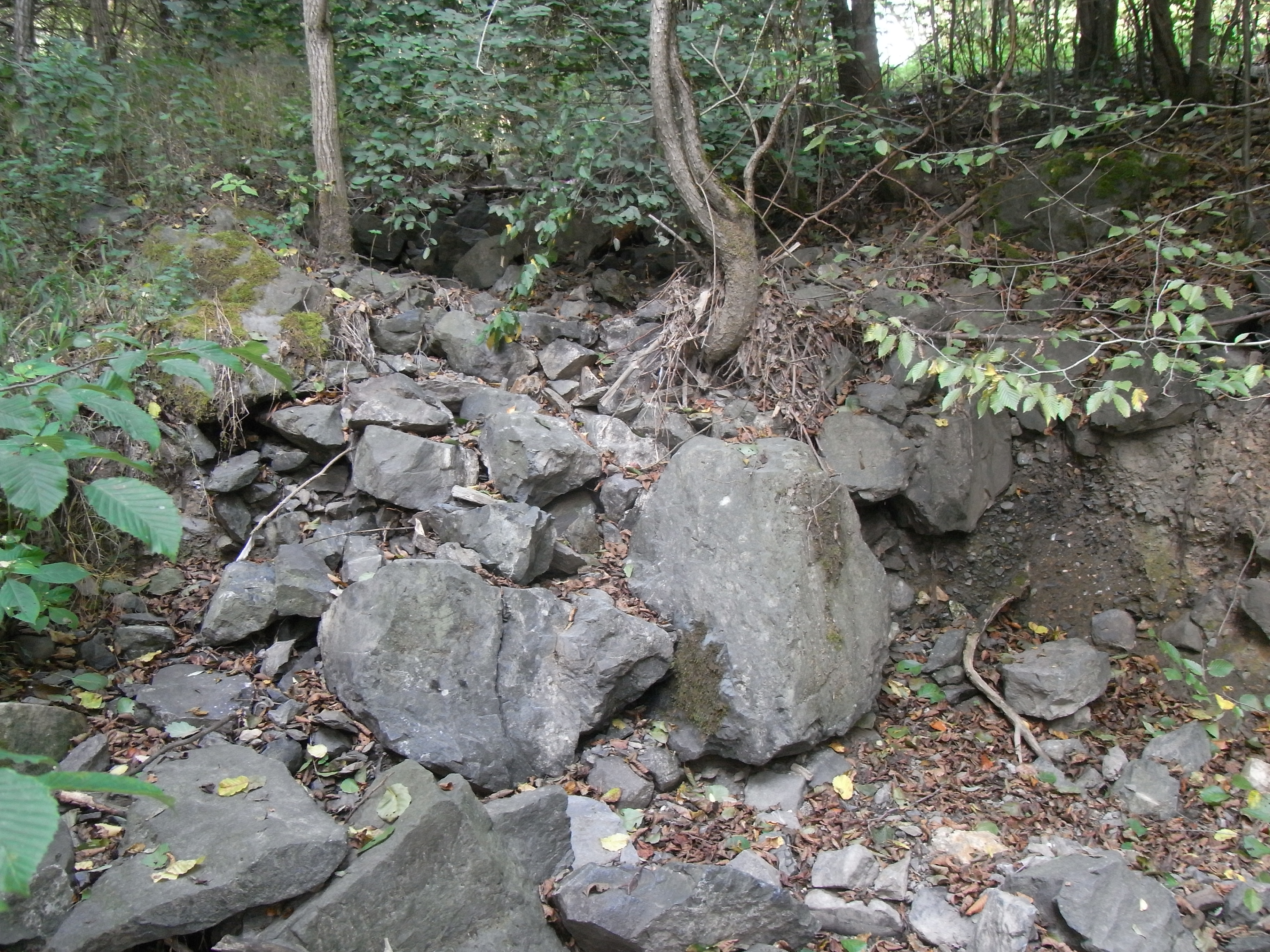
Befestigung
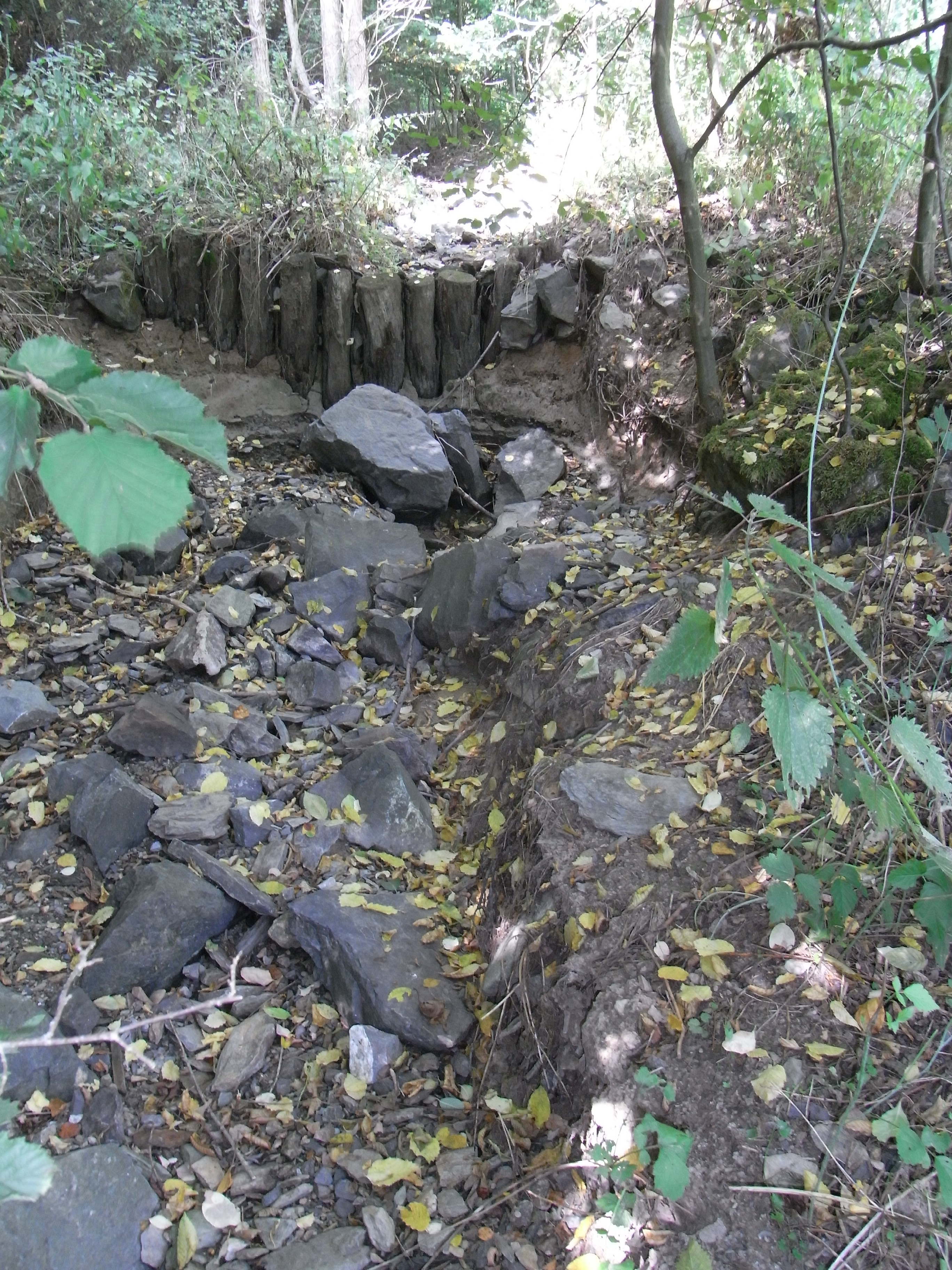
Verbau Bachbett
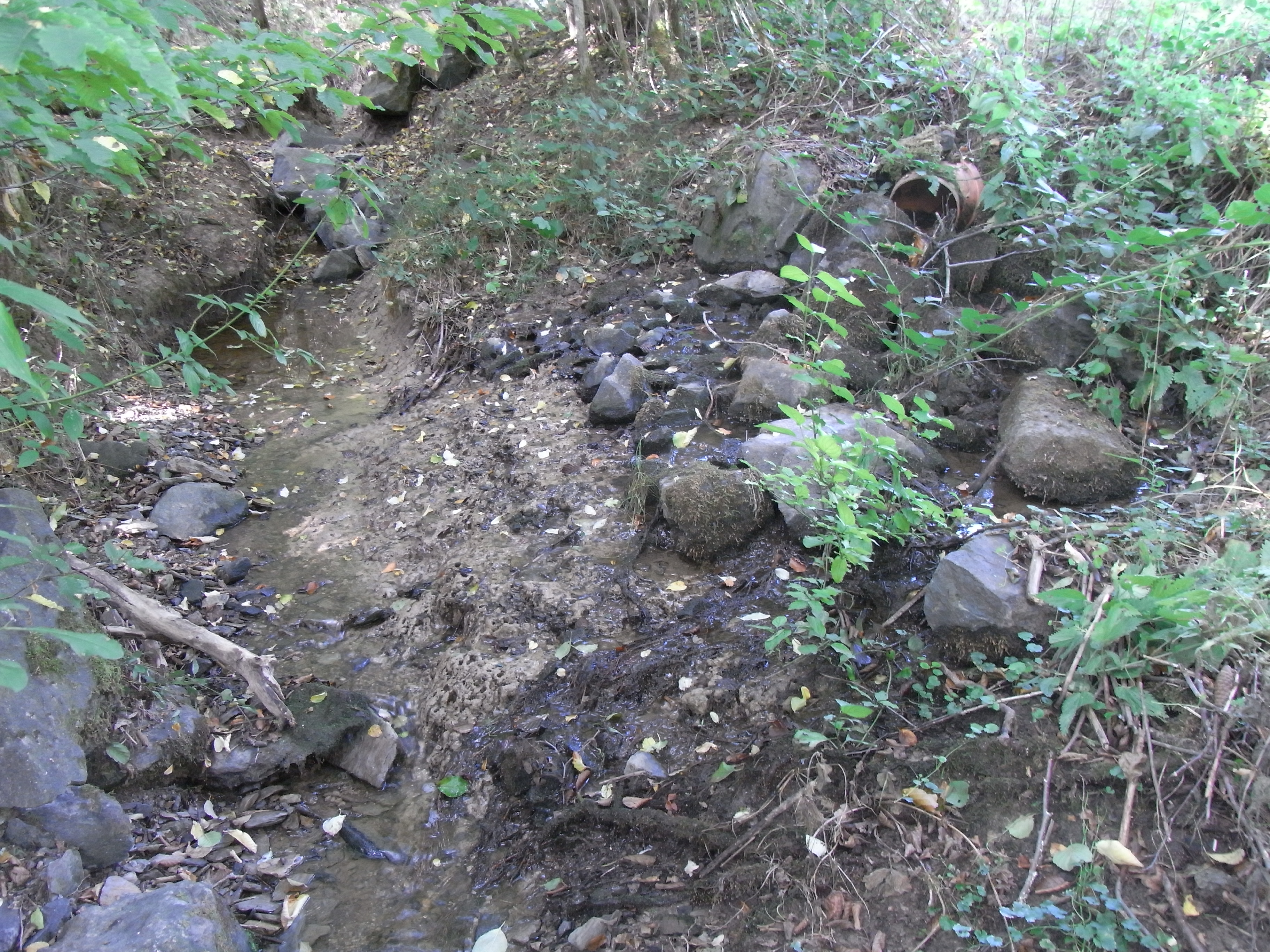
Auslass Kläranlage
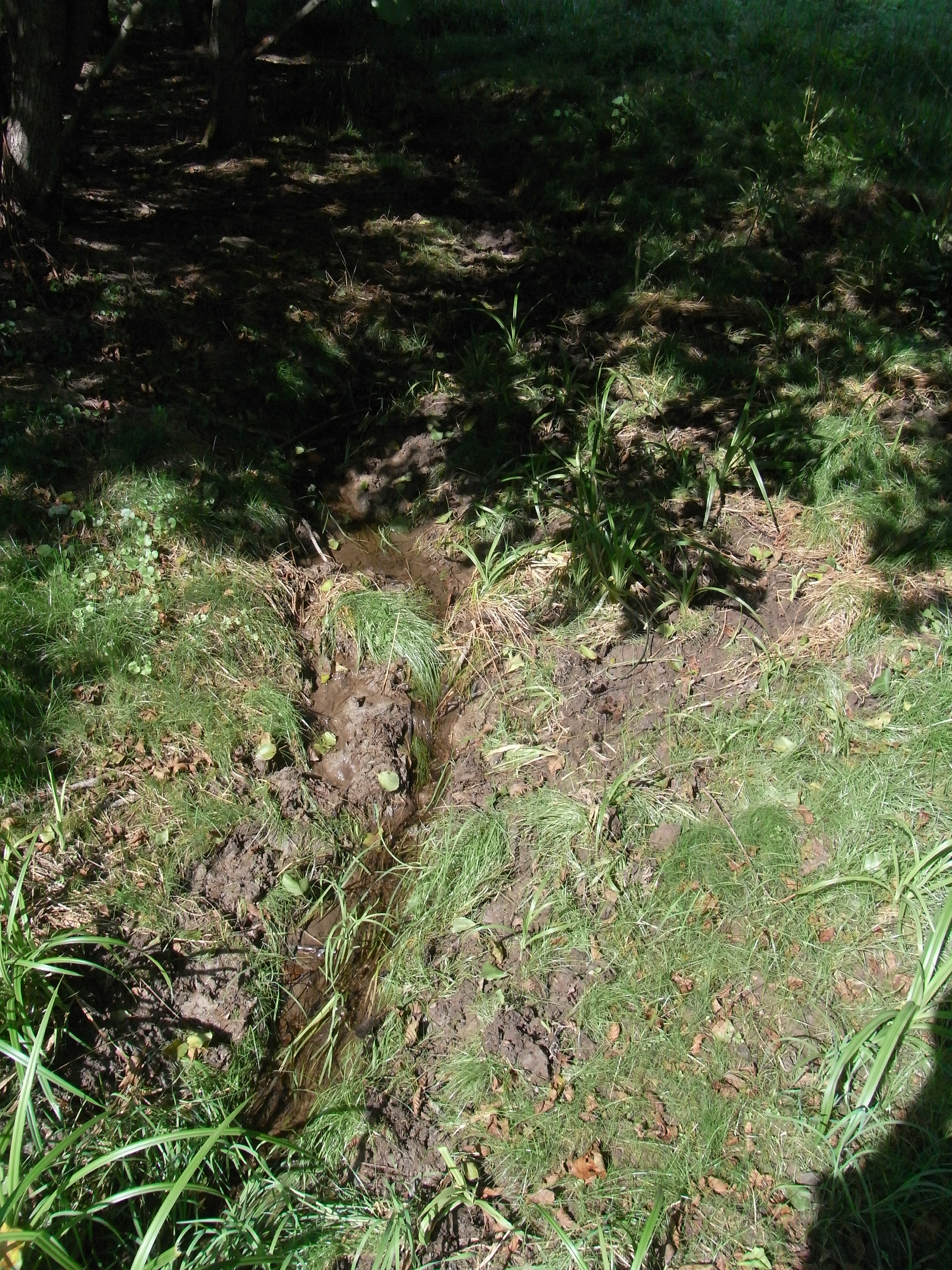
Mündungs-Delta

Der Zulauf bei Fluss-km 0,1 beginnt südwestlich von Maibach an zwei Stellen. Die nördliche Quelle liegt auf 296 m ü. NHN in einem Gebüsch am Ostrand einer Wiese unterhalb einer 2020 noch jungen Zeile mit Eigenheimen an der Straße Eschbacher Weg ⊙. Die gleich hohe südliche Quelle liegt in einem Laubwald und wird als inoffizieller Kinderspielplatz benutzt ⊙. Beide liegen nördlich des Eichköpfchen benannten bewaldeten Hügels (südlich und jenseits des Michelbachtals liegt der 395 m hohe Eichkopf). Die Abflüsse beider Quellen vereinigen sich in dessen westlichem Waldrand nach je wenigen dam auf 291 m ü. NHN hier ⊙. Begleitet von einem unbefestigten Weg links und östlich etwas weiter im Wald, erreicht das Rinnsal den unbefestigten Weg vom Eschbacher Weg zur Maibacher Kläranlage und südlich am Eichköpfchen vorbei, über den es ohne Durchlass geführt wird. Im Gebüsch unterhalb des Wegs und am Nordrand der Michelbach-Aue fließt es fast 200 m parallel zum Michelbach. Dann löst es sich in einem geradlinigen Graben südwärts vom Waldrand und nimmt nach 150 m von links und Nordosten einen etwa 90 m langen Graben aus der Michelbach-Aue von südlich des Eichköpfchens auf. Etwa 100 m weiter mündet er von rechts in das Gewässer 248482942 aus Maibach und von der Maibacher Kläranlage.

Der Zulauf zum Gewässer GWZ 248482942
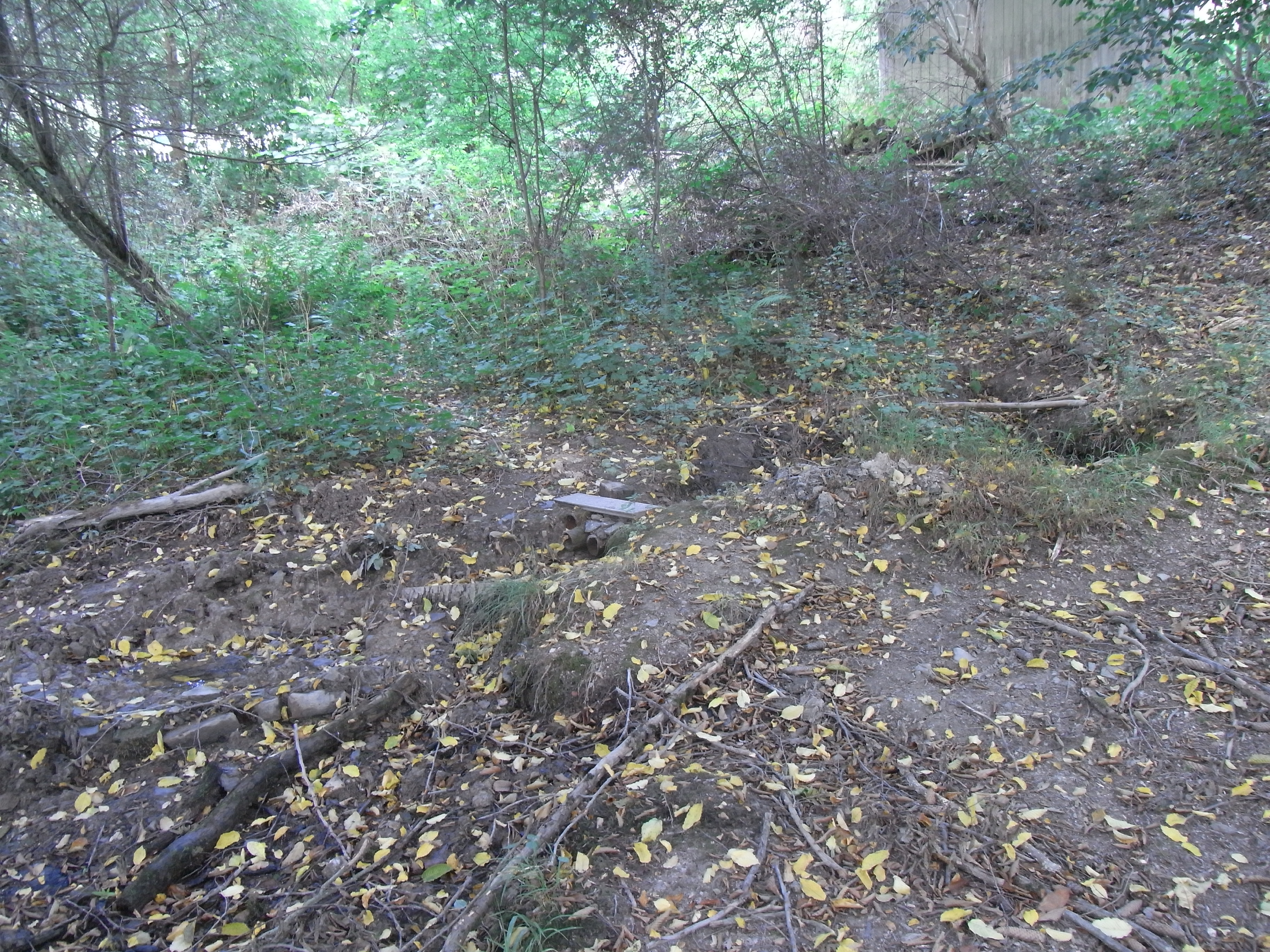
Eine Quelle
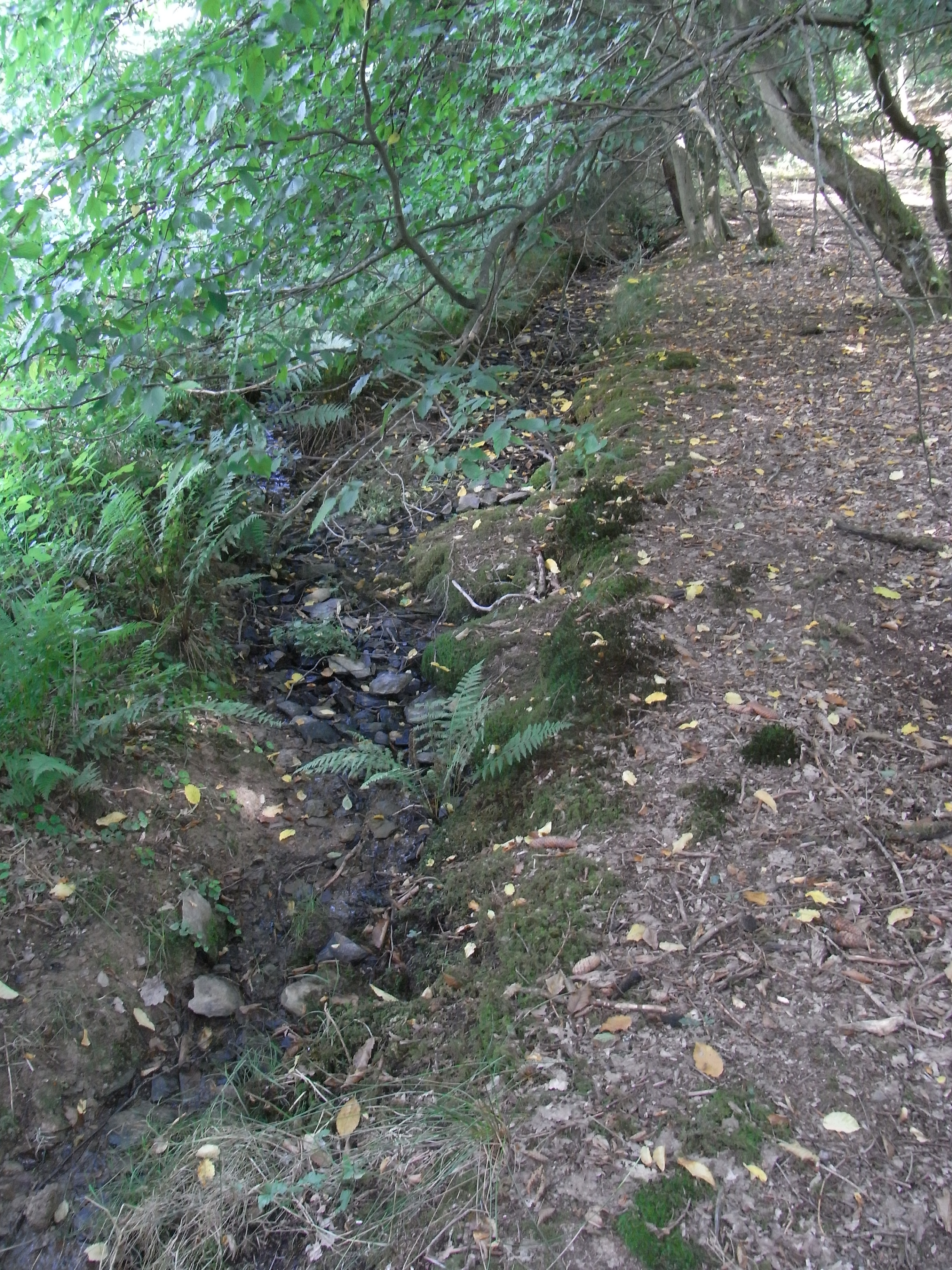
Zusammenfluss
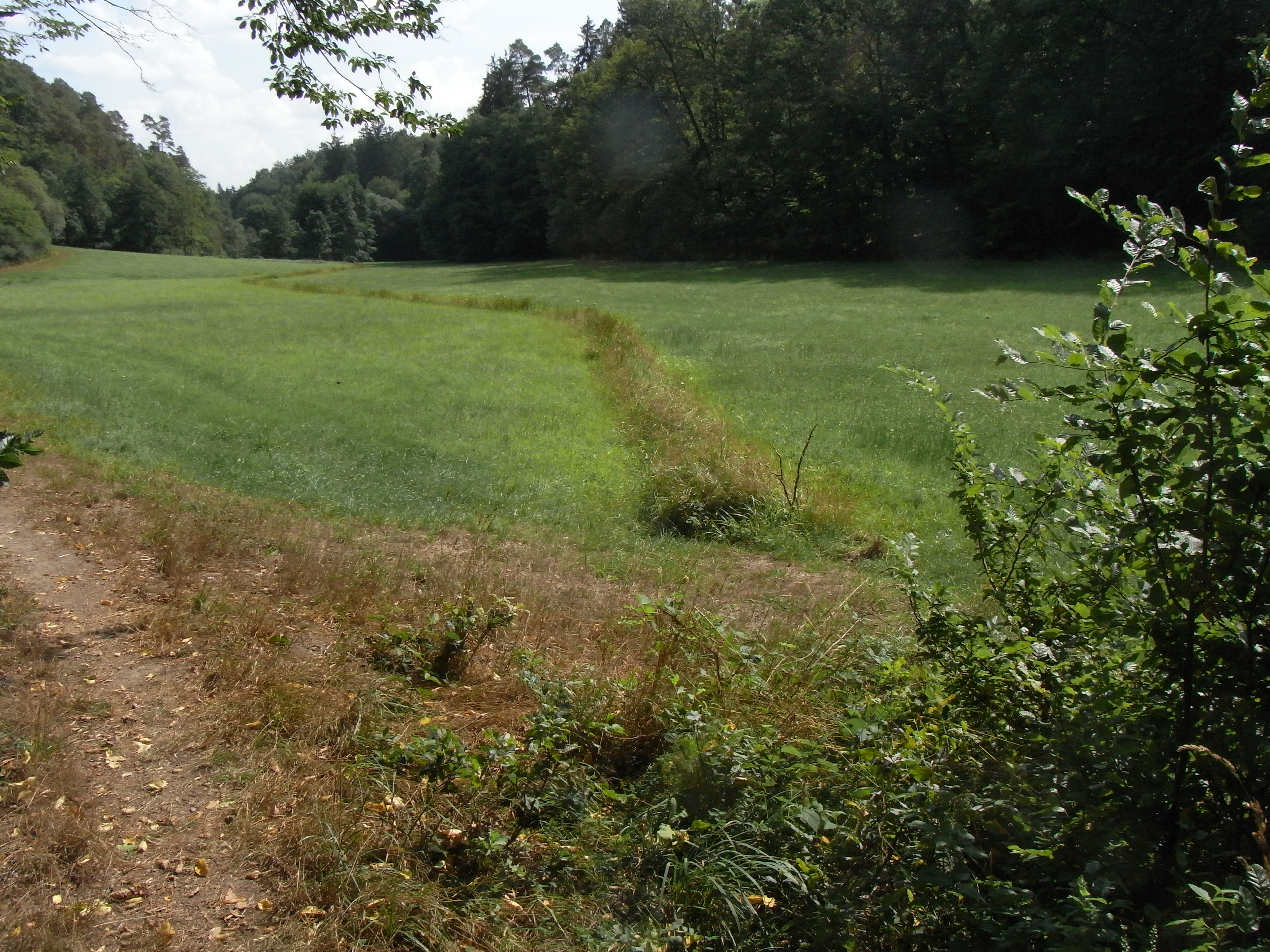
In der Au
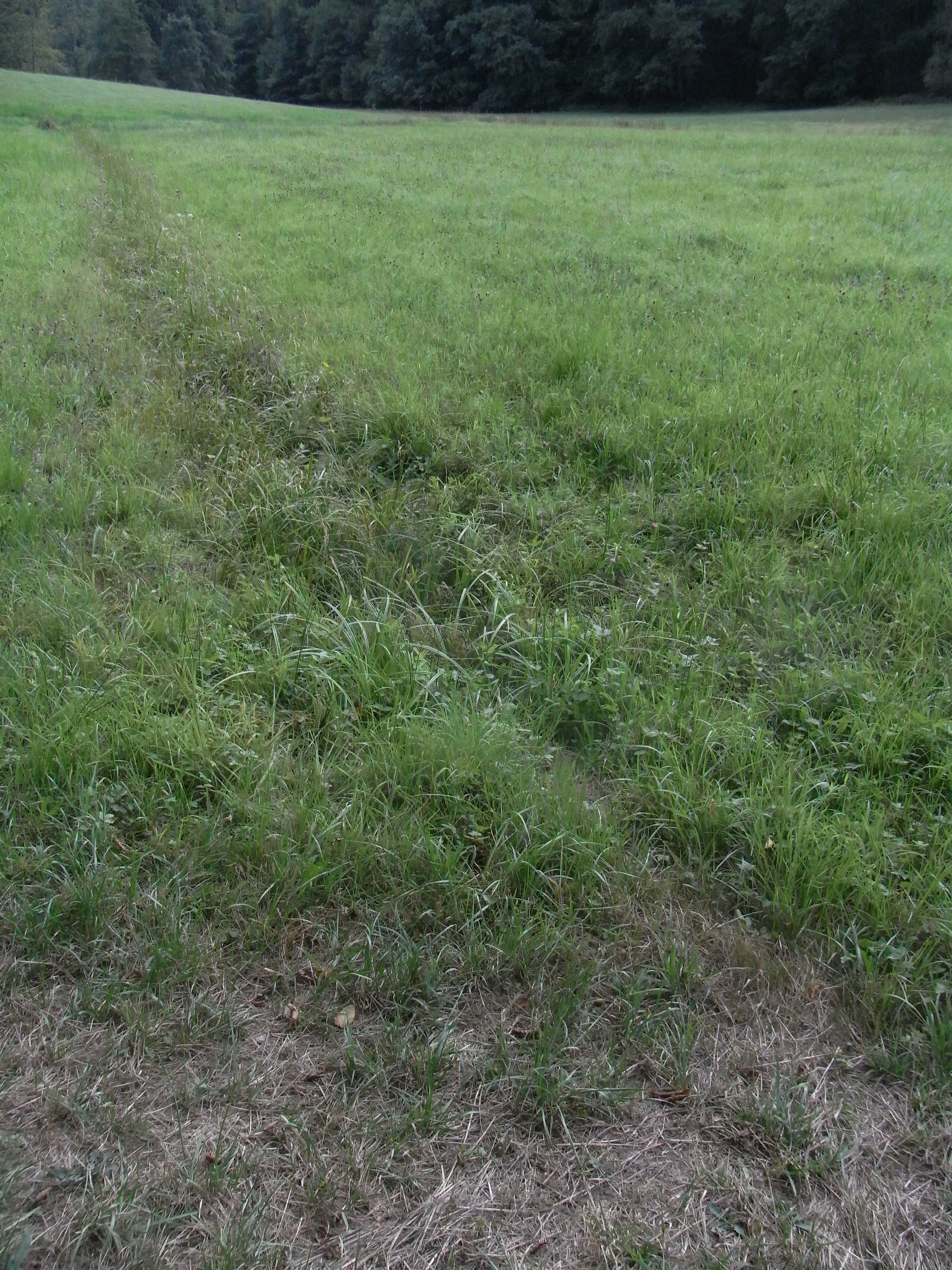
Zufluss aus der Au

- ein namenloser Bach aus dem Gewann Am Dieflus[26] (links), etwa ½ km,[2] Fluss-km 2,3

Am Südrand von Äckern in einem flachen Tal zwischen dem Backofenkopf im Nordwesten und dem Bernhardskopf im Süden entspringt das Gewässer an dessen nördlichem Waldrand auf 312 m ü. NHN Höhe in einem lang gezogenen Graben auf Maibacher Grund. Unterhalb des südwestlichen Ecks des Ackers finden sich Sickerquellen, in die der Abfluss des Quellgrabens mündet. Darunter liegen frei gelegte Tonröhren von alten Dränagen am Bachlauf, weiter darunter geht der hohe Laubbaumbestand des Mischwaldes in einen Nadelwald über, der 2020 im steilen Hang zum Michelbach weitgehend abgeholzt ist. Unweit des Michelbach-Talbodens versickert das Rinnsal im Sommer nahe der Grenze zum Usinger Ortsteil Wernborn. Darunter wird es in einer Kurve um den Südsporn des Backofenkopfs dem Michelbach zugeführt, in den er von links und Nordosten auf dem eingezäunten Teichgelände von „Naturefish“ mündet. Der namenlose Bach wird am rechten Ufer ab dem Acker von einem unbefestigten Waldweg ins Michelbachtal begleitet, bis am Bergsporn der Weg nordwärts stärker abrückt.

Der namenlose Bach aus dem Gewann „Am Dieflus
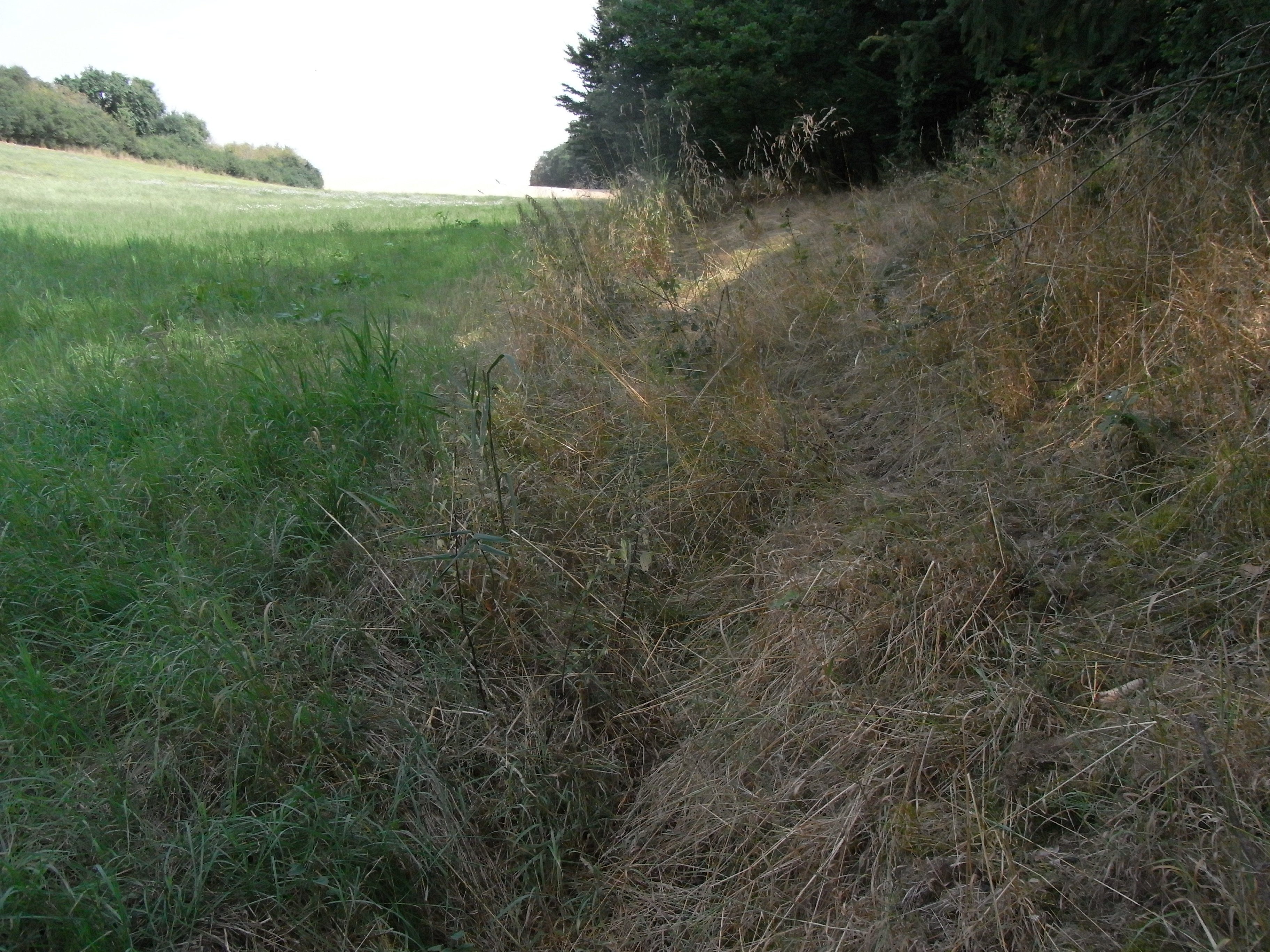
Quellen-Lage
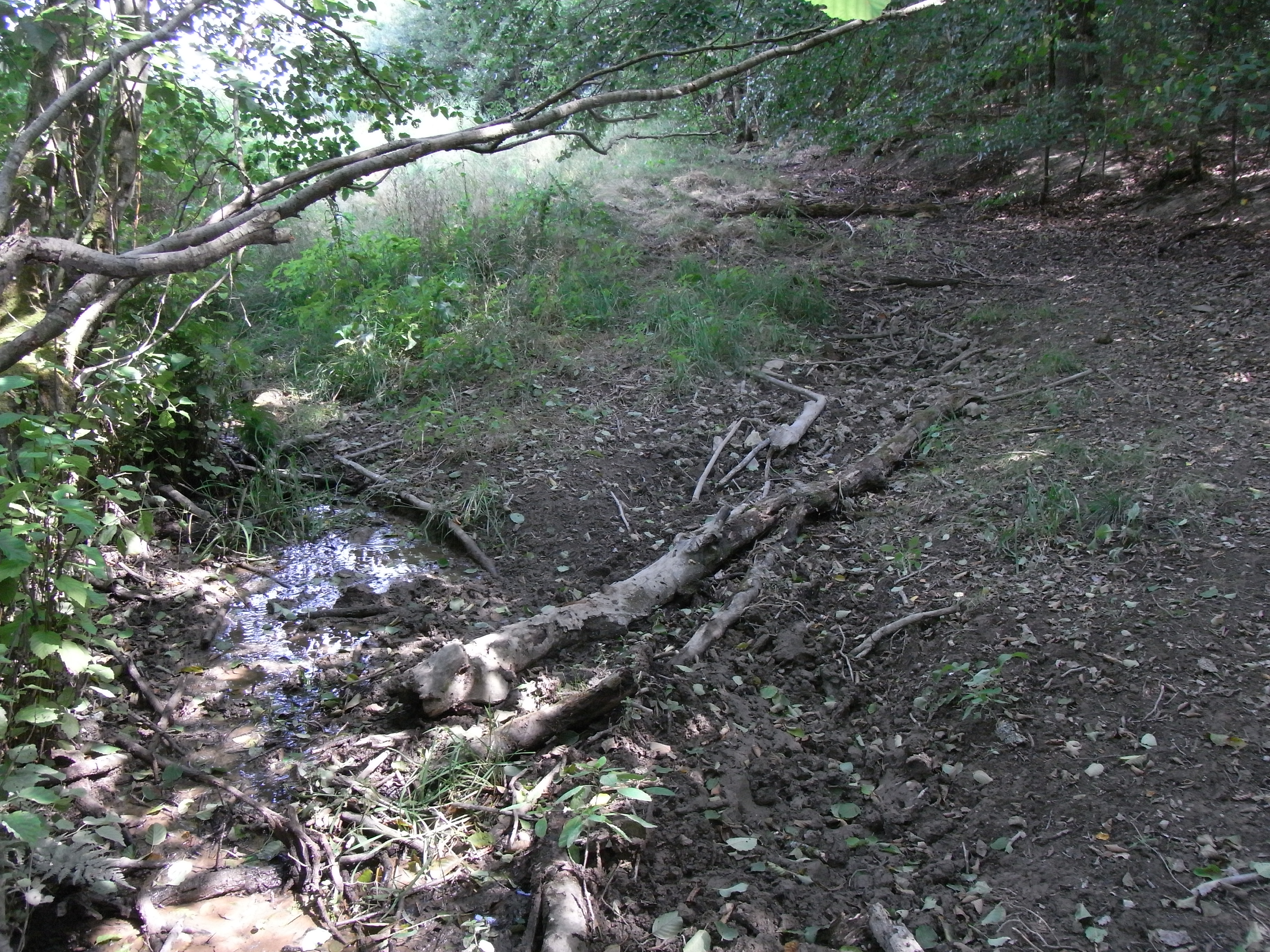
Vereinigung
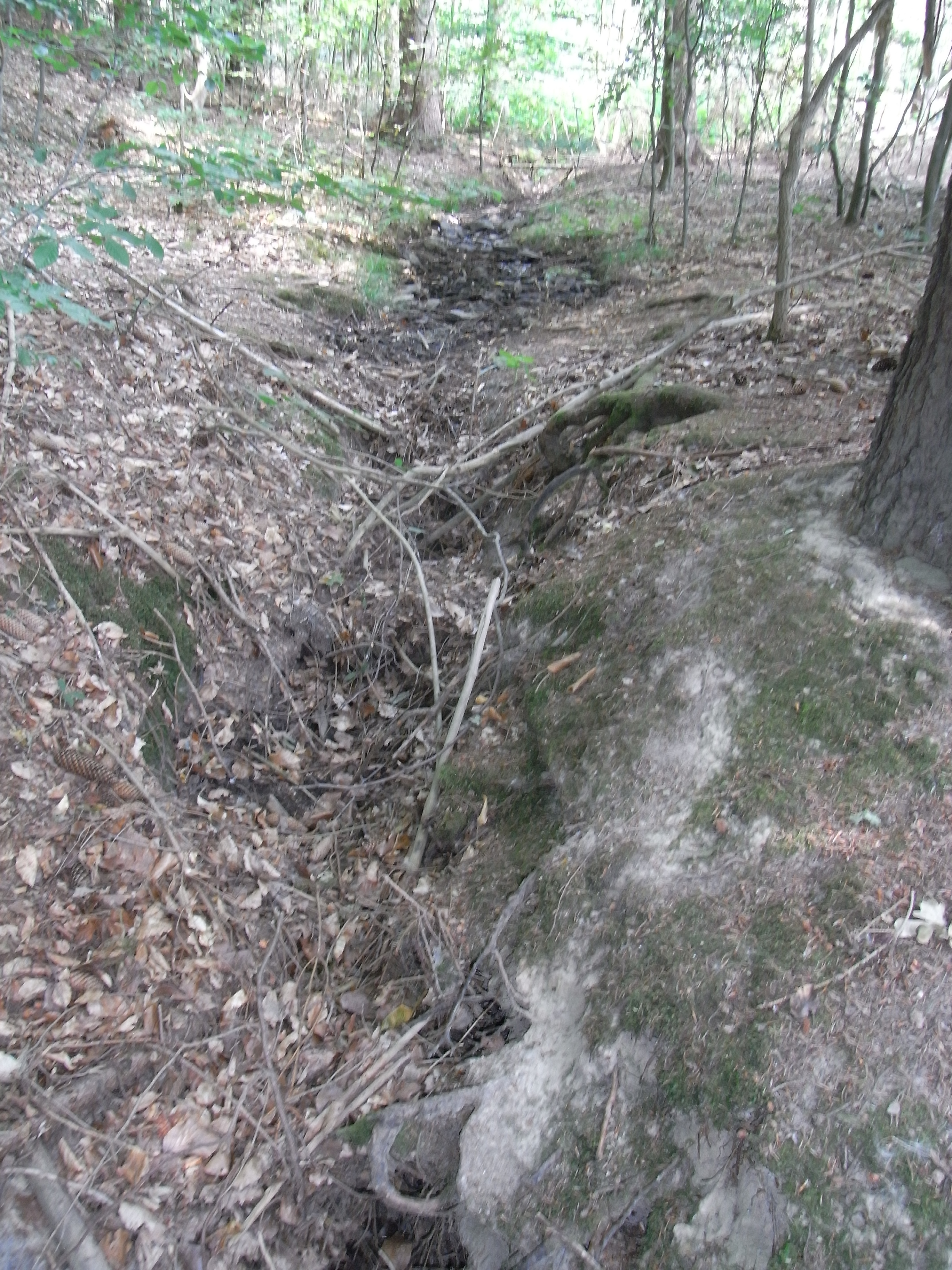
Versickerung
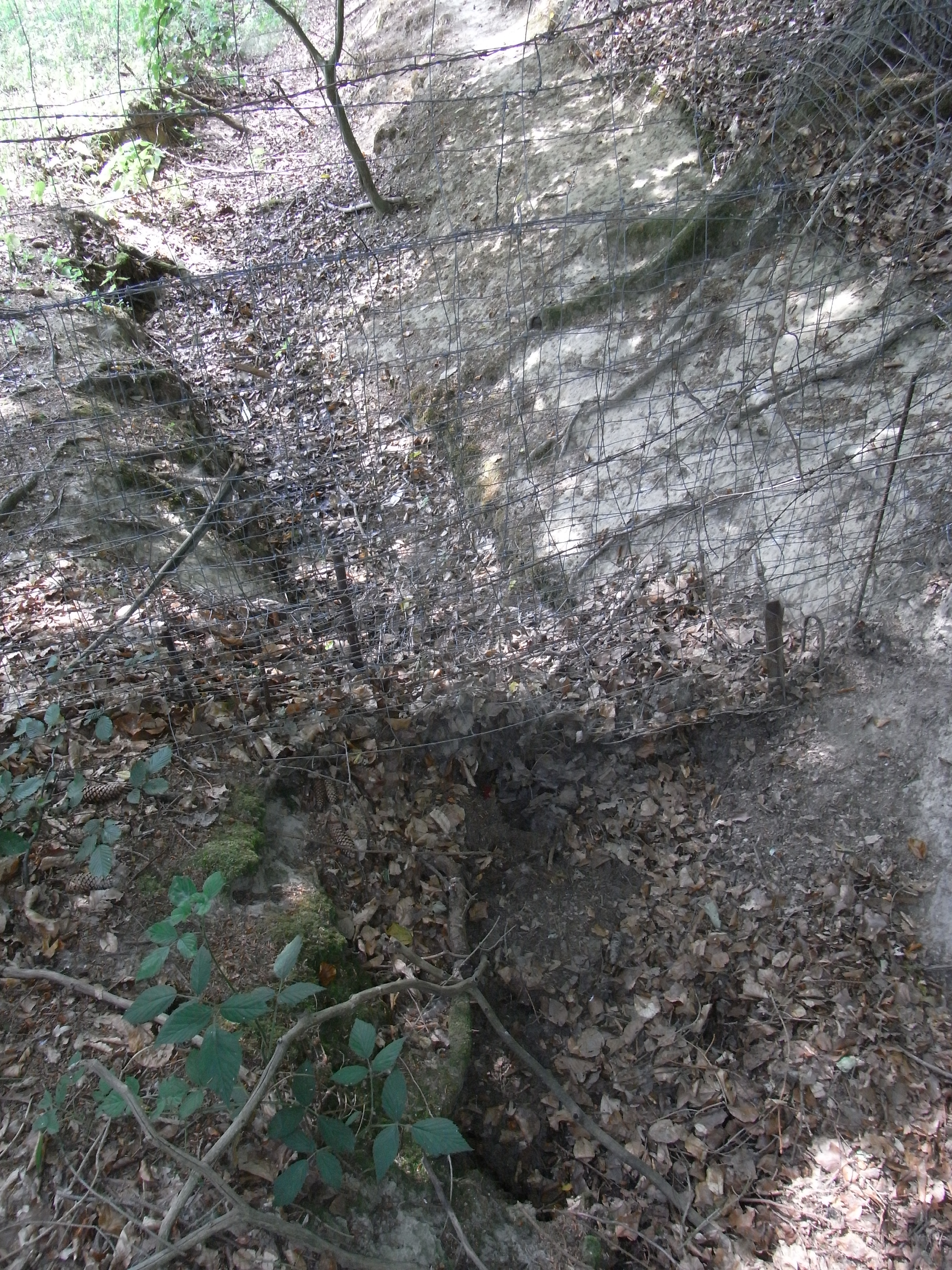
Zur Mündung

- Schmalbach (rechts), 1,6 km, Fluss-km 2,1

- ein namenloses Rinnsal vom Sportplatz im Wernborner Norden[27] (rechts), etwa ¼ km,[2] Fluss-km 1,55

Unterhalb der Aufschüttung für den Sportplatz auf 298 m ü. NHN Höhe ist im 2020 dichten Laubwald eine steile trockene Runse erkennbar, die um 1960 noch in einer Wiese verlief. Am Rand einer anderen Wiese oberhalb des Michelbach-Tals und wenig nördlich der Runse sind im Waldrand auf 266 m ü. NHN Höhe Sickerquellen ⊙ erkennbar, die den Bach ganzjährig speisen. Er rinnt in nordöstlicher Richtung durch den dichten Bewuchs des westlichen Michelbach-Talhangs (vom Eichkopf) und stürzt zum Durchlass unter dem Weg von der K 724 zu den Naturefish-Teichen hinab. Zum Michelbach hinunter besteht ein weiterer steiler Sturz. Das Rinnsal mündet in ihn auf 252 m ü. NHN Höhe von rechts und Südwesten in den Michelbach ⊙. Sein Gefälle ist, bezogen auf die Lage des Sportplatzes oder der Sickerquellen, etwa 200 ‰ oder 20 %.

Der Zulauf vom Sportplatz im Wernborner Norden
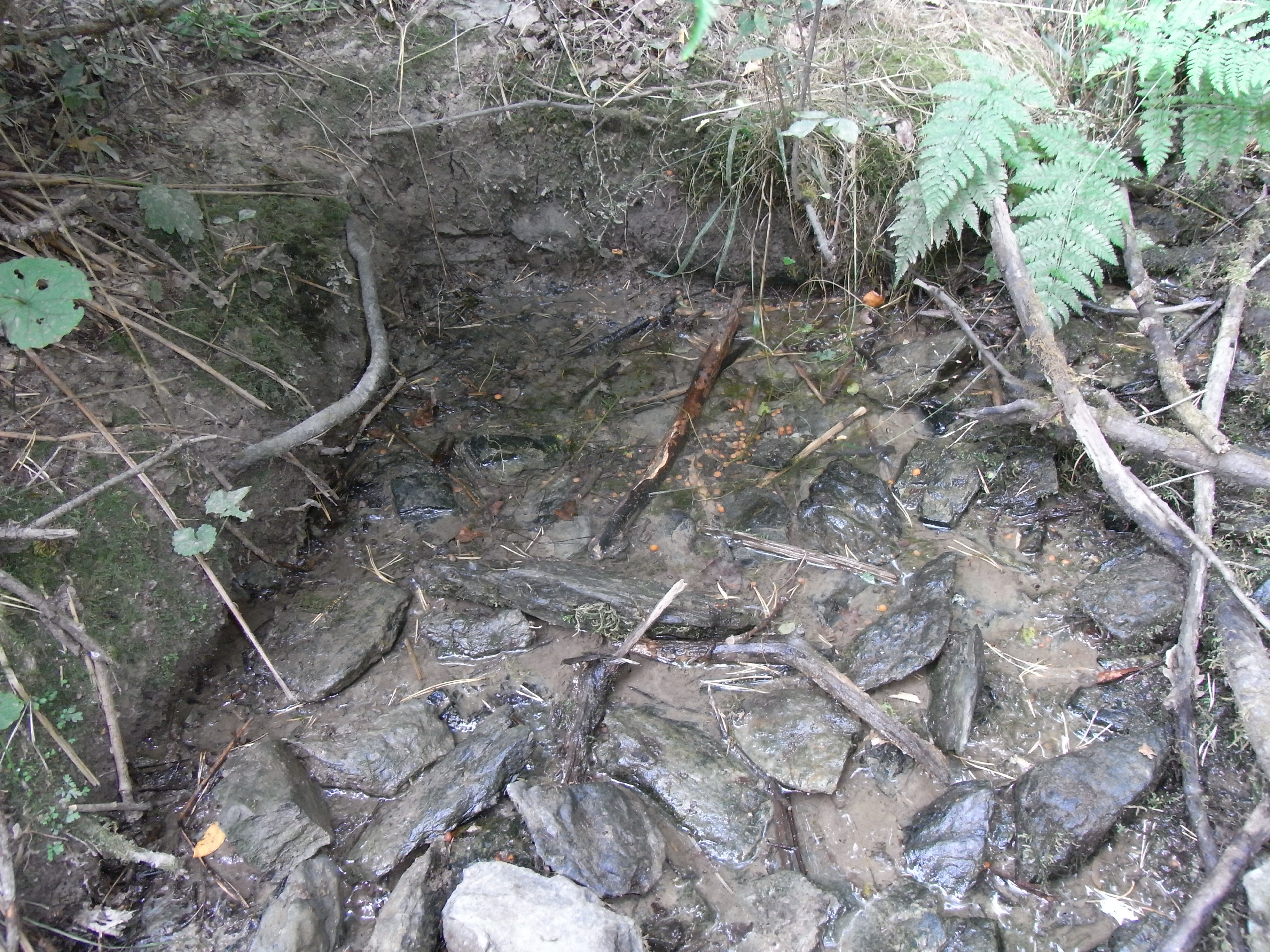
Quelle
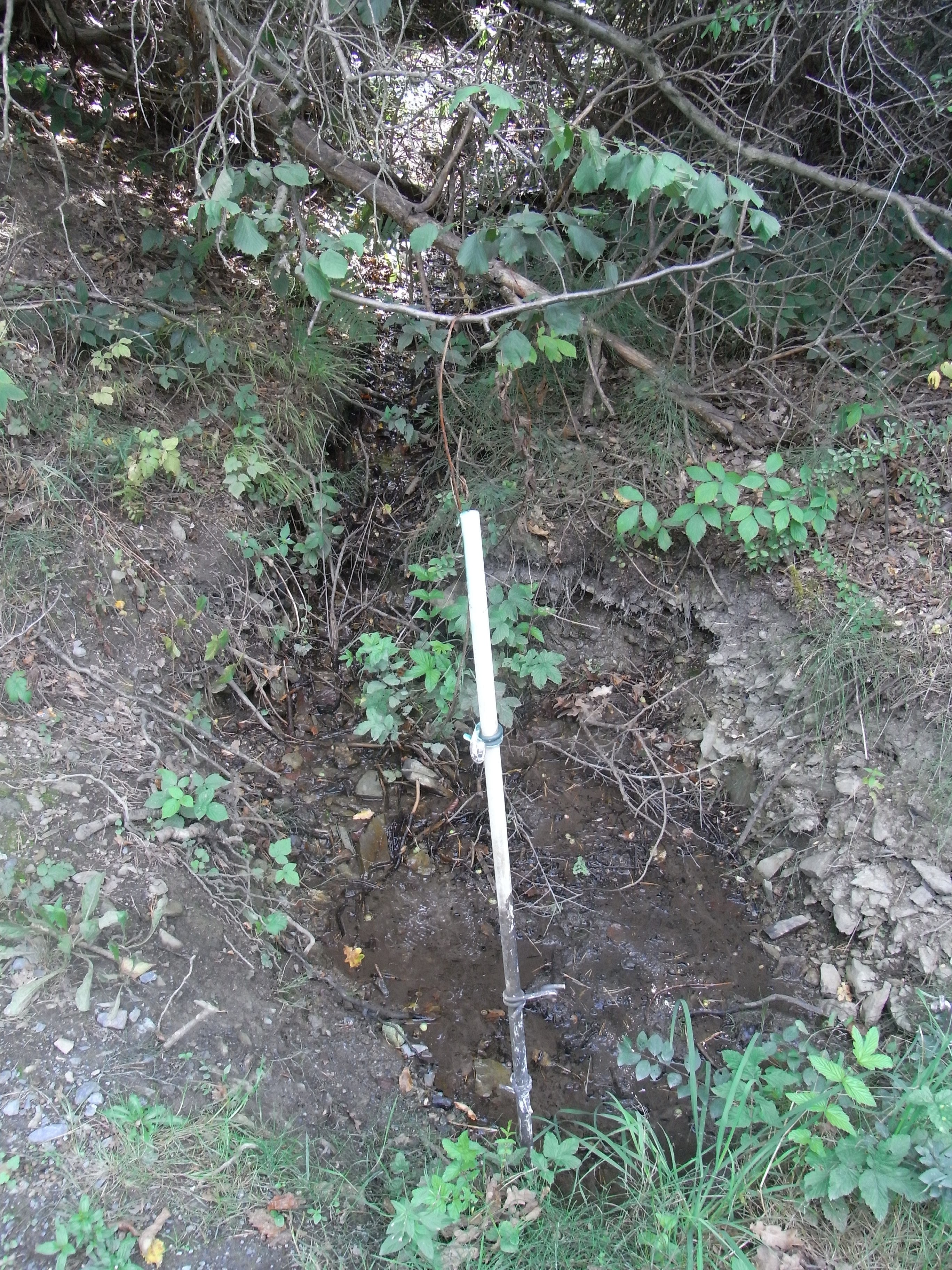
Am Weg
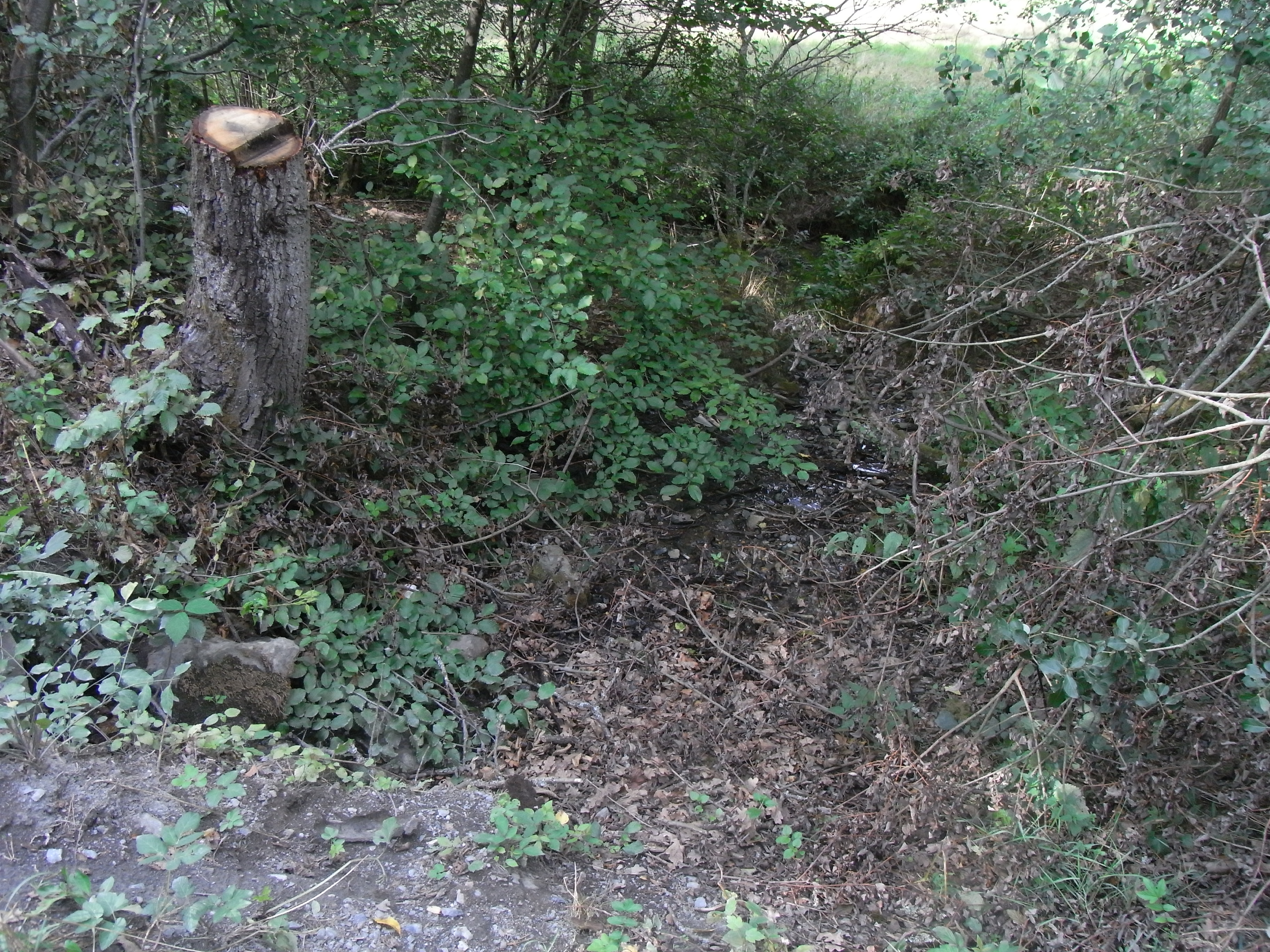
Zum Michelbach

- Gewässer 24848298[29] von südlich Maibach her (links), etwa 800 m,[2] Fluss-km 1,4

Der Bach beginnt östlich des Bernhardskopfs als zumeist trockener Graben im Weideland des Gewanns Im alten Wernborn auf 280 m ü. NHN Höhe am Butzbacher Weg bei einer Gehölzgruppe, die sich im Umfeld eines Hutebaums entwickelte. Diese Huteeiche ist ein Naturdenkmal (ND) (Nr. 25 in der Liste der Naturdenkmale in Usingen), ein weiteres, die Nr. 23, liegt südwärts unterhalb, so wie auch ein abgängiges und daher gestrichenes ND. In einem weiten eckigen Kreisbogen wendet sich die Abflussrichtung von Süd auf West, wo er von Süden und links einen Entwässerungsgraben von der nahe vorbei führenden K 724 aufnimmt. Entlang einer krautigen Pferdeweide im Süden gelangt er zur alten steinernen Bogenbrücke am Butzbacher Weg. Hier wendet sich sein „Drehsinn“, er beginnt in einem weiteren Kreisbogen etwa parallel zur Kreisstraße nach Süden und dabei den Waldrand des Bernhardskopfs berührend dem Michelbach zuzufließen, den er in einer feuchten Wiese von rechts und annähernd Norden auf 251 m ü. NHN erreicht. Im Geoportal des Landes Hessen und seinem Natureg-Viewer wird dem Bach der Name „Alter Wernborn“ attributiert.

Das Gewässer GWZ 24848298
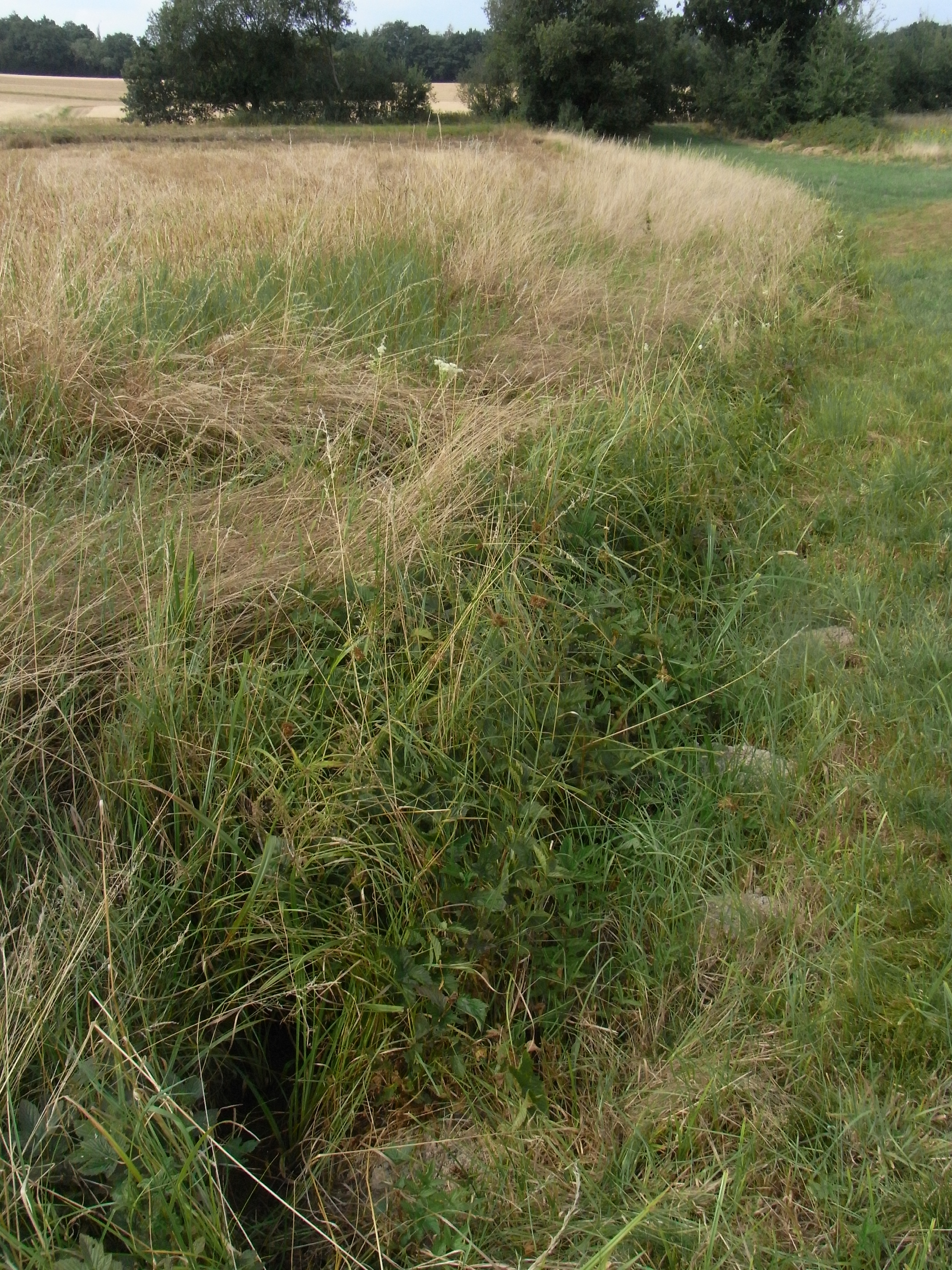
Von Anfang
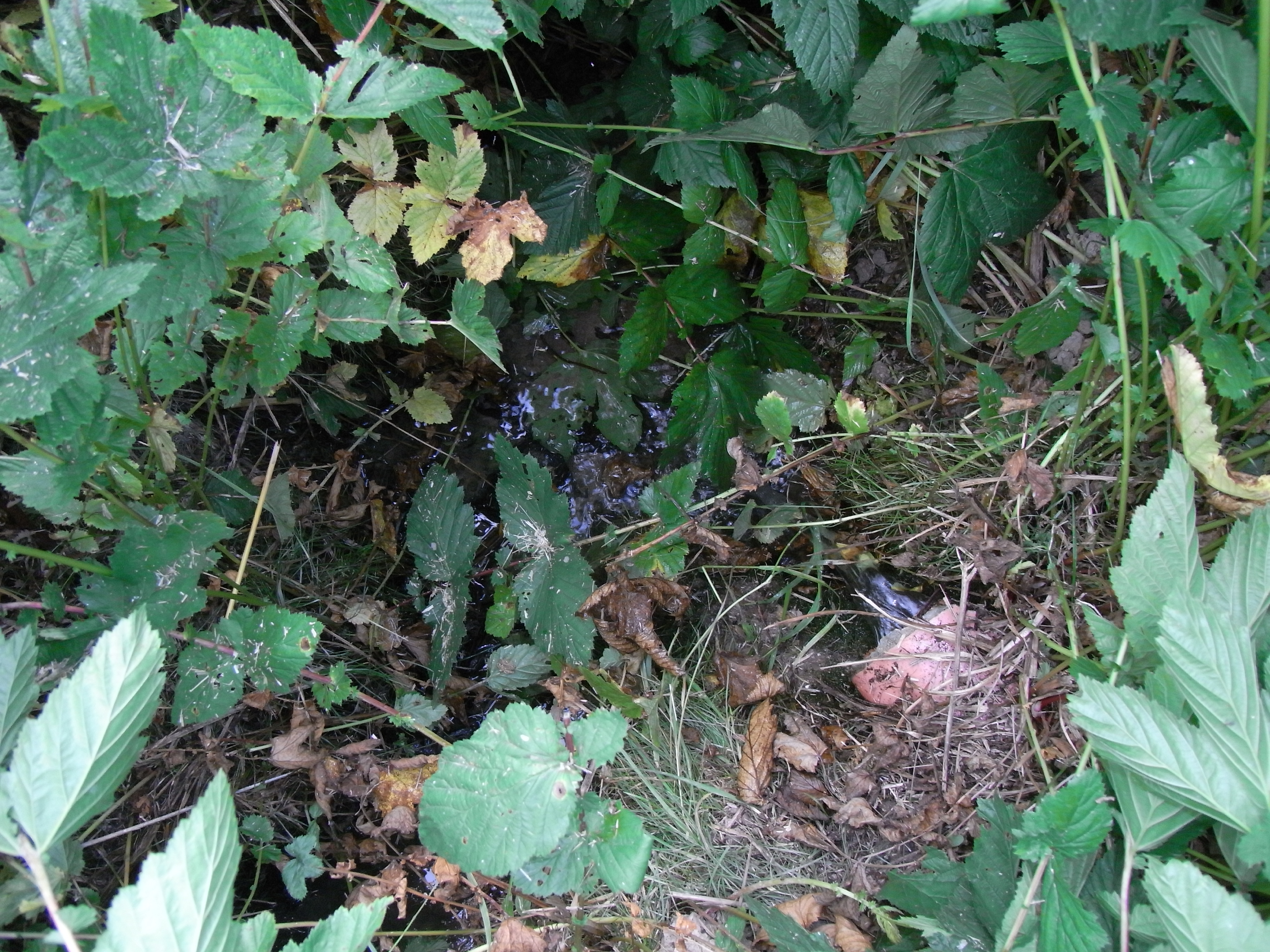
Dränage speist
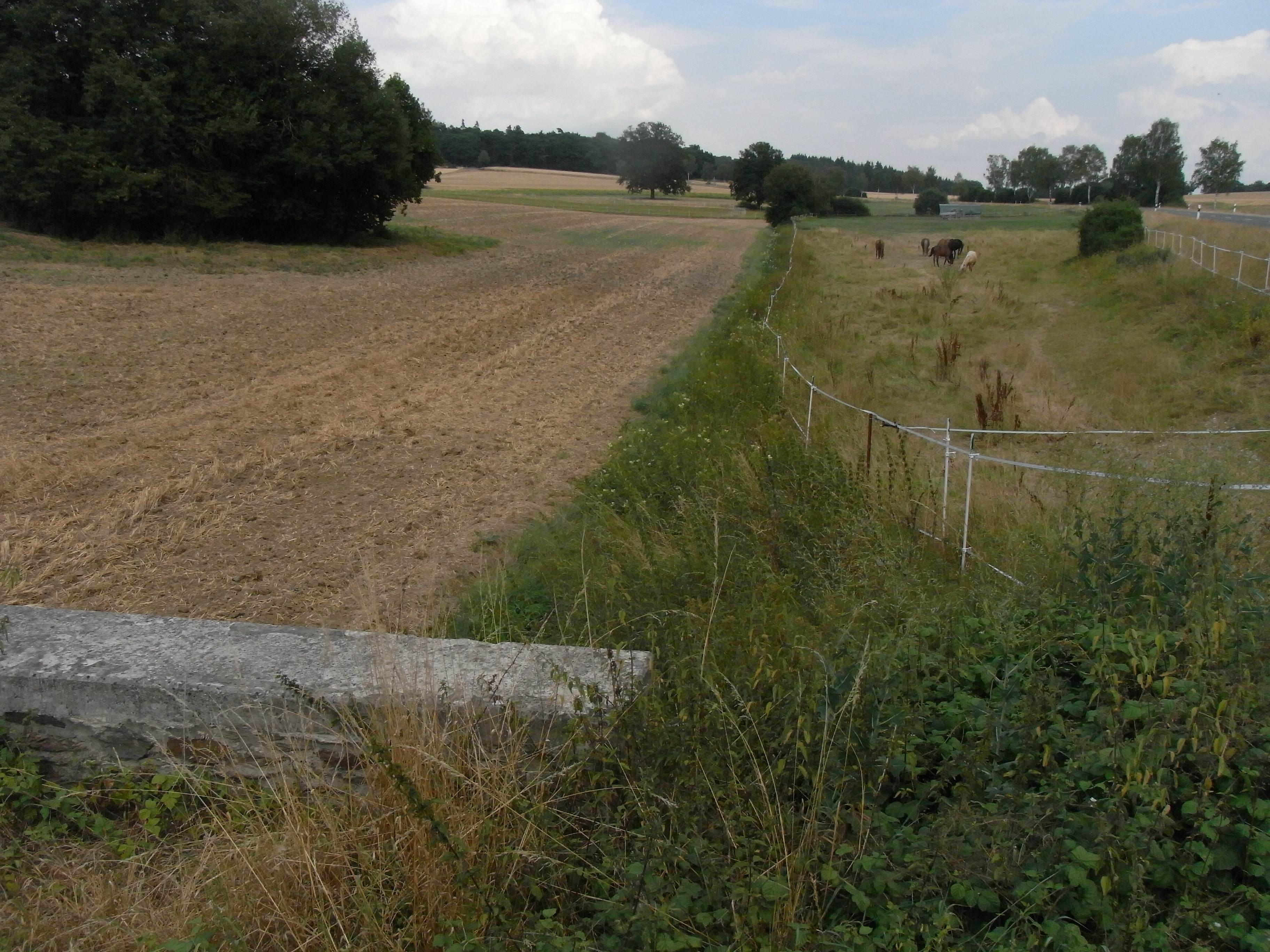
Blick auf Weiden
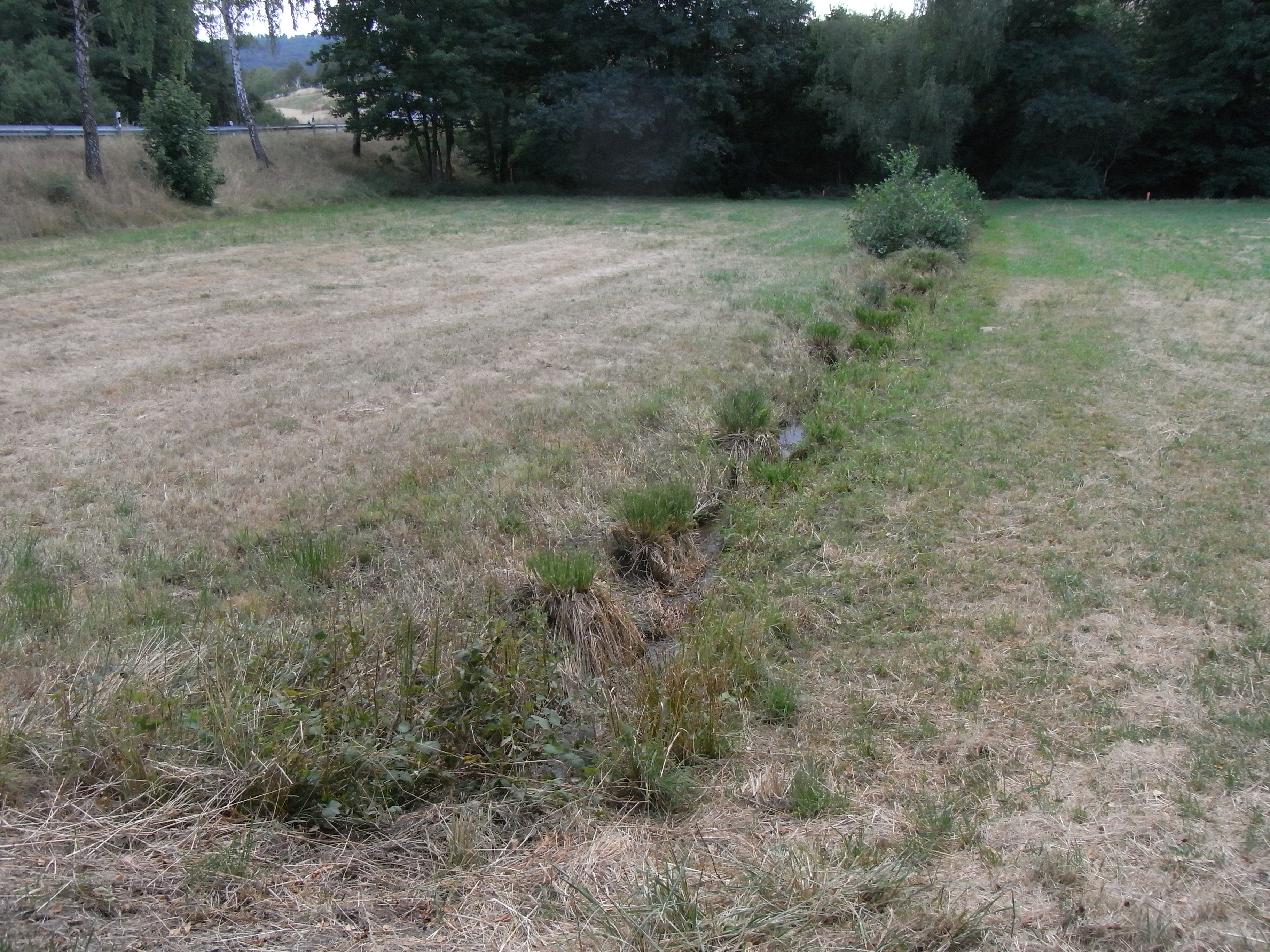
Zur Mündung

- ein namenloser Bach aus dem Gewann In dem unteren Lindengraben[31] (links), etwa ⅓ km und davon etwa 100 m an der Oberfläche,[2] Fluss-km 0,9

In der Feldflur der Gewanne Im unteren bzw. oberen Lindengraben ist von ihm nichts erkennbar, in Luftbildern aus dem 20. Jahrhundert auch nicht mehr. Heute ist das Ende einer Art Dränage im westlichen Graben eines befestigten Wegs am Westrand des Ackers zu finden. Sein Wasser folgt dem Weg nordwärts, wo er am Friedberger Weg, der hier eine Allee bildet, auf dessen Nordseite durchgelassen wird. Dort fließt er westwärts dem Michelbach zu.

Die namenlosen Bäche am „Friedberger Weg“
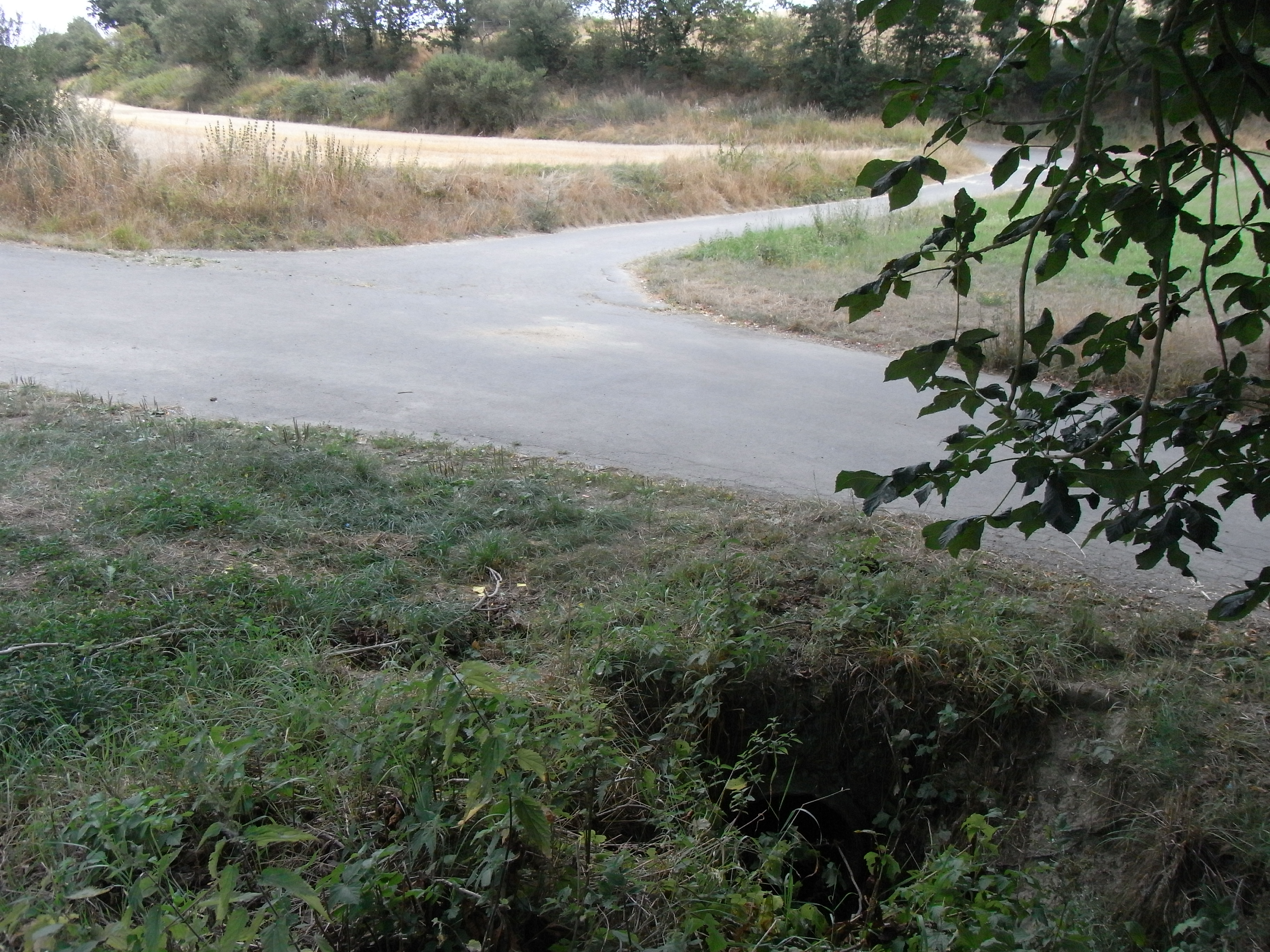
Durchlass „Lindengraben“
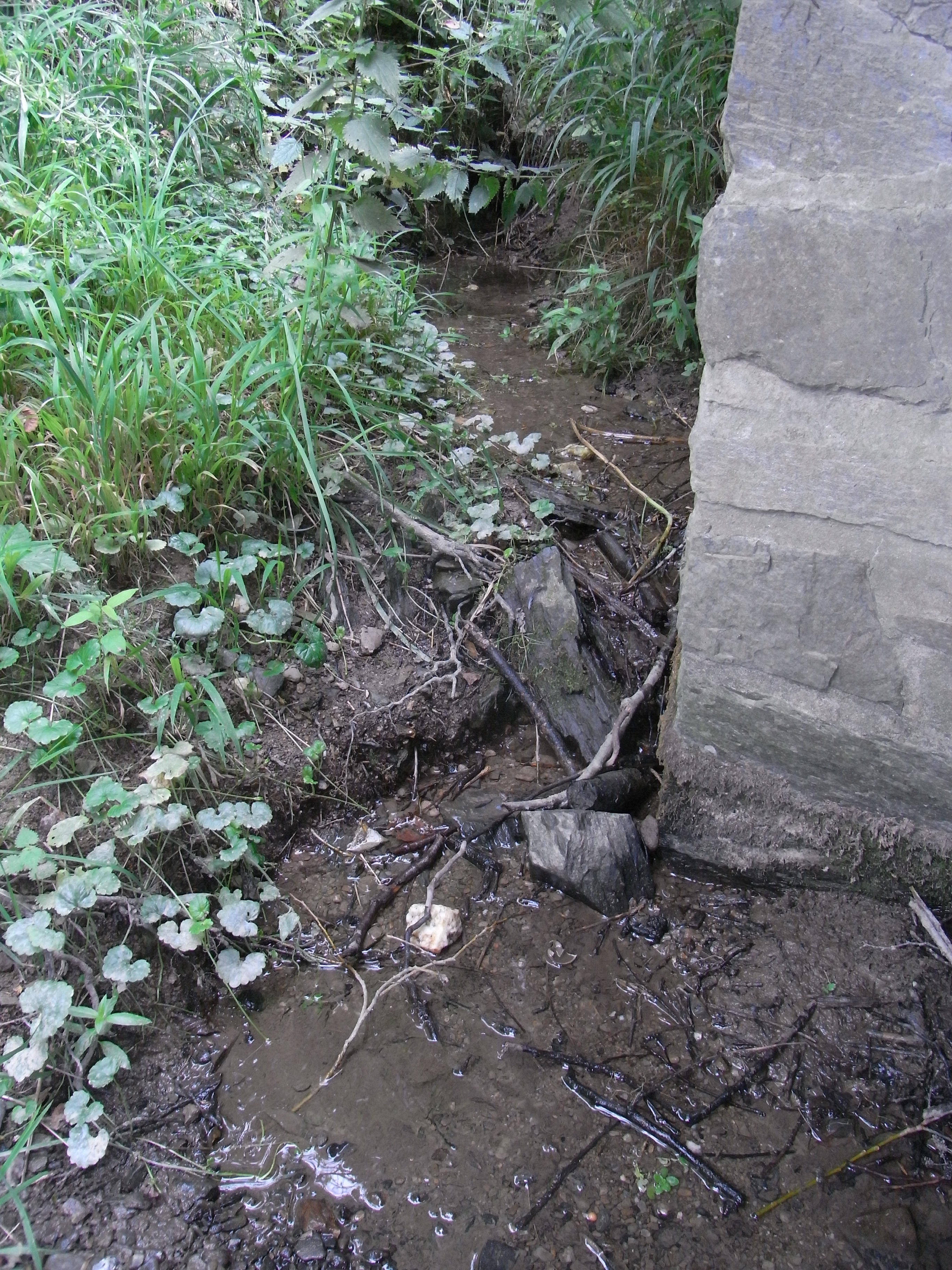
Mündung „Lindengraben“
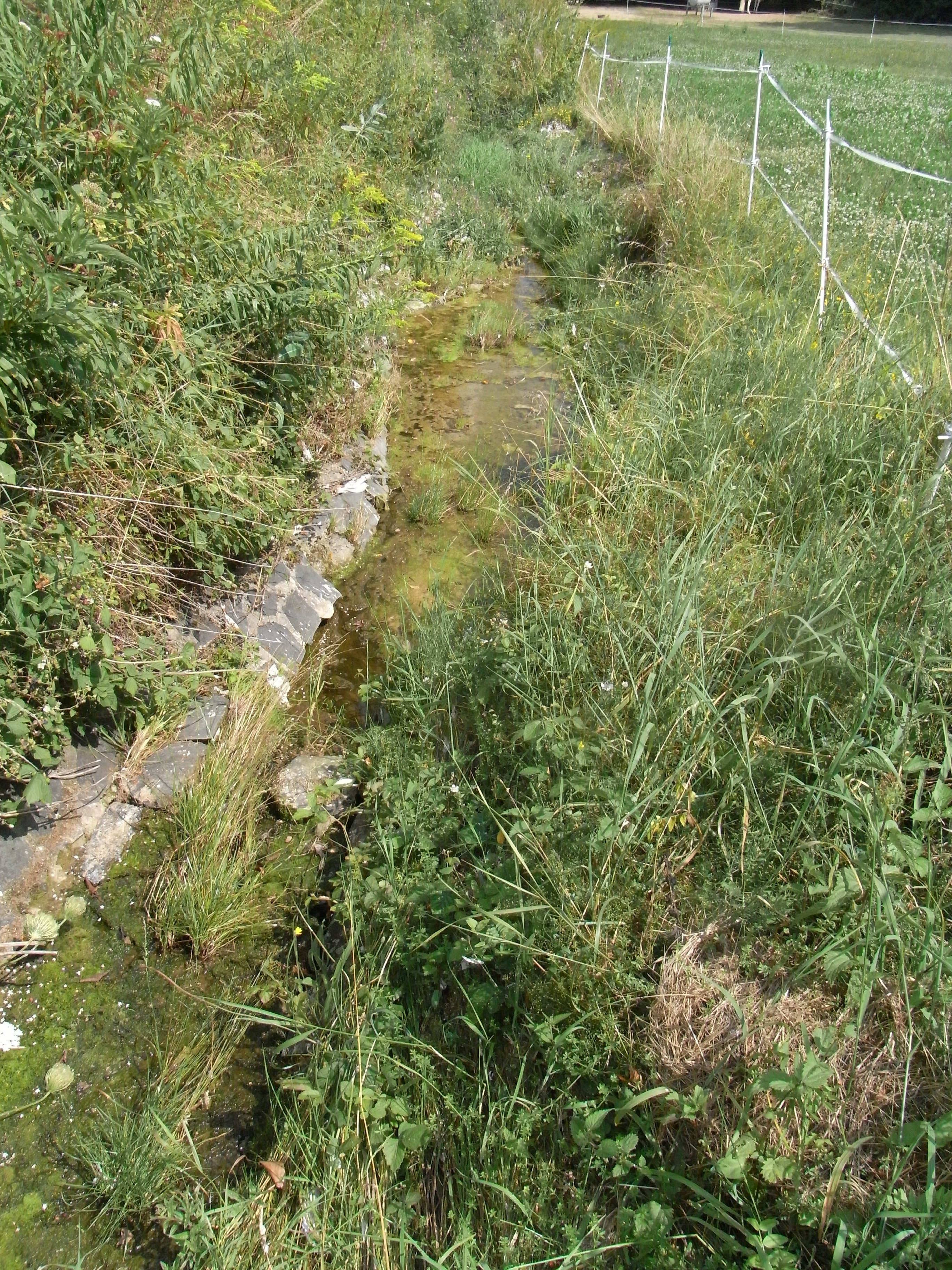
Beginn Abwassergraben
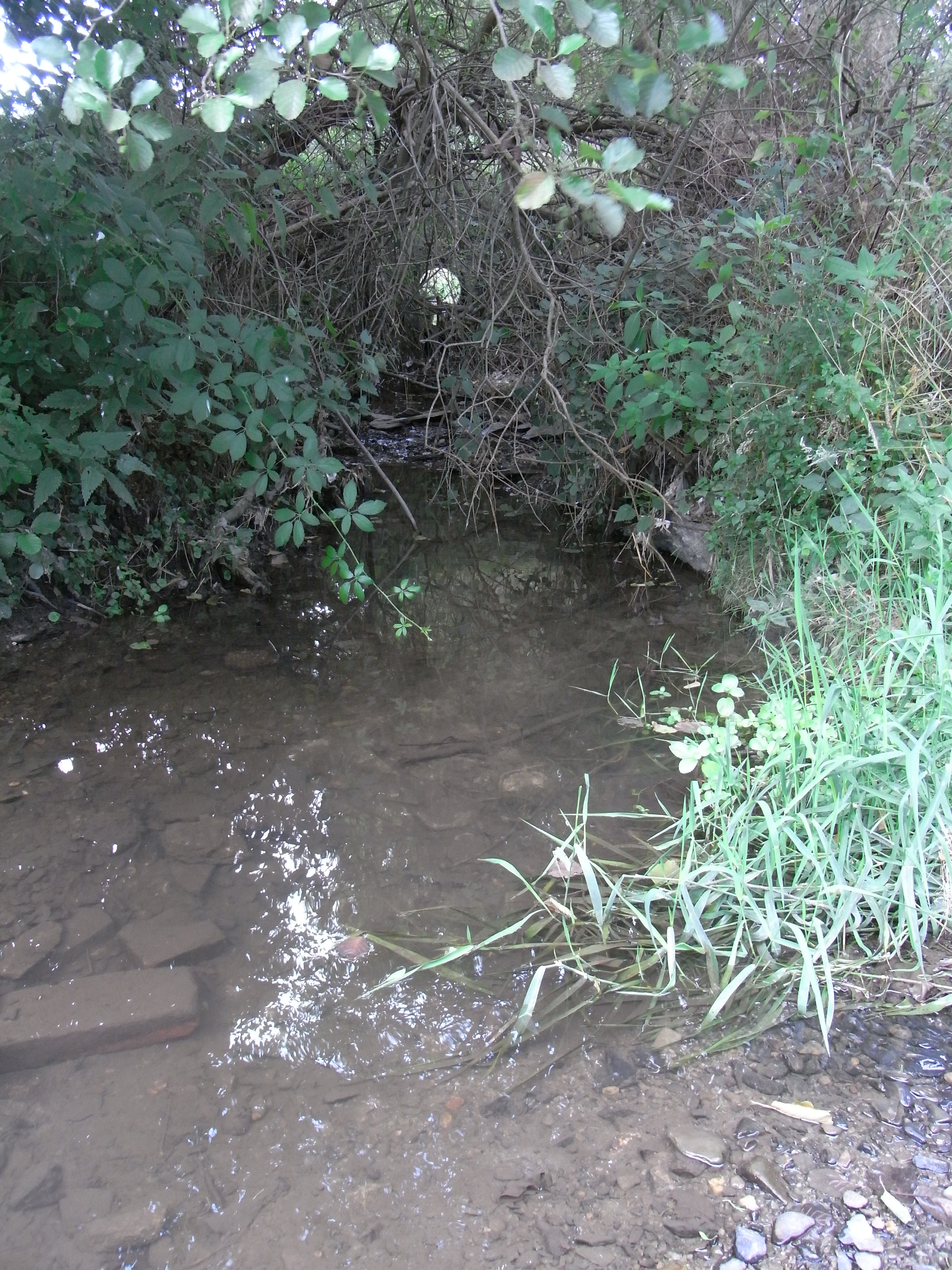
Mündung Abwassergraben

- ein namenloses Abwasser aus der Wernborner Ortslage[31] (rechts), etwa 100 m,[2] Fluss-km 0,9

Es beginnt als offensichtlich nährstoffreiches Wasser am Auslass einer Zuleitung auf der Südseite der Allee des Friedberger Wegs in einer aus Bruchsteinen gemauerten Rinne, die sich als Straßengraben ostwärts erstreckt. Im steilen Hang zum Weg hin wächst flächendeckend Zwerg-Holunder oder Attich. Östlich der Zufahrt zu einer Weide mündet der Zufluss von rechts und Westen in den Michelbach.
- ein namenloser Bach vom Südrand des Gewanns Das Wäldchen[32] (links), etwa 100 m,[2] Fluss-km 0,5

Der Ursprung des Bachs ⊙ ist auf 242 m ü. NHN am Südrand des unbefestigten Wegs das Tal hinauf zu den Äckern auf der flachen Kuppe des Bergs. Das aus den Quellen sickernde Wasser fließt in den Graben am Südrand des außerhalb des Walds befestigten Wegs und folgt ihm zur einfachen Balkenbrücke am Michelbach, in den er auf 240 m ü. NHN von links und Osten mündet.

Der namenlose Bach vom Südrand des Gewanns „Das Wäldchen“
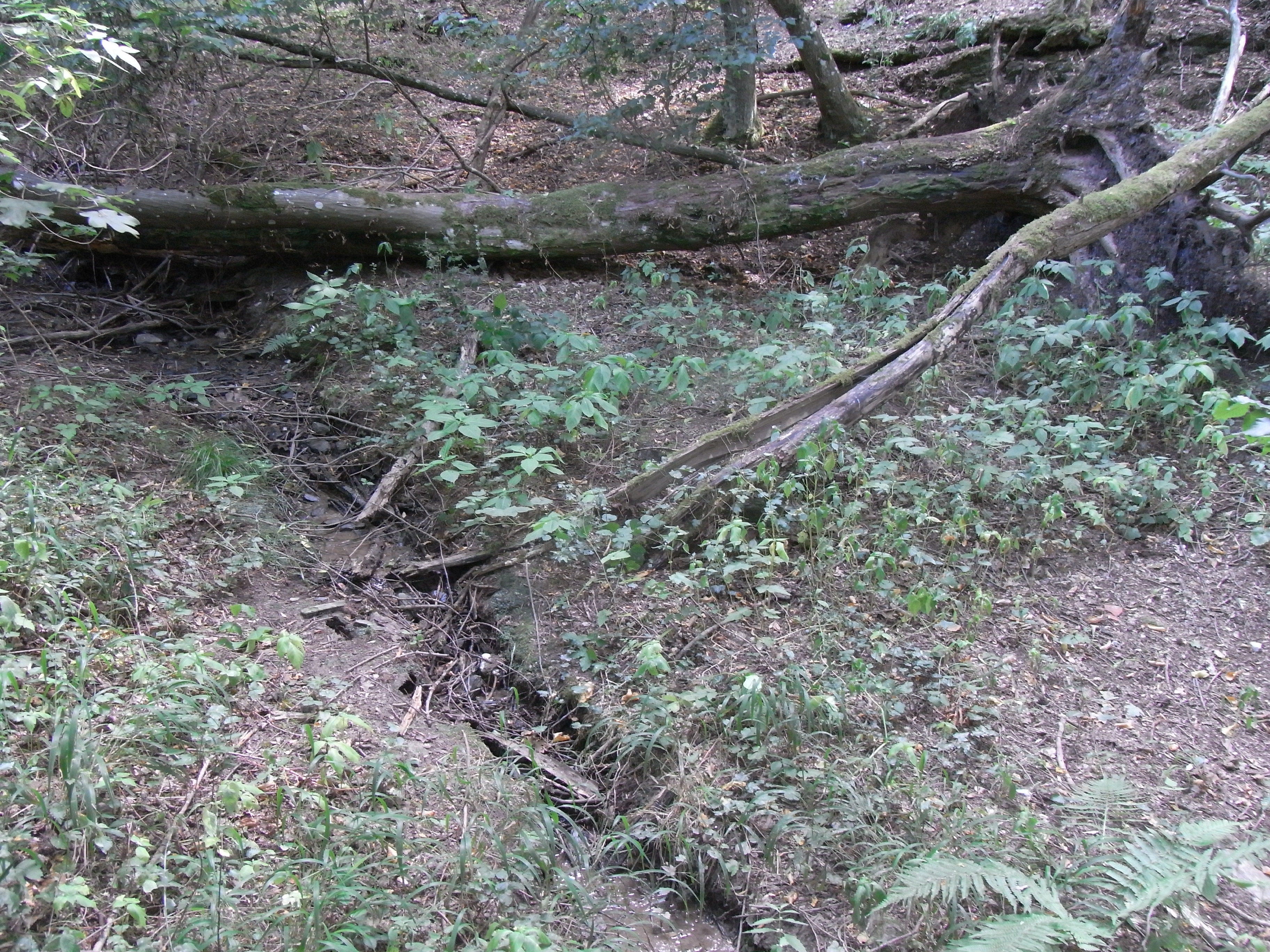
Quelle
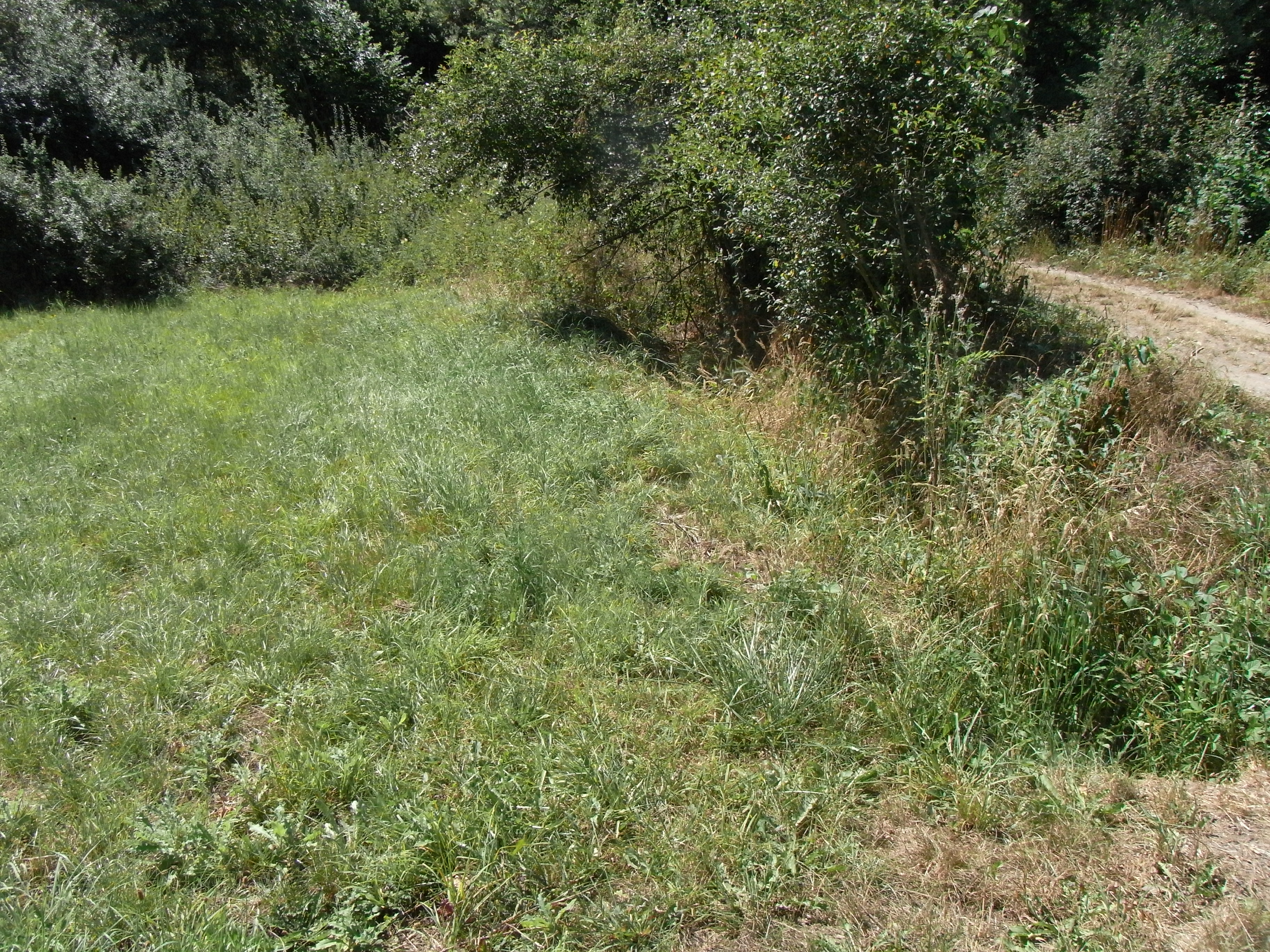
Am Weg dazwischen
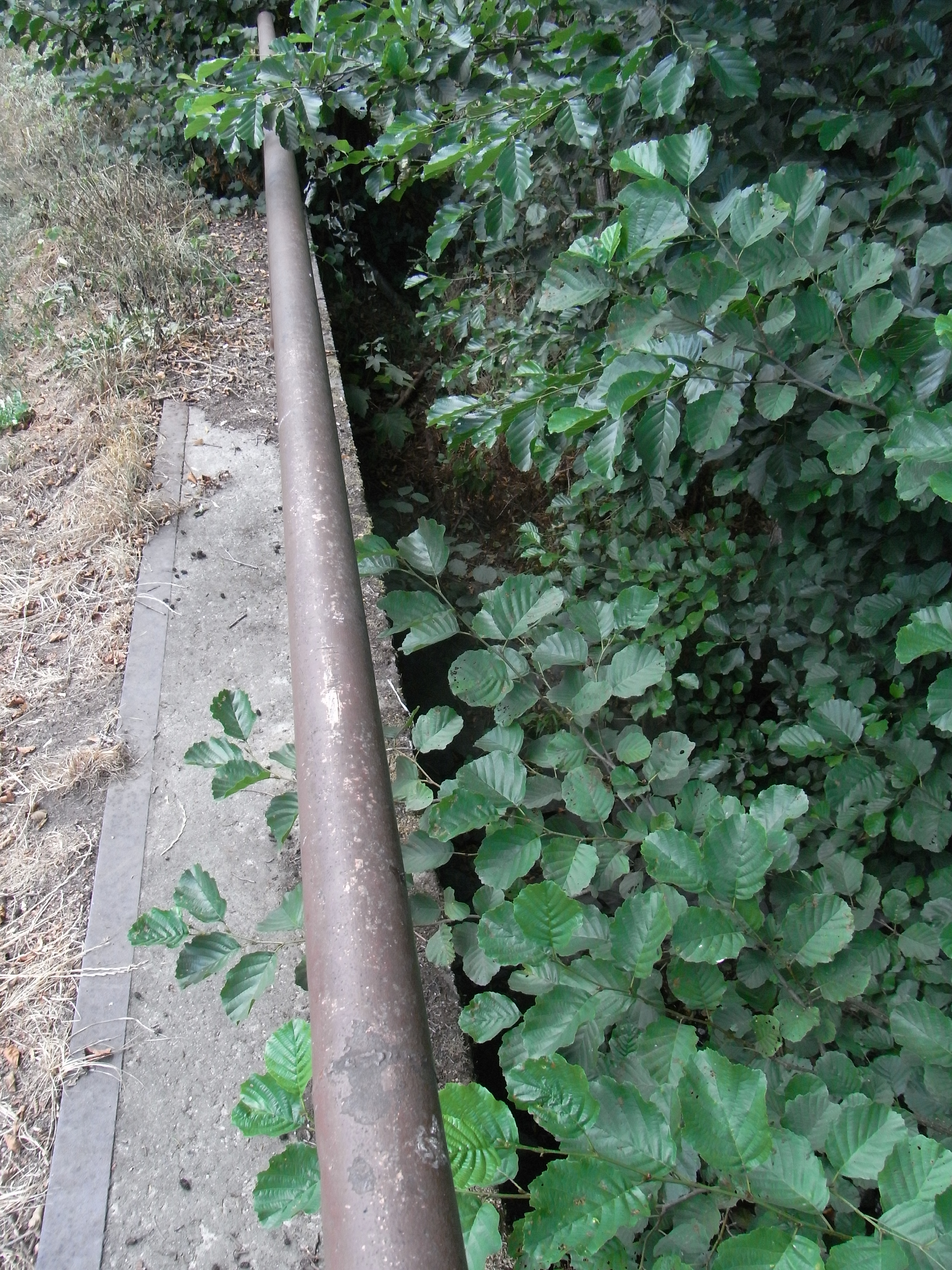
Mündung

### Flusssystem Usa
- Fließgewässer im Flusssystem Usa

### Orte
Der Michelbach fließt durch folgende Ortschaften:
- Usingen-Eschbach
- Usingen-Michelbach
- Butzbach-Maibach
- Usingen-Wernborn